# Legia Warszawa (piłka nożna)
Legia Warszawa – polski klub piłkarski z siedzibą w Warszawie, występujący w Ekstraklasie. Kontynuator tradycji – powołanej w marcu 1916 w Kostiuchnówce pod Maniewiczami na Wołyniu – Drużyny Sportowej Legia. Jej duchową i personalną kontynuacją był Wojskowy Klub Sportowy (WKS) Warszawa, założony 14 marca 1920 roku w stolicy, a formalnie nawiązujący do „Legii” od lipca 1922 roku. Od lat 90. XX wieku zajmuje 1. miejsce w tabeli wszech czasów Ekstraklasy, będąc zarazem jednym z najbardziej utytułowanych polskich klubów piłkarskich na arenie międzynarodowej (m.in. półfinalista Pucharu Europy Mistrzów Krajowych 1969/1970 i Pucharu Zdobywców Pucharów 1990/1991, ćwierćfinalista Ligi Mistrzów 1995/1996, a także ćwierćfinalista Ligi Konferencji 2024/2025).
Początkowo klub działał jako jedna z sekcji wielosekcyjnego CWKS-u Legia, a w niezależny podmiot (Autonomiczną Sekcję Piłki Nożnej) przekształcił się 25 kwietnia 1989. Od 12 lutego 1997 ma status Sportowej Spółki Akcyjnej (SSA), natomiast od 13 czerwca 2003 występował pod nazwą Klub Piłkarski Legia Warszawa. Od 11 lipca 2012 roku pełna nazwa klubu to: Legia Warszawa Spółka Akcyjna.

## Historia

### Założenie klubu

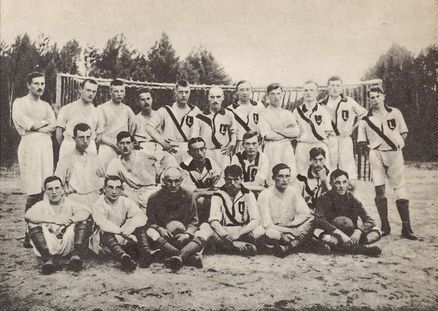
Legia i zespół Dywizyjnego Zakładu Sanitarnego po wygranym przez Legię 7:0 meczu – wiosna 1916 r.

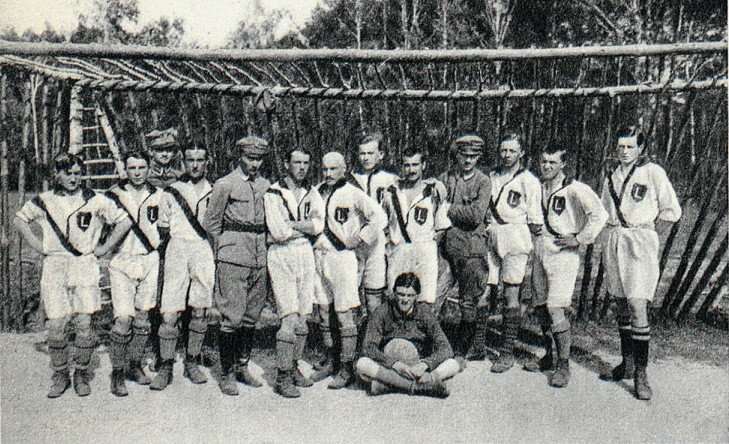
Drużyna Legii w 1916 roku

Legia przyjmuje za rok założenia 1916, odwołując się do powstania drużyny piłkarskiej Legionów Polskich w okolicach Maniewicz na Wołyniu. Data ta jest niekiedy podważana.
Do utworzenia klubu w 1916 roku w znacznym stopniu przyczynił się wybuch I wojny światowej, ponieważ w skład ówczesnych Legionów Polskich wchodziło wielu żołnierzy, którzy przed wojną uprawiali futbol. Żołnierze, często młodzi ludzie pochodzący z południa Polski (głównie z Krakowa i Lwowa), przed wojną uprawiali sport, dlatego po sformowaniu drużyna szybko zaczęła odnosić sukcesy. Piłka nożna była sposobem spędzania wolnego czasu. W momentach spokoju na froncie organizowano mecze piłkarskie, do których potrzebne było zdobycie piłki, zbudowanie prowizorycznych bramek oraz znalezienie kilkunastu chętnych do gry.
Pierwsze treningi drużyna rozpoczęła wiosną 1915 roku w Piotrkowie, natomiast między 5 a 15 marca 1916 – na wniosek chorążego Zygmunta Wasseraba (przedwojennego piłkarza klubu Pogoń Stryj) – w kancelarii kompanii sztabowej Komendy Legionów Polskich w Kostiuchnówce (znajdującej się niedaleko Maniewicz na Wołyniu) doszło do założenia klubu piłkarskiego. Na prezesa organizacji mianowano chorążego Władysława Groelego, a plutonowy Stanisław Mielech zaproponował nazwę „Drużyna Sportowa Legia”, która została przyjęta (częściej stosowane określenie zespołu w późniejszym okresie to drużyna Legionowa). Innymi propozycjami nazwy były: „Drużyna Komendy Legionów” oraz „Styr”. Przyjęto również biało-czarne barwy i herb ukazujący białą literę „L” (symbol Legionów) na czarnej tarczy. Piłkarze grali w białych strojach z ukośnymi czarnymi pasami, co było nawiązaniem do drużyny Czarnych Lwów.
Na wiosnę 1916 roku zespół rozegrał szereg meczów z innymi drużynami żołnierskimi, które w większości zakończyły się zwycięstwami Legii. Najstarsze zachowane wyniki meczów to: 7:0 z Dywizyjnym Zakładem Sanitarnym, 3:3 z 6. Pułkiem Piechoty Legionów oraz dwa zwycięstwa (6:4 i 3:1) z 4. Pułkiem Piechoty Legionów. W lipcu 1916 – w związku z ofensywą Brusiłowa – Legiony zaczęły wycofywać się na zachód, a klub przeniósł się do Warszawy. Pierwszy mecz, w którym rywalem była Polonia Warszawa, odbył się 29 kwietnia 1917 roku na Agrykoli i zakończył remisem 1:1. W lipcu 1917 odbyło się zebranie wszystkich członków klubu, na którym podsumowano dotychczasową działalność; wybrano wtedy nowego kapitana zespołu (którym został Stanisław Wykręt), a także nowego prezesa – por. Norberta Okołowicza. Łącznie z dziewięciu rozegranych w Warszawie spotkań Legia wygrała sześć, a trzy zremisowała. W pierwszym wyjazdowym spotkaniu drużyna odniosła zwycięstwo 2:1 nad Cracovią (ówczesnym mistrzem Polski) w Krakowie, wobec czego została nieoficjalnym mistrzem kraju. Drużyna ostatecznie rozpadła się w wyniku tzw. kryzysu przysięgowego.

### Lata 20. i 30. XX wieku

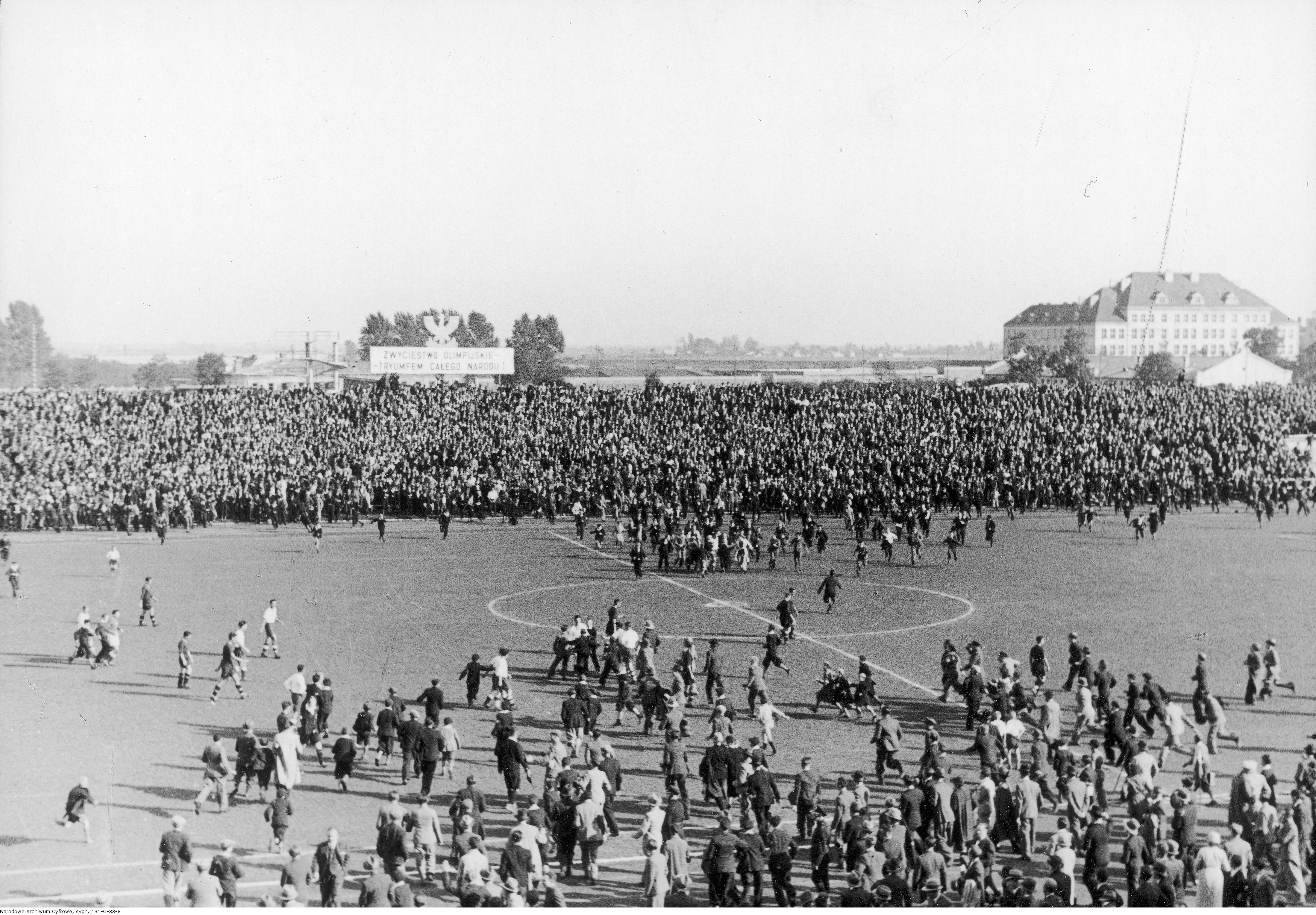
Tłumy na stadionie Legii Warszawa po zakończonym meczu. Okres międzywojenny

W dniu 14 marca 1920 w Warszawie powstała nowa drużyna sportowa z przeznaczeniem dla żołnierzy.. W salach kasyna oficerskiego w Zamku Królewskim grupa oficerów utworzyła Wojskowy Klub Sportowy (WKS) Warszawa, ustalając dla niego biało-czerwone barwy statutowe. Wśród nich był Zygmunt Wasserab, jeden z założycieli Legii w czasach legionowych, Pomimo jego obecności, WKS początkowo nie nawiązywał w żaden sposób do „Drużyny Sportowej Legia” sytuacja zmieniła się dopiero 10 czerwca 1922. Wówczas, w meczu z gdańskim Sokołem, piłkarze WKS wystąpili w strojach z charakterystycznym elementem – czarną literą „L” na tle białego koła, co stanowiło wyraźne nawiązanie do herbu Legii z 1917 roku.
Z powodu wojny polsko-bolszewickiej i udziału w niej wielu warszawskich piłkarzy, WKS nie został zgłoszony do premierowych rozgrywek o mistrzostwo Polski w 1920. Rok później WKS przystąpił do rozgrywek i został zakwalifikowany do klasy A mistrzostw okręgu warszawskiego, razem z Polonią i Koroną. Zajął ostatnie miejsce, przegrywając wszystkie mecze i strzelając tylko jedną bramkę. W sezonie 1922 WKS zajął przedostatnie miejsce w rozgrywkach, rywalizując dodatkowo z AZS oraz Warszawianką. Odniósł jedno zwycięstwo i dwukrotnie zremisował. W pierwszym międzynarodowym meczu, rozegranym 18 maja 1922, WKS przegrał na Agrykoli 2:9 z czechosłowacką Viktorią Żiżkow Praga. Do czołowych zawodników tego okresu należeli: Eugeniusz Sobolta, Jerzy Misiński, Jan Stopa, Stanisław Wanicki oraz Kazimierz Knapik – założyciel Legii i jej piłkarz z czasów legionowych. 
Na słabe wyniki drużyny wpłynęły częste zmiany kadrowe, brak treningów oraz odejście kluczowych zawodników, którzy nie czuli więzi z klubem. Dodatkowym problemem była rywalizacja z klubami cywilnymi, oferującymi lepsze warunki i większą atrakcyjność. Władze WKS uznały, że poprawa wyników wymaga stabilizacji składu, lepszych warunków treningowych i budowy własnego obiektu. Zmiany wymusiły też nowe przepisy PZPN dotyczące rejestracji zawodników.   
Szansa na poszerzenie własnej bazy piłkarskiej pojawiła się w czerwcu 1922, kiedy to działacze najstarszego warszawskiego klubu sportowego – Korony – wyrazili chęć zawiązania fuzji z WKS.  
Ewentualne połączenie z cywilną Koroną wymagało zmian w statucie WKS, w związku z czym zwołano walne zebranie członków klubu na dzień 31 lipca 1922. Podczas zebrania dokonano historycznej zmiany nazwy klubu. Działacze WKS nie akceptowali warunku dodania do nazwy klubu członu „Korona”, dlatego na wniosek Zygmunta Wasseraba, zmieniono nazwę na Wojskowy Klub Sportowy „Legia” Warszawa, formalnie reaktywując Legię z czasów legionowych – tym razem w oparciu o istniejący WKS. Ostatecznie uchwalono nowy statut, wzorowany na dokumencie Pogoni Lwów, który dopuszczał udział w rozgrywkach także zawodników cywilnych. Fuzja z Koroną doszła do skutku we wrześniu 1922,  w wyniku czego Legia przejęła nowe, biało-zielone barwy klubowe oraz wzmocniła skład kilkoma wartościowymi zawodnikami tej drużyny, takimi jak Jerzy Bułanow, Borys Bułanow, Janusz Zoller, Dawid Garbarski, Stanisław Młodzianowski. 
Rok później Wasserab, wspólnie z Aleksandrem Litwinowiczem, rozpoczął proces odbudowy drużyny poprzez pozyskiwanie dawnych legionowych zawodników z lat 1916–1917. Do zespołu stopniowo dołączali m.in: Stanisław Mielech, Jan Bednarski, Tadeusz Prochowski, Stanisław Kowalski, Maksymilian Węglowski oraz Zdzisław Czermański – większość z nich po zakończeniu kariery piłkarskiej pozostała w klubie w roli działaczy.  
W latach 1923–1926 Wojskowi zajmowali regularnie 3. miejsce w mistrzostwach okręgu warszawskiego. W inauguracyjnej edycji Pucharu Polski w sezonie 1925/1926 Legia dotarła do finału szczebla okręgowego, w którym 8 listopada 1925 roku przegrała z Warszawianką 1:3. Mecz ten uchodzi za jedno z najbrutalniejszych spotkań w historii klubu.
W lutym 1926 odbyło się walne zebranie klubu, na którym uchwalono plan uroczystych obchodów 10-lecia istnienia. Zakładano m.in. rozegranie pokazowego meczu ze sportowcami armii francuskiej, a także zorganizowanie nowych sekcji (kobiecej, bokserskiej i łyżwiarskiej). Ponownie wybrano wówczas na prezesa Norberta Okołowicza (wcześniej pełnił tę funkcję w latach 1917–1918 oraz od 8 lutego 1925), uzupełniono barwy klubu o kolor czarny, którego używano w czasach „legionowych” oraz symbolicznie przywrócono herb z 1917 roku (z którym piłkarze Legii grali na koszulkach od sierpnia 1926 do wiosny 1927). Spotkania z francuskimi wojskowymi ostatecznie nie udało się rozegrać, wstrzymano również pracę nad klubową monografią, prawdopodobnie z uwagi na przewrót majowy. Do skutku doszło jednak utworzenie sekcji kobiecej, którą powołano 10 grudnia 1926, z inicjatywy Kazimiery Muszałówny. W roku jubileuszowym Legia zdobyła pierwsze trofeum w swojej historii – Puchar Polskiego Towarzystwa Eugenicznego. 
W grudniu 1926 roku doszło do rozłamu w PZPN, w wyniku którego Legia – jako jeden z 14 „zbuntowanych” klubów – przystąpiła do nowo powstałej Polskiej Ligi Piłki Nożnej. Pierwszym prezesem Ligi Polskiej został ówczesny prezes warszawskiego zespołu, Roman Górecki. Debiutanckie ligowe zwycięstwo Wojskowi odnieśli 8 maja w Łodzi – przeciwnikiem był Klub Turystów, a mecz zakończył się wynikiem 6:1. Jednocześnie piłkarz Legii, Marian Łańko, zdobył pierwszą ligową bramkę z rzutu wolnego oraz zanotował pierwszego hat-tricka w historii klubu. Łańko, wraz z Józefem Nawrotem i Józefem Ciszewskim, stanowił w tym czasie najlepszy ofensywny tercet w lidze. W tym samym roku, w meczu z Pogonią Lwów, klub doznał najwyższej ligowej porażki w dotychczasowej historii, przegrywając 2:11. Na koniec sezonu Legia zajęła piąte miejsce, mimo pięciu porażek na początku rozgrywek. Wspomniany wcześniej Łańko zajął drugie miejsce w klasyfikacji strzelców, z 31 bramkami. Przez dwa kolejne sezony Legia zajmowała wyższe miejsca w lidze niż inne stołeczne kluby: Polonia i Warszawianka.
W 1930 roku, po trzech latach budowy, otwarto przy ulicy Łazienkowskiej Stadion Wojska Polskiego. W pierwszym meczu na nowym obiekcie Legia zremisowała z Europą Barcelona 1:1. W tym samym roku legioniści pokonali Ruch Hajduki Wielkie 7:1 w swoim setnym występie w ekstraklasie. Dzięki oddaniu do użytku własnego stadionu, Legia przez cały 1930 rok notowała najwyższą frekwencję spośród warszawskich drużyn. Legia odnosiła wówczas największe przedwojenne sukcesy i do mistrzostwa Polski w latach 1930 i 1931 zabrakło jej odpowiednio trzech i jednego punktu. Ponadto, w pierwszej edycji nagród Ministerstwa Spraw Zagranicznych, Wojskowi otrzymali „wędrowne” trofeum za najlepsze wyniki w rywalizacji międzynarodowej. Wywalczyli też puchar teatru Qui Pro Quo.
W sezonie 1935 Legia utrzymała się w lidze, uzyskując jeden punkt przewagi nad zdegradowaną Cracovią, a następnie w 1936 roku – w jubileusz 20-lecia istnienia – przegrała siedem kolejnych meczów z rzędu i zanotowała jedyny w historii spadek z najwyższej klasy rozgrywkowej. W 1936 kierownikiem piłkarskiej sekcji Legii został pułkownik Leopold Okulicki, późniejszy ostatni dowódca Armii Krajowej, który z prezesem zarządu Alojzym Gluth-Nowowiejskim próbował wyprowadzić klub z głębokiej zapaści. W związku z napiętą sytuacją międzynarodową, Ministerstwo Spraw Wojskowych zmieniło politykę wobec sportu wojskowego, kładąc nacisk na jego umasowienie wśród kadry wojskowej. W rezultacie sport wyczynowy stopniowo tracił na znaczeniu. Większość zawodników cywilnych opuściła zespół, a sekcja piłkarska podzieliła się na drużynę wojskową i cywilną. W sezonie 1937 Legia zajęła czwarte miejsce w klasie A okręgu warszawskiego, a rok później pierwsze, premiowane grą w barażach o I ligę. Wojskowi uplasowali się w nich na trzeciej pozycji i nie zdołali awansować. Zarząd zareagował wycofaniem drużyny ze wszystkich rozgrywek i zdecydował o jej udziale tylko w meczach towarzyskich, np. w pokazowych spotkaniach z okazji obchodów świąt wojskowych. Formalnie sekcja piłkarska nigdy nie została rozwiązana i zachowała swoje członkostwo w Warszawskim Okręgowym Związku Piłki Nożnej. Ostatnie spotkanie w ramach rozgrywek okręgowych Legia rozegrała 2 października 1938 roku, występując w składzie złożonym z zawodników drużyny rezerwowej – Legii IB. Przeciwnikiem była Skra Warszawa, a mecz zakończył się porażką 1:4. Jedyną bramkę dla Wojskowych zdobył Henryk Przepiórka.  Ostatnia wzmianka prasowa dotycząca piłkarskiej Legii pojawiła się na początku 1939 roku – informowano w niej o spadku formy zespołu, wynikającym z trwającej wówczas reorganizacji klubu.

### Lata 40.
Po zakończeniu II wojny światowej – w kwietniu 1945 roku – powstała nowa drużyna pod nazwą I Wojskowy Klub Sportowy Warszawa. Inicjatorami tego przedsięwzięcia byli piłkarze pochodzący z utraconych Kresów Wschodnich, tacy jak: Kazimierz Górski, Bogusław Grządziel, Aleksander Hawalewicz, którzy wspólnie odbywali służbę wojskową w 1. Zapasowym Pułku Piechoty przy ulicy Szwoleżerow. Na czele oddziału sportowego wydzielonego w jednostce stanął przedwojenny pięściarz warszawskiego Makabi – Julian Neuding. Drużyna została ulokowana w pomieszczeniach znajdujących się pod trybunami Stadionu Wojska Polskiego, a także w baraku nieopodal murawy. W pierwszym powojennym meczu, rozegranym 15 kwietnia 1945 w Parku Skaryszewskim, drużyna uległa jedenastce TUR-Okęcia 2:4. Z kolei 3 maja 1945, w pierwszym meczu na uporządkowanym stadionie przy ulicy Łazienkowskiej, piłkarze WKS-u pokonali warszawską Syrenę 3:2.  
Następnie w działania klubu włączyło się dwóch wojskowych, pełniących służbę na terenie stolicy: Henryk Czarnik (przedwojenny napastnik Legii) i Fred Better. To oni, wraz z Neudingiem, przedstawili swoim przełożonym pomysł, aby na bazie WKS-u reaktywować przedwojenną Legię, wysuwając argumenty dotyczące wojskowego charakteru drużyny, prowadzenia działalności na stadionie Legii, a także znaczenia dawnych tradycji sportowych. Dodatkowo WKS był postrzegany przez środowisko dziennikarskie w kraju jako „dawna ligowa Legia”. Ostatecznie inicjatywa zakończyła się powodzeniem i pod koniec czerwca 1945 do nazwy klubu dodano człon „Legia”. Na informację o odradzającej się organizacji zareagował Józef Ziemian (przedwojenny obrońca Legii oraz ostatni kierownik sekcji piłkarskiej), który dołączył do niej jako działacz. W późniejszym okresie w działania na rzecz odbudowy włączyły się kolejne osoby związane z Legią przedwojenną. 16 lutego 1946 wybrano pierwszy zarząd klubu, w skład którego weszli: prezes – płk Ignacy Robb-Narbutt; wiceprezes ds. ogólnoorganizacyjnych – płk dr Karol Rudolf (przedwojenny działacz Legii); wiceprezes ds. sportowych – ppłk Stanisław Więcek; wiceprezes ds. administracyjnych – ob. Józef Ziemian; sekretarz – kpt. Henryk Czarnik; skarbnik – kpt. Fred Better; gospodarz klubu – por. Leon Chatisow.  
Drużyna początkowo rozgrywała spotkania towarzyskie ze stołecznymi rywalami, lecz później także z klubami z innych krajów, m.in. ze szwedzkim IFK Norrköping oraz jugosłowiańskim Partizanem Belgrad. W czasie tej drugiej rozgrywki władza próbowała nakłonić publiczność do głosowania w referendum „3xtak”, co spotkało się z negatywnym odbiorem i wiwatowaniem na cześć obecnego wówczas na meczu Stanisława Mikołajczyka. 22 sierpnia 1946 rozegrano towarzyski mecz z reaktywowanym zespołem oldbojów Legii, w którym wystąpili przedwojenni ligowcy, tacy jak: Marian Schaller, Józef Ciszewski, Alfred Nowakowski, Witold Wypijewski, Henryk Przepiórka czy bracia Przeździeccy. „Legia Oldboys” we wrześniu zostali zgłoszeni do turnieju szóstkowego, organizowanego z okazji 25-lecia działalności WOZPN. W późniejszym okresie kierownictwo sekcji piłkarskiej Legii nakłaniało swoich oldbojów do dalszej aktywności. 
W pierwszych powojennych mistrzostwach Polski, rozegranych w 1946 roku, Legia zajęła drugie miejsce w swojej grupie eliminacyjnej, odpadając z dalszej rywalizacji. Legionistów wyprzedziła wtedy Polonia Warszawa, która następnie zdobyła mistrzostwo. Sukces Polonii nie byłby jednak możliwy, gdyby przed rozpoczęciem sezonu grupa działaczy Legii, z Karolem Rudolfem na czele, nie doprowadziła do przyznania Polonii miejsca w klasie A.
W 1948 roku, do startującej po dziewięcioletniej przerwie najwyższej klasy rozgrywkowej, Wojskowi zakwalifikowali się po zwycięstwie w eliminacjach międzyokręgowych makroregionu północno-wschodniego, a także po zdobyciu drugiego miejsca w kwalifikacjach ogólnopolskich. Pierwszy powojenny mecz w ekstraklasie Legia rozegrała 14 marca 1948, pokonując Polonię Bytom 3:1. Na koniec premierowego (po wojnie) sezonu ligowego legioniści zajęli czwartą pozycję w tabeli.
Pod koniec 1948 roku w całym kraju rozpoczęła się fala usuwania przedwojennych działaczy i zawodników z klubów sportowych. Zarzucano im zazwyczaj politycznie niepoprawny życiorys, który rzekomo nie przystawał do nowej rzeczywistości. W ten sposób pracę w Legii stracili m.in. Edward Drabiński, Eugeniusz Sobolta i Marian Schaller. Aby zachować posadę, niektórzy podejmowali się dodatkowych zajęć w klubie, takich jak praca instruktora wychowania fizycznego czy trenera mniej znaczących sekcji. Generał Karol Rudolf, którego rola w klubie była systematycznie marginalizowana, ostatecznie przeszedł w stan spoczynku. Józef Ziemian trafił do więzienia w wyniku donosu, a kiedy po wyjściu zgłosił się ponownie do klubu, okazało się, że jego stanowisko zostało już obsadzone. Z Legii usunięto również osoby związane z przedwojennym wojskiem, takie jak: podpułkownik Stanisław Więcek, major Mieczysław Muszyński czy generał Eugeniusz Luśniak.
Przez dwa kolejne sezony Legia utrzymywała się w I lidze w związku z korzystniejszym bilansem bramek w stosunku do zdegradowanych zespołów, zajmując odpowiednio 9. i 10. miejsce. W listopadzie 1949, po przeprowadzeniu reformy sportu wzorowanej na modelu radzieckim, utworzono wojskowe zrzeszenie sportowe – działające pod auspicjami Ludowego Wojska Polskiego. Legii powierzono rolę reprezentacyjnej drużyny tego zrzeszenia. Od tego momentu sportowcy powołani do odbycia zasadniczej służby wojskowej otrzymywali odgórny przydział do poszczególnych klubów wojskowych. Legia miała więc możliwość pozyskiwania piłkarzy innych klubów w ramach poboru. Na tej zasadzie do Warszawy trafili później m.in. Lucjan Brychczy, Ernest Pohl czy Edmund Kowal. Jeżeli dany zawodnik został powołany do odbycia służby, to jego klub macierzysty nie tracił do niego praw. Po zakończeniu służby wojskowej powołany wcześniej piłkarz musiał wrócić do swojego poprzedniego klubu, jeżeli ten nie zgodził się na jego zwolnienie. Jeśli zaś wojskowe zrzeszenie próbowało „sztucznie” wydłużać służbę powołanym sportowcom, wtedy macierzysta jednostka dysponowała prawem tzw. „karencji”, czyli możliwością ich dyskwalifikacji. Zdarzało się również, że powołany gracz wyrażał chęć kontynuowania gry w ramach zawodowej służby wojskowej – w takiej sytuacji Legia zobowiązana była uregulować należność finansową na rzecz jego poprzedniego klubu (pod warunkiem, że ten zgodził się udzielić swojemu zawodnikowi zwolnienia), jak i samego zainteresowanego. Sportowcy nie odrabiali zasadniczej służby wojskowej jedynie w drużynach wojskowych, można to było zrobić także w klubach gwardyjskich oraz górniczych.

### Lata 50.
1 maja 1950 zmieniono nazwę klubu na Centralny Wojskowy Klub Sportowy (CWKS) Warszawa; nadano mu również nowy herb (przedstawiający dużą literę „C”, w której umieszczono mniejsze litery „W”, „K” i „S”). Od tego momentu skrótem CWKS zaczęto określać także całe wojskowe zrzeszenie sportowe. Oprócz zmian o charakterze tożsamościowym klub przeszedł też  reorganizację strukturalną. Został przekształcony w jednostkę wojskową, opartą na żołnierzach służby zasadniczej i zawodowej, a także na pracownikach cywilnych wojska. 
W sezonie 1950 CWKS uniknął spadku z I ligi, dzięki korzystniejszemu bilansowi bramek w stosunku do Szombierek Bytom. 
W 1951 roku, gdy na wzór radziecki mistrzem Polski zostawał zdobywca krajowego pucharu, warszawska drużyna zajęła trzecie miejsce w lidze, a w rozgrywkach pucharowych przegrała w 1/8 z Polonią Warszawa. 11 listopada 1951 miało miejsce towarzyskie spotkanie z Dinamo Tbilisi, które władze komunistyczne wykorzystały jako element propagandowy, nadając mu charakter manifestacji z okazji 34. rocznicy rewolucji październikowej. Negatywna reakcja publiczności na przemówienia, wyrażona gwizdami, doprowadziła do zatrzymań przez MO pod zarzutem działalności dywersyjnej.
Rok później Legia odniosła pierwszy sukces w turnieju o Puchar Polski – Wojskowi awansowali do finału, w nim jednak po raz kolejny ulegli stołecznej Polonii (0:1). Należy podkreślić, że do tego etapu rozgrywek dotarł zespół rezerw, natomiast pierwsza drużyna odpadła w 1/8, przegrywając z Lechią Gdańsk. W lidze klub uplasował się na 6. pozycji, a w Pucharze Zlotu Młodych Przodowników (premierowej edycji Pucharu Ligi) odpadł w fazie grupowej. W 1953 roku Legia zajęła 5. miejsce w ekstraklasie. W następnym sezonie – oprócz osiągnięcia miejsca 7. – zespołowi udało się dojść do półfinału Pucharu Polski, w którym zwyciężyła warszawska Gwardia (2:1). W listopadzie 1953 krakowski Wawel oraz większość ówczesnych Okręgowych Wojskowych Klubów Sportowych (OWKS) zostały rozwiązane i zastąpione Centralnymi Wojskowymi Klubami Sportowymi (CWKS), które w praktyce pełniły rolę filii CWKS Warszawa. Oficjalnie z powodu „reorganizacji zrzeszenia wojskowego” poprzez ograniczenie „niekorzystnej” rywalizacji między zespołami wojskowymi, jednak w praktyce oznaczało to wzmocnienie CWKS-u.
CWKS, jako jedyny przedstawiciel wojska w rozgrywkach ligowych, przez większą część sezonu 1954 znajdował się w strefie spadkowej. W przypadku degradacji drużynie groziło rozwiązanie. Spadku udało się uniknąć dzięki zwycięstwu 2:0 w przedostatniej kolejce nad Cracovią.
Legia wywalczyła pierwsze trofeum 29 września 1955, pokonując w finale Pucharu Polski Lechię Gdańsk 5:0. Miesiąc później, 20 listopada, klub sięgnął po premierowe mistrzostwo Polski – po remisie 1:1 z Zagłębiem w Sosnowcu. Zespół trenowany przez Węgra Jánosa Steinera zdobył pierwszy dublet w historii polskiej piłki nożnej. W kolejnym sezonie szkoleniowcem Legii został Ryszard Koncewicz. Klub obchodził 40-lecie istnienia i powtórzył osiągnięcia z poprzedniego roku. Najpierw przypieczętował mistrzostwo Polski po remisie 2:2 z ŁKS-em Łódź, a następnie pokonał w pucharowym finale Górnika Zabrze w stosunku 3:0. Wymienione sukcesy mogły dokonać się m.in. poprzez wzmocnienie drużyny (za pomocą wspomnianego poboru do wojska) zawodnikami z takich klubów jak Polonia Bytom, Ruch Chorzów czy Wawel Kraków. Stało się to również możliwe dzięki nieograniczonej możliwości trenowania oraz pełnej dostępności piłkarzy dla trenera, co umożliwiało skoszarowanie drużyny w budynku-bursie, zlokalizowanym u zbiegu ulic Łazienkowskiej i Czerniakowskiej. 
W 1956 roku Legia, oprócz zdobycia krajowego dubletu, zadebiutowała w europejskich rozgrywkach, rywalizując w 1/16 finału Pucharu Europy Mistrzów Krajowych z mistrzem Czechosłowacji – Slovanem Bratysława. W pierwszym spotkaniu polski zespół przegrał 0:4, a w rewanżu na własnym stadionie wygrał 2:0 po golach Kowala i Brychczego. Wynik dwumeczu skutkował jednak odpadnięciem z turnieju. Rywalizację przy ulicy Łazienkowskiej śledziło wtedy 40 tysięcy kibiców. Legia odniosła w tamtym okresie najwyższe zwycięstwo w historii, pokonując Wisłę Kraków 12:0 – spotkanie odbyło się 19 sierpnia 1956 w Warszawie. Ponadto trzy pierwsze miejsca w klasyfikacji bramkowej na koniec sezonu zajęli legioniści, a tytuł króla strzelców wywalczył autor 21 trafień, Henryk Kempny.
W połowie 1957, w wyniku politycznej odwilży, sport wojskowy przeszedł proces decentralizacji, umożliwiający klubom powrót do przedwojennej tożsamości. Sekcja piłkarska Legii – jako pierwsza –  odzyskała historyczną nazwę i herb (z lat 1927–1950) 26 stycznia 1957 roku, podczas zebrania reaktywowanego aktywu społecznego z udziałem zarządu.. W spotkaniu tym wzięło udział szerokie grono przedwojennych piłkarzy Legii, m.in. Stanisław Mielech, Józef Ziemian, Henryk Martyna, Alfred Nowakowski, Wacław Przeździecki czy Józef Ciszewski, a Nowakowski wraz z Ziemianem pełnili od tego momentu funkcje wiceprzewodniczących sekcji. 2 lipca 1957 – na walnym zebraniu wszystkich sekcji, któremu przewodniczył pułkownik Edward Potorejko – zatwierdzono statut klubu i wybrano pierwszy 31-osobowy Zarząd WKS Legia, z którego następnie wyłoniono 11-osobowe prezydium. Zmienił się również charakter prawny klubu. Z dotychczasowej jednostki wojskowej, jaką był CWKS, powołano stowarzyszenie sportowe posiadające osobowość prawną; od tego momentu klub był w pełni otwarty na mieszkańców stolicy, w tym na młodzież szkolną i harcerską. Zmianie uległa również nazwa klubu, gdyż powrócono do historycznej: Legia (Wojskowy Klub Sportowy „Legia” Warszawa). Ponadto zatwierdzono nowe, obowiązujące do dzisiaj barwy: biało-czerwono-zielono-czarne (w późniejszym czasie zamieniono kolejność dwóch pierwszych kolorów) i przyjęto aktualny do dziś (z przerwami) herb.  
Piłkarze Legii (występujący jako reprezentacja Warszawy) zostali zaproszeni do Hiszpanii, aby 24 września rozegrać pierwszy mecz na nowym stadionie FC Barcelony, Camp Nou. Spotkanie zakończyło się wynikiem 4:2 dla gospodarzy. Zmagania ligowe w ówczesnym sezonie drużyna zakończyła na 4. miejscu, a z Pucharem Polski pożegnała się na etapie 1/8, przegrywając z Ruchem Chorzów 1:2 – należy przypomnieć, że w tamtym okresie (do 1961 roku) w I lidze grano według cyklu wiosna-jesień.
W 1958 roku Legia zajęła 6. miejsce w rozgrywkach o mistrzostwo Polski, a w 1959 ponownie 4.

### Lata 60.
W latach 60. XX wieku Legia regularnie zajmowała czołowe miejsca w ligowej tabeli. W 1960 roku na Stadionie Wojska Polskiego zamontowano sztuczne oświetlenie, dzięki czemu obiekt stał się drugim w Polsce, na którym można było rozgrywać mecze po zmroku. Pierwsze spotkanie bez naturalnego światła odbyło się 5 października z duńskim AGF Aarhus w ramach kwalifikacji do Pucharu Europy Mistrzów Klubowych. Legia zwyciężyła 1:0 po bramce Helmuta Nowaka, jednak wobec porażki 0:3 w Danii odpadła z rywalizacji. W ówczesnym sezonie Tadeusz Błażejewski strzelił tysięczną ligową bramkę dla Legii – w 11. minucie spotkania z ŁKS-em Łódź, zremisowanego 2:2. Kolejny jubileusz klub świętował 26 października 1960, rozgrywając pięćsetny mecz w ekstraklasie – Wojskowi pokonali wówczas Zagłębie Sosnowiec 1:0. W lidze legioniści zajęli ostatecznie drugie miejsce, zdobywając tytuł wicemistrza Polski i tracąc do pierwszego Ruchu Chorzów jeden punkt. W następnym sezonie warszawska drużyna wywalczyła brązowe medale mistrzostw kraju.
W kolejnym roku przeprowadzono rozgrywki przejściowe z systemu wiosna-jesień na jesień-wiosna, przez co mecze ligowe rozgrywano tylko wiosną 1962. Liga była podzielona na dwie grupy – drużyny, które uplasowały się na tym samym miejscu w obu z nich grały między sobą dwumecz/baraże, w celu ustalenia ostatecznej kolejności w tabeli. Legia, która zajęła trzecią pozycję w swojej grupie, wygrała końcową rywalizację o 5. miejsce z Wisłą Kraków, remisując na wyjeździe 1:1 i wygrywając u siebie 4:1. W rozgrywkach Pucharu Polski zespół odpadł w 1/8 finału, przegrywając 0:3 z Odrą Opole. W przeprowadzonym w nowej formule sezonie 1962/1963 drużyna zajęła 7. miejsce, a walkę o krajowy puchar ponownie zakończyła na etapie 1/8 (ulegając późniejszemu triumfatorowi Zagłębiu Sosnowiec 0:2).
Sezon 1963/1964 legioniści ukończyli na 4. miejscu w lidze, zdobywając tyle samo punktów co drugie Zagłębie Sosnowiec i trzecia Odra Opole. O miejscu poza podium zadecydował gorszy bilans bramek. Znacznie lepszy rezultat warszawski klub osiągnął w ramach Pucharu Polski – drużyna prowadzona przez rumuńskiego trenera Virgila Popescu dotarła wtedy do finału. W meczu rozgrywanym na Stadionie Dziesięciolecia Legia wygrała po dogrywce z Polonią Bytom 2:1. Obie bramki dla Wojskowych zdobył Henryk Apostel. W kolejnym sezonie warszawianie ponownie zajęli 4. miejsce w lidze, a w Pucharze Polski osiągnęli półfinał, w którym po 120 minutach gry ulegli późniejszemu zdobywcy trofeum, Górnikowi Zabrze (1:2). Drużyna występowała również w Pucharze Zdobywców Pucharów. W pierwszej rundzie legioniści wyeliminowali austriacki ESV Admira-NÖ Energie Wiedeń. W drugiej pokonali Galatasaray SK – po dwóch meczach w rywalizacji z Turkami utrzymywał się rezultat remisowy, więc rozegrano trzecie (decydujące o awansie) spotkanie w Bukareszcie. Legia wygrała je 1:0 i jako pierwsza polska drużyna awansowała do ćwierćfinału europejskich rozgrywek klubowych. Na tym etapie zespół przegrał z niemieckim TSV 1860 Monachium i odpadł z turnieju.
W połowie lat 60. zaczęto formować drużynę, w której dominowali zawodnicy wywodzący się z Warszawy i jej okolic, tacy jak: bramkarz Władysław Grotyński, obrońcy Antoni Trzaskowski, Andrzej Zygmunt, Władysław Stachurski oraz pomocnik Janusz Żmijewski.
Obchody 50-lecia istnienia klubu przypadły na rok 1966 – uroczysta inauguracja nastąpiła 30 kwietnia, kiedy na ulicach miasta odbył się przemarsz sportowców i działaczy Legii, w asyście delegacji pozostałych klubów warszawskich. Następnie na Stadionie Wojska Polskiego zorganizowano defiladę, pokaz sztucznych ogni, występy artystyczne oraz mecz towarzyski z Duklą Praga. Z tej okazji rozegrano także zwycięskie spotkanie z Tottenhamem Hotspur (2:0) na Stadionie Dziesięciolecia, w obecności 50 tysięcy widzów. Klub wydał wtedy pierwszą publikację dokumentującą dotychczasową historię jego wszystkich sekcji. W komitecie honorowym jubileuszu znalazł się założyciel i wieloletni wiceprezes Legii – Zygmunt Wasserab, który był obecny w loży honorowej podczas głównych uroczystości. Zaproszono też innego z założycieli klubu – Józefa Stojka.
W rozgrywkach ligowych drużyna zajęła wówczas 6. miejsce, natomiast w XII edycji Pucharu Polski, w finale rozegranym 15 sierpnia na stadionie Warty Poznań, wygrała po dogrywce z Górnikiem Zabrze 2:1 – decydującą bramkę zdobył wtedy Bernard Blaut. Wywalczenie tego trofeum uprawniało klub do rywalizacji w kolejnej edycji Pucharu Zdobywców Pucharów – tam legioniści odpadli w 1/16 finału z Chemie Lipsk, przegrywając na wyjeździe 0:3 i remisując na własnym stadionie 2:2. Na zakończenie ligowego sezonu 1966/1967 warszawianie uplasowali się na 4. miejscu w tabeli, a z Pucharem Polski pożegnali się w 1/8, po porażce 1:3 z Wisłą Kraków. We wspomnianym okresie w drużynie Legii zadebiutował Kazimierz Deyna.
W sezonie 1967/1968 klub wywalczył drugie w historii wicemistrzostwo kraju. W Pucharze Polski legioniści odpadli w 1/8 finału z GKS-em Katowice po rzutach karnych. Wojskowi zadebiutowali także w Pucharze Karla Rappana/Intertoto. Ich rywalami w grupie B8 były kluby z Danii, Niemiec i Szwajcarii: Boldklubben Frem, Hannover 96 oraz AC Bellinzona. Warszawianie wygrali swoją grupę z dorobkiem dziesięciu punktów, po czterech zwycięstwach i dwóch remisach. W tamtym czasie Legię prowadził czechosłowacki szkoleniowiec Jaroslav Vejvoda. Kolejny sezon – 1968/1969 – legioniści zakończyli na pierwszym miejscu w tabeli, zdobywając tym samym trzecie krajowe mistrzostwo. Ponadto, drużyna doszła do finału Pucharu Polski, w którym przegrała z Górnikiem Zabrze 0:2. Klub wystąpił również premierowo w Pucharze Miast Targowych. W pierwszej rundzie Legia dwukrotnie wygrała z TSV 1860 Monachium (6:0 i 3:2), w drugiej pokonała belgijski zespół KSV Waregem (0:1 i 2:0), jednak w trzeciej lepsi okazali się piłkarze węgierskiego Újpestu FC (porażka Legii 0:1 na wyjeździe, remis 2:2 w Warszawie). Rok 1969 obfitował też w sukces na szczeblu młodzieżowym – juniorzy starsi zdobyli pierwszy w historii klubu tytuł mistrzowski.

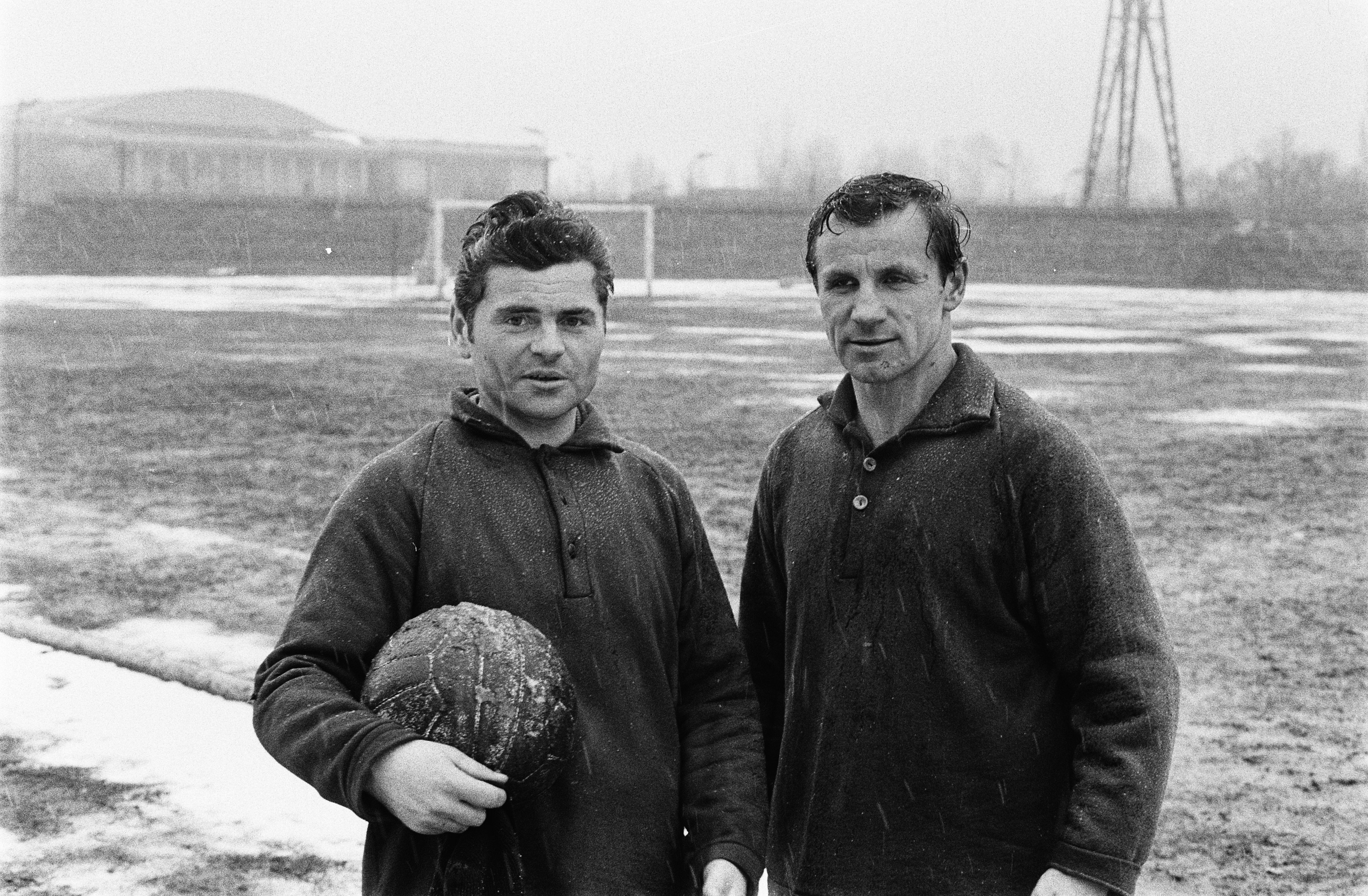
Lucjan Brychczy i Edmund Zientara na treningu przed meczem z Feyenoordem w 1970 roku

W następnym sezonie doszło do zmiany na stanowisku trenera pierwszej drużyny – został nim były zawodnik klubu z Łazienkowskiej, Edmund Zientara. Prowadzony przez niego zespół po raz drugi z rzędu wywalczył tytuł mistrza Polski. W zmaganiach o krajowy puchar Wojskowi odpadli w półfinale z Ruchem Chorzów. Sukcesem zakończyły się występy klubu w ówczesnej edycji Pucharu Europy Mistrzów Krajowych. Legia dotarła wtedy do półfinału rozgrywek – w 1/16 pokonała 2:1 i 8:0 rumuński UT Arad, w 1/8 francuskie AS Saint-Étienne (2:1 i 1:0), a w ćwierćfinale turecki Galatasaray SK (1:1 i 2:0). Przeciwnikami legionistów w walce o finał byli piłkarze holenderskiego Feyenoordu. Pierwszy mecz w Warszawie zakończył się bezbramkowym remisem, natomiast na wyjeździe gospodarze triumfowali 2:0.
Spotkanie z Feyenoordem zapisało się w historii również z innego powodu. Tuż przed wylotem drużyny z warszawskiego Okęcia, Władysław Grotyński i Janusz Żmijewski zostali przyłapani na próbie wywiezienia z kraju kwoty 2 500 dolarów, co później skutkowało dla obu pobytem w więzieniu. Nie był to jednak jedyny przypadek, gdy piłkarze Legii popadli w konflikt z ówczesnym systemem. Robert Gadocha, Kazimierz Deyna oraz Lesław Ćmikiewicz byli „rozpracowywani” przez funkcjonariuszy Wojskowej Służby Wewnętrznej za zbyt częste wyjazdy do krajów kapitalistycznych i utrzymywanie tam „podejrzanych kontaktów”. Za „kontrwywiadowczą ochronę” warszawskiej Legii odpowiadał Sławomir Komarnicki – starszy oficer Oddziału I Zarządu I Szefostwa WSW. Materiały operacyjne z prowadzonego „rozpracowywania” klubu do dziś przechowywane są w zasobach archiwum IPN-u.

### Lata 70.

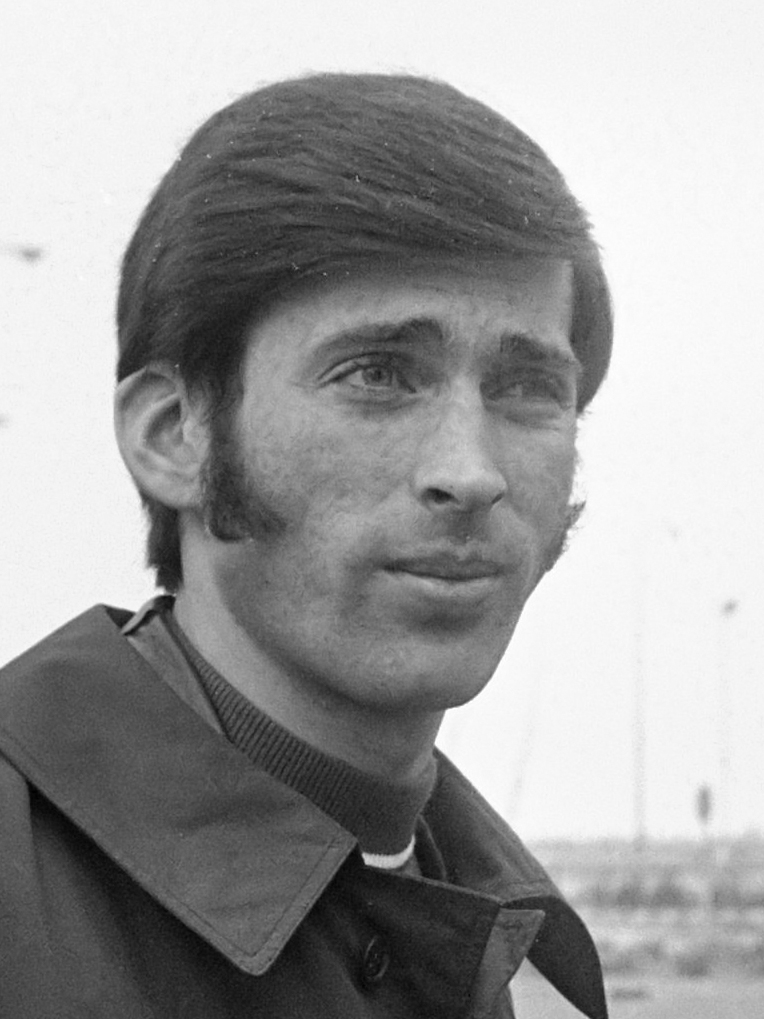
Kazimierz Deyna

W 1971 roku Legia wywalczyła trzecie w historii wicemistrzostwo Polski, a rozgrywki Pucharu Polski zakończyła w 1/4 finału. Klub drugi rok z rzędu rywalizował w Pucharze Europejskich Mistrzów Klubowych, gdzie dotarł do ćwierćfinału, odpadając z hiszpańskim Atlético Madryt (2:1 i 0:1). Wcześniej wyeliminował IFK Göteborg (4:0, 2:1) oraz Standard Liège (0:1, 2:0).
Od grudnia 1971 roku do lutego 1972 roku legioniści odbyli tournée po Hiszpanii oraz państwach Ameryki Południowej: Ekwadorze, Kostaryce i Kolumbii – była to pierwsza wizyta Legii w tej części świata. W sezonie 1971/1972 drużyna uplasowała się na 3. miejscu w ligowej tabeli i przegrała w finale Pucharu Polski z Górnikiem Zabrze 2:5.
We wrześniu 1972 roku warszawski klub pokonał w 1/16 Pucharu Zdobywców Pucharów 9:0 Víkingur Reykjavík, co jest najwyższą wygraną polskiego zespołu w europejskich pucharach. W kolejnej rundzie Legia trafiła na włoski A.C. Milan. Pierwsze spotkanie rozegrane na Stadionie Dziesięciolecia zakończyło się remisem 1:1. Na San Siro, po regulaminowym czasie gry, również utrzymywał się taki wynik – zwycięską bramkę na 2:1 Milan zdobył dwie minuty przed końcem dogrywki. W ówczesnym sezonie Legia zajęła 8. miejsce w lidze i zdobyła piąty w historii klubu Puchar Polski – po wyeliminowaniu w półfinale Szombierek (3:1 i 1:1) odbył się mecz finałowy z drugim bytomskim klubem: Polonią. 17 czerwca 1973 w Poznaniu wynik bezbramkowy utrzymywał się przez 90 minut podstawowego czasu gry, a także przez całą dogrywkę. Legioniści wygrali ostatecznie w rzutach karnych, wynikiem 4:2.
W latach 1972—1980 decyzją MON ukształtowano nową strukturę organizacyjną sportu w wojsku. Wprowadzono podział Wojskowych Klubów Sportowych (WKS) na kluby centralnego podporządkowania oraz na kluby okręgowe i garnizonowe o zasięgu lokalnym i charakterze rekreacyjno-rozrywkowym. W miejsce 22 klubów z 91 sekcjami utworzono 8 podstawowych WKS-ów z 12 filiami i 86 sekcjami. Legii jako klubowi stołecznemu ponownie przypadła rola centralnego klubu wojska. W związku z powyższym 31 grudnia 1972, zarządzeniem gen. dyw. Bolesława Chochy, odwołano etat dla Wojskowego Klubu Sportowego (WKS) „Legia”, jednocześnie powołując nowy — dla Centralnego Wojskowego Klubu Sportowego (CWKS) „Legia” z siedzibą w Warszawie. Od 7 sierpnia 1973 klub funkcjonował pod zmodyfikowaną nazwą. Nie oznaczało to jednak powrotu do sytuacji z lat 50., albowiem tym razem pozostałe kluby wojskowe zachowały swoją niezależność i nie traciły już na rzecz Legii najlepszych zawodników.
Sezon 1973/1974 rozpoczął się od porażki w 1/16 Pucharu Zdobywców Pucharów w dwumeczu z PAOK-iem FC (1:1 w Warszawie, 0:1 w Salonikach). Na początku 1974 roku klub wyjechał do Hiszpanii i Francji, by zmierzyć się z Barceloną (1:1 na Camp Nou) oraz z RC Lens (0:2). Drużyna zakończyła ligowe rozgrywki na 4. miejscu, w Pucharze Polski odpadła w ćwierćfinale, ulegając 1:2 Stali Rzeszów. Tuż po zakończeniu ligi legioniści wyjechali na międzynarodowy turniej, który odbywał się na Wyspach Kanaryjskich – zremisowali tam z Cádiz CF, wygrali z CD Tenerife i Hérculesem Alicante.
Kolejna podróż zagraniczna odbyła się pod koniec stycznia 1975 roku. Legia poleciała do Australii i została pierwszą polską drużyną, która odwiedziła wszystkie kontynenty (oprócz Antarktydy). Ówczesna jedenastka zajęła 6. miejsce w lidze, a z rozgrywkami Pucharu Polski pożegnała się na etapie 1/16. Po sezonie odbył się pierwszy transfer polskiego zawodnika na Zachód, na co pozwoliły PZPN i Ministerstwo Sportu. Robert Gadocha został kupiony przez FC Nantes, późniejszego mistrza Francji.
Legia w sezonie 1975/1976 skończyła ligę w środku tabeli (na miejscu 8.), a w Pucharze Polski dotarła do 1/8 finału, gdzie uległa drużynie GKS-u Jastrzębie po rzutach karnych. Jesienią 1976 obchodzono 60-lecie powstania klubu. Z tej okazji, 12 października, na stadionie Wojska Polskiego rozegrane zostały dwa mecze: spotkanie oldbojów Legii i warszawskiej Polonii (zwycięstwo gospodarzy 2:0) oraz mecz pierwszych jedenastek ze słowacką Duklą, który zakończył się wygraną warszawian 4:2.
W lutym 1977 zespół odbył następną podróż, tym razem do Indonezji. Rozegrano wtedy sześć spotkań (cztery zwycięstwa, dwa remisy) oraz strzelono łącznie 15 bramek – na wyjeździe zabrakło Deyny, który przebywał na zgrupowaniu kadry w Jugosławii i Grecji. Warszawianie wystąpili także po raz drugi w Pucharze Karla Rappana/Intertoto. Przeciwnikami Wojskowych były takie kluby jak: Landskrona BoIS (1:0 i 2:1), SK Slavia Praga (1:1 i 2:2) oraz BSC Young Boys (4:1 i 1:1). Legia zajęła drugie miejsce w grupie i po raz kolejny nie było to premiowane awansem do Pucharu UEFA. Drużyna – plasując się na 8. pozycji – powtórzyła wynik z poprzedniego sezonu ligowego, natomiast w krajowym pucharze odpadła w półfinale, przegrywając z Polonią Bytom 1:2. Poza tym klub wystąpił w rozgrywkach Pucharu Ligi, jednakże zakończył rywalizację na etapie grupowym.
W latach 1970–77 Legia miała problemy z kadrowym wzmacnianiem drużyny. Włodarze nie byli w stanie zaoferować graczom odpowiednich warunków materialnych, przez co stołeczni tracili konkurencyjność na ówczesnym rynku transferowym. W tym czasie obowiązywał przepis, wedle którego do odbycia służby wojskowej można było powołać tylko jednego zawodnika z drużyn pierwszoligowych; w związku z tym zespół zasilali piłkarze pozyskiwani głównie z niższych klas rozgrywkowych. Działacze klubów cywilnych wymyślali jednak coraz to nowe sposoby na ominięcie przepisów poborowych.  
Przez drugą połowę lat 70. legioniści znajdowali się poza podium w mistrzostwach Polski, a miejsce 5. w sezonie 1977/1978 było wówczas najwyższą lokatą. Dodatkowo zespół powtórzył rezultat uzyskany rok wcześniej w ramach Pucharu Polski – Legia osiągnęła półfinał, w którym odpadła z Zagłębiem Sosnowiec po rzutach karnych. Następne rozgrywki (1978/1979) były ostatnimi, w których barwy Legii reprezentował Kazimierz Deyna. Ponadto klub rozegrał 1000. spotkanie w najwyższej klasie piłkarskiej – mecz odbył się 25 kwietnia przeciwko Lechowi w Poznaniu (porażka 1:2). Sezon zakończono zdobyciem 6. miejsca w lidze oraz dotarciem do 1/8 finału krajowego pucharu (przegrana z Zagłębiem II Lubin 1:2).
18 września 1979 roku miało miejsce pożegnanie Kazimierza Deyny – tego dnia Legia zagrała towarzysko z Manchesterem City (2:1). Deyna rozegrał cały mecz i strzelił dwie bramki – jedną dla Legii (w pierwszej połowie), a drugą dla swojego nowego klubu (w drugiej części spotkania), do którego przeszedł za 100 tys. funtów szterlingów. Widowisko cieszyło się bardzo dużym zainteresowaniem i wielu kibiców musiało je oglądać zza bram stadionu.

### Lata 80.

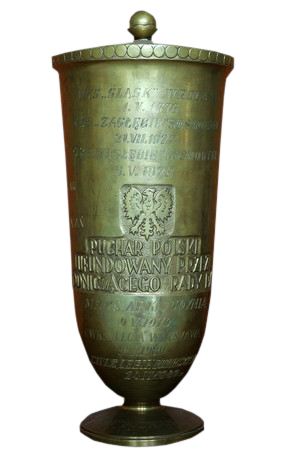
Trofeum Pucharu Polski wywalczone przez Legię w latach: 1973, 1980, 1981, 1989

Legia rozpoczęła kolejną dekadę od zdobycia Pucharu Polski – 9 maja 1980 roku wygrała w finale 5:0 z poznańskim Lechem. W lidze legioniści zajęli trzecie miejsce. Rok później warszawianie obronili Puchar Polski (wygrywając 24 czerwca z Pogonią Szczecin 1:0), w zmaganiach na szczeblu ligowym uzyskali zaś piątą lokatę. W następnym sezonie drużyna rozegrała dwumecz w ramach ćwierćfinału Pucharu Zdobywców Pucharów z gruzińskim Dinamem Tbilisi. Podczas pierwszego spotkania w Warszawie kibice, ze względu na bardzo dużą liczbę milicjantów na stadionie, zaczęli skandować hasła: „Precz z komuną” oraz „MO – Gestapo”. Po porażce 0:1, fani zorganizowali pochód antykomunistyczny (taka sytuacja powtarzała się w latach 80. kilkakrotnie). Rezultatem 0:1 zakończył się również mecz rewanżowy, który w Tbilisi oglądało 90 tysięcy widzów. Rozgrywki ligowe 1981/1982 Legia ukończyła na 4. pozycji, a w Pucharze Polski odpadła w 1/8 finału, przegrywając z Arką Gdynia 1:2. 
Wprowadzenie stanu wojennego w Polsce nie wpłynęło pozytywnie na sytuację klubu. Dotacje z Ministerstwa Obrony Narodowej — z których w większości składał się klubowy budżet — zostały na początku lat 80. zredukowane prawie do 1/3 (w porównaniu do końcówki lat 70.). Przez długi czas panowało przekonanie, że władzom Legii nie zależało wówczas na zdobyciu mistrzostwa, ponieważ mogłoby to nadmiernie obciążyć klubową kasę.
Sezon 1982/83 rozpoczął się od zmiany części kadry. Legia zyskała również nowego trenera – Kazimierza Górskiego w połowie rozgrywek zastąpił Jerzy Kopa. Wojskowi zajęli ostatecznie ósme miejsce w tabeli ligowej, z Pucharu Polski odpadli zaś w ćwierćfinale, po przegranej 0:1 z Lechem Poznań w Warszawie. Rok później Legia uzyskała piątą lokatę w walce o mistrzowski tytuł, a w krajowym pucharze dotarła do V rundy, przegrywając w niej z Górnikiem Zabrze po dogrywce 2:3.
Na przełomie 1984 i 1985 roku Legia zajmowała po rundzie jesiennej pierwsze miejsce w tabeli, mimo tego po zakończeniu rozgrywek została wicemistrzem Polski – uprawniało to klub do udziału w Pucharze UEFA. Ponadto drużyna osiągnęła ćwierćfinał Pucharu Polski (porażka w dwumeczu z Górnikiem Zabrze). Latem 1985 na Łazienkowską sprowadzono Dariusza Dziekanowskiego, za rekordową wtedy sumę 60 mln zł. W następnym sezonie – 1985/1986 – powtórzono ligowy sukces oraz ponownie uzyskano ćwierćfinał rodzimego pucharu. Oba tytuły mistrzowskie powędrowały wówczas do Górnika Zabrze. We wspomnianych latach, legioniści dochodzili kolejno do 1/8 i 1/16 finału Pucharu UEFA, dwukrotnie odpadając z Interem Mediolan. W pierwszym przypadku mediolańczycy zremisowali u siebie 0:0, co zostało uznane za wielki sukces warszawian. Rewanż przy Łazienkowskiej zakończył się wynikiem 0:1 i to włoska drużyna awansowała do kolejnej rundy. Dwumecz w 1986 roku to zwycięstwo Legii 3:2 na Łazienkowskiej i porażka 0:1 we Włoszech, która wyeliminowała Polaków.
Na początku sezonu 1986/87 warszawska drużyna odbyła podróż do Chin i wywalczyła Puchar Wielkiego Muru, pokonując reprezentację gospodarzy 2:0. Zespół grał w Pekinie i innych miastach przez tydzień, na przełomie lipca i sierpnia. W ówczesnych rozgrywkach, poza wyżej wymienionym udanym występem w Europie, Legia zajęła 5. miejsce w lidze i osiągnęła V rundę pucharową (przegrana z Wisłą Kraków po rzutach karnych). Pod koniec 1987 roku na stadionie Legii zlikwidowano żużlowy tor, a boisko piłkarskie zostało poszerzone.
Kolejny rok zmagań ligowych Legia zakończyła na trzecim miejscu, doszła także do finału Pucharu Polski – w Łodzi legioniści zremisowali wówczas z Lechem 1:1 i o zwycięstwie zadecydowały rzuty karne, które wygrał zespół z Poznania (wynikiem 3:2). Rok później warszawianie zajęli czwartą pozycję w ekstraklasie i zdobyli Puchar Polski na stadionie w Olsztynie, zwyciężając Jagiellonię Białystok 5:2. Dwa tygodnie po tym sukcesie sięgnęli również po Superpuchar Polski, ogrywając w Zamościu Ruch Chorzów 3:0.
Trofeum zdobyte w Zamościu było pierwszym laurem po reorganizacji drużyny – 25 kwietnia 1989 roku władze klubu zadecydowały o odłączeniu się sekcji piłkarskiej od wielosekcyjnego CWKS-u i utworzeniu Autonomicznej Sekcji Piłki Nożnej (ASPN CWKS „Legia” Warszawa). W ten sposób Legia faktycznie stała się spółką akcyjną, w której obok wojskowych udział miały także osoby cywilne, w tym m.in. Jerzy Wojtysiak – prezes fundacji Warsfutbol, który stanął na czele nowo powstałej rady nadzorczej. 
1 września w wypadku samochodowym w San Diego zginął wieloletni piłkarz i kapitan Legii, Kazimierz Deyna.
Pod koniec dekady, 13 września, Legia rywalizowała z FC Barceloną w pierwszej rundzie Pucharu Zdobywców Pucharów. Mecz w Barcelonie zakończył się remisem 1:1, po nieuznanej bramce dla legionistów i rzucie karnym dla przeciwników w 85. minucie spotkania. W rewanżu przy Łazienkowskiej Legia przegrała 0:1, przy 25 tysiącach kibiców na trybunach. Jedyną bramkę strzelił Michael Laudrup.
Ostatnimi zawodnikami, którzy odrabiali w Legii służbę wojskową, byli: Dariusz Czykier, Jacek Cyzio i Jacek Lesiak.

### Lata 90.

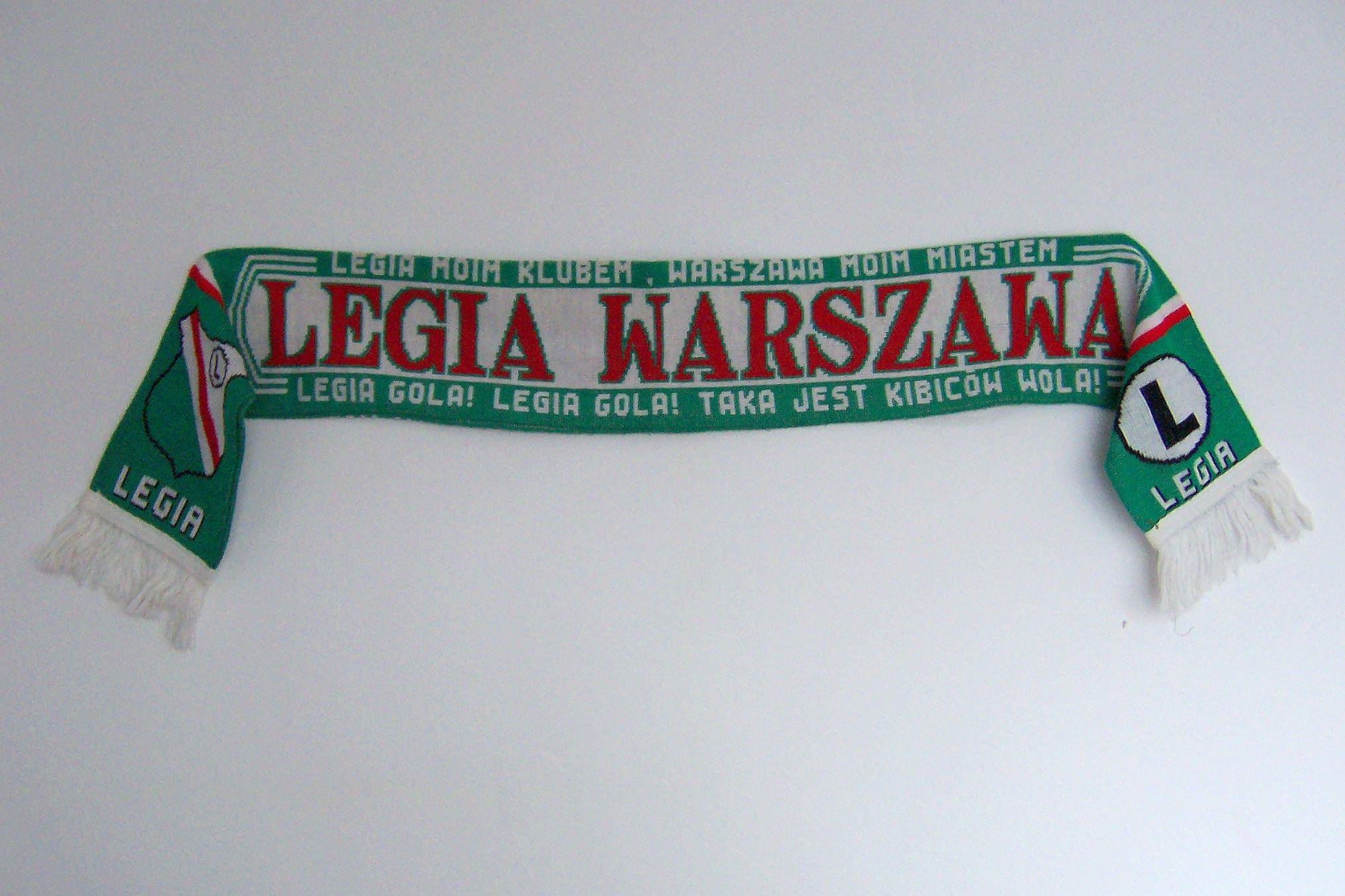
Szalik kibicowski Legii Warszawa z lat 90.

Początek lat dziewięćdziesiątych nie był pomyślny dla klubu, szczególnie w rozgrywkach ligi polskiej. Sezon 1989/1990 zespół ukończył na 7. miejscu, a następny na pozycji dziewiątej. Rozgrywki 1991/1992 zakończyły się uzyskaniem 10. miejsca – wtedy to po raz pierwszy od czasów II wojny światowej Legii groził spadek do drugiej ligi, a drużyna uniknęła degradacji na kolejkę przed końcem sezonu, wygrywając 3:0 w wyjazdowym meczu z Motorem Lublin. Lepsze wyniki klub osiągnął w Pucharze Polski. W 1990 roku Legia pokonała w finale GKS Katowice i zdobyła dziewiąte trofeum w historii. Rok później warszawianie ponownie zmierzyli się w finale turnieju z GKS-em Katowice, jednak tym razem lepsi okazali się rywale, którzy wygrali mecz 1:0. Dzięki zdobyciu dziewiątego Pucharu Polski w sezonie 1989/1990 Legia uzyskała prawo gry w Pucharze Zdobywców Pucharów. Warszawska drużyna pod wodzą Władysława Stachurskiego dotarła do półfinału turnieju, eliminując takie zespoły jak Sampdoria Genua czy Aberdeen F.C. Odpadła w rywalizacji z Manchesterem United (1:3 w Warszawie i 1:1 w Manchesterze).
Jesienią 1992 roku w klub zainwestował pierwszy prywatny sponsor, biznesmen Janusz Romanowski. Podpisano dwuletnią umowę sponsorską z FSO (o wartości 2,4 miliarda ówczesnych złotych) oraz z Adidasem. Po czwartej kolejce sezonu 1992/93 trenerem Legii został Janusz Wójcik. Wysoki budżet pozwolił na sprowadzenie takich piłkarzy jak Maciej Śliwowski czy Radosław Michalski. To z kolei przełożyło się na lepsze wyniki i włączenie się do rywalizacji o krajowy czempionat. 20 czerwca 1993 roku, po wyjazdowym zwycięstwie 6:0 nad Wisłą Kraków, drużyna wywalczyła mistrzostwo Polski. Następnego dnia PZPN nałożył karę 500 milionów złotych na Legię, Wisłę, ŁKS Łódź i Olimpię Poznań, w związku z podejrzeniem korupcji w ostatniej kolejce rozgrywek, jednak wyniki tych spotkań zostały utrzymane. Następnie komisja do spraw przeciwdziałania dopingowi w sporcie uznała, że Roman Zub (piłkarz Legii), grał po zażyciu środków dopingujących w meczu z Widzewem Łódź. Próbkę moczu gracza zbadano także w laboratorium w Moskwie, gdzie uznano, że podwyższony poziom testosteronu nie był wynikiem stosowania dopingu. Mecz początkowo zweryfikowano jako walkower dla łódzkiej drużyny (w efekcie czego tytuł mistrzowski przypadał ŁKS-owi), ale decyzja Wydziału Gier PZPN została cofnięta przez prezydium związku. 9 lipca 1993 zarząd PZPN-u, stosunkiem głosów 5:4, postanowił odebrać tytuł Legii i przyznać go trzeciej drużynie w tabeli – Lechowi Poznań (po unieważnieniu ostatnich meczów Legii i ŁKS-u, drużyna z Wielkopolski zajęła w tabeli pierwsze miejsce). Sprawę domniemanej korupcji badała Prokuratura Rejonowa w Krakowie, która 5 lipca 1995 umorzyła postępowanie. W uzasadnieniu stwierdzono, że zarzuty formułowane przez media oraz przedstawicieli środowiska piłkarskiego nie zostały potwierdzone przez żadną ze stron. Klub kilkukrotnie (grudzień 2004, styczeń 2007), lecz bezskutecznie wnioskował o uchylenie niekorzystnej decyzji i przywrócenie mistrzowskiego tytułu.
W kolejnym sezonie Legia zdobyła pierwszą w historii polskiego futbolu „potrójną koronę”. 15 czerwca 1994 roku, dzięki remisowi 1:1 w ostatniej kolejce z Górnikiem Zabrze w Warszawie, legioniści utrzymali jeden punkt przewagi nad drugim GKS-em Katowice i zdobyli piąty tytuł mistrza Polski (pomimo że sezon rozpoczęli z trzema punktami ujemnymi, z powodu wydarzeń w ostatniej kolejce poprzedniego sezonu). Po tym spotkaniu w prasie pojawiły się oskarżenia o korupcję w stosunku do sędziego Sławomira Redzińskiego, który usunął z boiska trzech zawodników tego klubu – zarzuty te nie zostały jednak udowodnione. Z kolei tydzień wcześniej, po rewanżowym meczu półfinału Pucharu Polski pomiędzy tymi samymi drużynami, arbiter Ryszard Wójcik został skrytykowany przez prasę za „zbytnią pobłażliwość wobec agresywnej gry” piłkarzy Górnika i ostatecznie ukarany przez Zarząd Kolegium Sędziów PZPN. 18 czerwca, w finale Pucharu Polski rozegranym na stadionie Legii, warszawianie pokonali 2:0 ŁKS i wywalczyli dziesiąte trofeum w swojej historii. W meczu o Superpuchar (24 lipca) Legia również mierzyła się z ŁKS-em i zwyciężyła 6:4 na stadionie w Płocku. Pierwsze podejście do Ligi Mistrzów zakończyło się klęską już w eliminacjach – drużyna uległa chorwackiemu Hajdukowi Split (0:1 u siebie, 0:4 na wyjeździe).
Następny sezon zaczął się od podpisania umowy na transmisje meczów w Canal+ (jako pierwszy klub w Polsce; premierowy mecz ligi polskiej transmitowany w stacji to spotkanie Legii z GKS-em Katowice, które odbyło się 1 kwietnia 1995). 31 maja 1995 roku Legia wywalczyła szóste mistrzostwo Polski po zwycięstwie 3:0 z Rakowem Częstochowa w Warszawie, zdobyła też Puchar Polski (2:0 w finale z GKS-em Katowice). W tym czasie miała miejsce jedna z pierwszych akcji protestacyjnych na stadionie, spowodowana wysokimi cenami biletów i zakazem wywieszania flag na płocie – konflikt zakończył się po trzech meczach w Warszawie dzięki porozumieniu z działaczami. Po zdobyciu mistrzostwa w sezonie 1994/1995 Legia Warszawa zakwalifikowała się do Ligi Mistrzów – w ostatniej rundzie eliminacyjnej pokonała szwedzki IFK Göteborg (1:0 w Warszawie i 2:1 w Göteborgu). Warszawianie w fazie grupowej trafili na norweski Rosenborg BK, rosyjski Spartak Moskwa i angielski Blackburn Rovers. Legia wyszła ze swej grupy na drugim miejscu (z dorobkiem siedmiu punktów) i w ćwierćfinale zmierzyła się z Panathinaikosem Ateny. Pierwszy mecz w Warszawie zakończył się bezbramkowym remisem, a w rewanżu na Stadionie Olimpijskim w Atenach Grecy zwyciężyli 3:0. Klub nie obronił mistrzostwa kraju w rozgrywkach 1995/1996 i uplasował się na drugim miejscu w ligowej tabeli (za Widzewem Łódź).
W 1997 roku klub przekształcono w Sportową Spółkę Akcyjną (SSA) „Legia” Warszawa oraz pozyskano nowego sponsora, koreańską firmę Daewoo. W tym sezonie legioniści zajęli drugą lokatę w lidze, czego główną przyczyną była przegrana 2:3 z Widzewem Łódź w decydującej fazie rozgrywek (Wojskowi do 88. minuty spotkania prowadzili 2:0). Niepowodzenie w walce o mistrzostwo powetowano kolejnym Pucharem i Superpucharem Polski. Dużą zmianą w tamtym okresie było dodanie członu „Daewoo” do klubowej nazwy (CWKS „Legia-Daewoo” Warszawa) – zabieg ten nie przypadł jednak do gustu fanom Legii.
Do swojego ostatniego występu w Pucharze Zdobywców Pucharów Legia przystępowała w sezonie 1997/1998. Po przejściu Glenavonu Lurgan w 1/32 finału (remis w Irlandii Północnej 1:1 i wygrana w Warszawie 4:0), drużyna odpadła w 1/16 turnieju z włoską Vicenzą (porażka na wyjeździe 0:2 i remis u siebie 1:1).
W lidze zespół zajął 5. miejsce w tabeli, a w Pucharze Polski dotarł do 1/8 finału, przegrywając z Amicą Wronki 0:3. Kolejny sezon – 1998/1999 – zakończył się zdobyciem brązowych medali w ligowej rywalizacji. W krajowym pucharze drużyna po raz drugi z rzędu została wyeliminowana na etapie 1/8 turnieju; tym razem pogromcą warszawian okazał się GKS Bełchatów, który po bezbramkowym wyniku w regulaminowym czasie gry zwyciężył w rzutach karnych 3:2.
Klub rozegrał setny mecz w europejskich pucharach – spotkanie z macedońskim Vardarem Skopje w ramach 1/64 finału Pucharu UEFA zakończyło się wyjazdowym zwycięstwem Legii 5:0 (12 sierpnia 1999 roku). W sezonie 1999/2000 Legia zajęła 4. miejsce w lidze i nie uzyskała prawa gry na arenie europejskiej. W Pucharze Polski drużyna uległa w ćwierćfinale Amice Wronki po serii rzutów karnych (zakończonej rezultatem 3:1), natomiast w Pucharze Ligi dotarła do finału, w którym przegrała na własnym stadionie z Polonią Warszawa 1:2.

### Lata 2001–2011
W marcu 2001 roku z finansowania zespołu wycofał się główny udziałowiec – firma Daewoo, a z dniem 1 lipca usunięto z nazwy klubu markę byłego sponsora i powrócono do nazwy ASPN CWKS „Legia” Warszawa SSA.
W sezonie 2000/2001 drużyna wywalczyła brązowe medale mistrzostw Polski, a w rozgrywkach Pucharu Polski odpadła w ćwierćfinale, przegrywając w dwumeczu 1:4 z Zagłębiem Lubin. Taki sam rezultat zespół osiągnął w Pucharze Ligi – w 1/4 turnieju uległ krakowskiej Wiśle, remisując w Warszawie 1:1 i przegrywając w Krakowie 1:3. W rundzie kwalifikacyjnej Pucharu UEFA Legia wygrała z Etzella Ettelbruck (4:0 na wyjeździe, 2:1 w Warszawie), a w kolejnej pokonała IF Elfsborg (4:1 u siebie, 6:1 w Szwecji). Rywalem warszawian w drugiej rundzie była Valencia CF. W pierwszym meczu przy Łazienkowskiej był remis 1:1, natomiast w rewanżu na Estadio Mestalla Hiszpanie wygrali 6:1.
Sezon 2001/2002 pod wodzą Serba Dragomira Okuki zakończył się zdobyciem siódmego tytułu mistrzowskiego (dzięki remisowi 0:0 z Odrą Wodzisław w Warszawie), a także triumfem w Pucharze Ligi Polskiej (3:0 i 1:2 w finale z Wisłą Kraków). W rywalizacji o Puchar Polski drużyna dotarła do ćwierćfinału, gdzie uległa Ruchowi Chorzów (2:4 w Warszawie, 1:0 w Chorzowie). Legia wystąpiła w lecie w eliminacjach do Ligi Mistrzów, lecz w III rundzie odpadła w starciu z FC Barceloną – w pierwszym spotkaniu na Camp Nou Katalończycy zwyciężyli 3:0, w drugim pokonali warszawian 1:0. Po nieudanym dwumeczu z Hiszpanami warszawski zespół przystąpił do zmagań w Pucharze UEFA. W pierwszej rundzie Legia pokonała FC Utrecht (4:1 u siebie i 3:1 na wyjeździe), w drugiej została wyeliminowana przez FC Schalke 04 – 2:3 w Warszawie, 0:0 w Gelsenkirchen.
Legioniści skończyli rozgrywki 2002/2003 tuż za podium, w Pucharze Polski odpadli na etapie III rundy. 13 czerwca 2003 roku nastąpiła zmiana nazwy klubu na KP „Legia” Warszawa SSA i jeszcze tego samego dnia trenerem stołecznego zespołu został Dariusz Kubicki.
Ważnym wydarzeniem dla Legii było wykupienie 8 kwietnia 2004 roku klubu przez Grupę ITI Holdings SA. Drużyna zajęła drugie miejsce w lidze i zagrała w finale Pucharu Polski, w którym przegrała w dwumeczu z Lechem Poznań. Następny sezon – 2004/2005 – także nie należał do udanych; stołeczny zespół uplasował się na trzeciej pozycji w ligowej tabeli, a z krajowym pucharem pożegnał się w półfinale, ulegając w dwumeczu Dyskobolii Grodzisk Wielkopolski – 1:1, 1:1, 1:4 w rzutach karnych.
Sezon 2005/06 był wyjątkowy w historii klubu – Legia obchodziła wówczas 90-lecie istnienia. Najpierw jednak drużyna odpadła z Pucharu UEFA w II rundzie eliminacji (0:1 w Warszawie i 2:4 w Zurychu z miejscowym FC Zürich), a także zaliczyła słaby początek ligi. Ponadto dotarła jedynie do ćwierćfinału Pucharu Polski, przegrywając w dwumeczu z Koroną Kielce. Mimo to legioniści zdobyli ósme mistrzostwo Polski po wygranym 1:0 meczu z Górnikiem w Zabrzu. Po przyjściu nowego trenera Dariusza Wdowczyka potrafili odrobić siedem punktów straty do Wisły Kraków i sięgnąć po tytuł; Rada Miasta Stołecznego Warszawy podjęła wtedy decyzję o sfinansowaniu modernizacji stadionu Legii poprzez budowę trzech nowych trybun i rozbudowę trybuny krytej. Legioniści po czterech latach ponownie stanęli przed szansą wywalczenia awansu do fazy grupowej Ligi Mistrzów. W drugiej rundzie eliminacji pokonali islandzki Hafnarfjarðar – 1:0 na wyjeździe, 2:0 u siebie. Następnym rywalem w decydującym III etapie okazał się Szachtar Donieck. Oba spotkania zakończyły się porażką Legii – 0:1 w Doniecku i 2:3 w Warszawie. Niepowodzenie próbowano powetować dwumeczem z Austrią Wiedeń w I rundzie Pucharu UEFA. Legii nie udało się jednak pokonać austriackiego przeciwnika; w pierwszym meczu w Warszawie padł remis 1:1, w rewanżu gospodarze wygrali 1:0.
W kolejnych rozgrywkach Wojskowi odpadli z walki o Puchar Polski w 1/16 finału, ulegając czwartoligowej Stali Sanok, a w lidze uzyskali trzecią lokatę. Dodatkowo, w ramach Pucharu Ekstraklasy, zespół dotarł do ćwierćfinału i przegrał dwumecz z Górnikiem Łęczna. Rok 2007 przyniósł zmianę herbu. Klub nie doszedł do porozumienia z CWKS-em, który miał prawa do poprzedniego logo. Władze klubu zarejestrowały swój logotyp, zbojkotowany przez kibiców, ponieważ nie przypominał on w niczym dawnego znaku (mimo podobnych kolorów oraz litery „L” miał inny zarys i inne ułożenie barw). Ostatecznie nie został on wprowadzony w życie i ustalono, że oficjalnym herbem zostanie modyfikacja pierwszego znaku, z białą literą „L” na czarnej tarczy. Kształt różnił się jednak od historycznego i przypominał trójkąt, a nie pierwotną tarczę herbową – stąd przyjęte przez kibiców ironiczne określenie trumienka.
Na początku sezonu 2007/08 w Wilnie doszło do zamieszek wywołanych przez kibiców Legii, które swoje apogeum miały na stadionie wileńskiej Vetry podczas meczu II rundy Pucharu Intertoto. Pseudokibice m.in. zdewastowali stadion i napadli na policję, w efekcie czego mecz przerwano przy stanie 2:0 dla klubu litewskiego. Kilka dni później Komisja Dyscyplinarna UEFA zweryfikowała wynik spotkania z Vetrą na walkower 3:0 dla gospodarzy i wykluczyła Legię z obecnej edycji europejskich pucharów oraz z następnej, do której zakwalifikuje się (Liga Mistrzów UEFA, Puchar UEFA, Puchar Intertoto) w ciągu najbliższych pięciu lat. UEFA zobowiązała także warszawski klub do pokrycia wszelkich strat wyrządzonych przez uczestników zamieszek na stadionie gospodarza. Po złożeniu odwołania karę czasowo zawieszono, po uwzględnieniu zmian dokonanych w celu zwiększenia bezpieczeństwa na meczach Legii.
Na półmetku rozgrywek ligowych Legia zajęła drugą lokatę, mimo że zdobyła więcej punktów niż w mistrzowskim sezonie 2005/06. Legioniści tracili dziesięć punktów do pierwszej Wisły.
Ostatecznie zespół sięgnął po Puchar i Superpuchar Polski po dwukrotnym zwycięstwie nad Wisłą Kraków (0:0, k. 4:3 oraz 2:1), a także wywalczył wicemistrzowski tytuł. Legioniści zapewnili sobie występ w Pucharze UEFA w kolejnej edycji. Ponadto drużyna zagrała w finale Pucharu Ekstraklasy. Spotkanie rozegrane w Grodzisku Wielkopolskim rozstrzygnęło się na korzyść miejscowej Dyskobolii, która po zwycięstwie 4:1 zdobyła trofeum.
W rundzie wiosennej ówczesnych zmagań klub przyłączył się do kampanii Wykopmy Rasizm ze Stadionów, organizowanej przez Stowarzyszenie Nigdy Więcej – piłkarze wybiegli 22 marca w meczu z Widzewem Łódź w koszulkach z nazwą kampanii.
Sezon 2008/09 Legia zaczęła od pokonania białoruskiego FK Homel (0:0 oraz 4:1) w I rundzie eliminacji Pucharu UEFA. W drugiej Wojskowi trafili na rosyjski FK Moskwa. Oba mecze zakończyły się porażką legionistów: w Warszawie 1:2, a w Moskwie 0:2. Jedyną bramkę dla Legii strzelił Roger Guerreiro. W lidze zespół powtórzył osiągnięcie sprzed roku, zajmując drugie miejsce na koniec sezonu. Drużyna doszła także do półfinału Pucharu Polski, w którym przegrała z Ruchem Chorzów. Poza tym, w rozgrywkach o Puchar Ekstraklasy, Legia wystąpiła w ćwierćfinale i została wyeliminowana przez GKS Bełchatów.
W rozgrywkach 2009/2010 warszawianie zajęli miejsce tuż za podium na zakończenie ligowej rywalizacji. Ponadto zespół dotarł do ćwierćfinału krajowego pucharu i doznał porażki w dwumeczu, ponownie z Ruchem Chorzów. 14 marca 2010 zwolniono trenera Jana Urbana, a na tymczasowego szkoleniowca wybrano Stefana Białasa. Po zakończeniu sezonu, 1 czerwca, trenerem Legii został Maciej Skorża.
7 sierpnia 2010 Legia rozegrała towarzyski mecz z Arsenalem z okazji otwarcia nowego stadionu. Podopieczni Macieja Skorży przegrali to spotkanie 5:6. Bramki dla Legii zdobyli: Artur Jędrzejczyk (3), Alejandro Cabral oraz Maciej Iwański. Dla drużyny gości strzelali: Emmanuel Eboué (2), Marouane Chamakh, Kieran Gibbs, Samir Nasri oraz Jay Emmanuel-Thomas. W zespole Arsenalu wystąpili dwaj polscy bramkarze, będący jednocześnie byłymi zawodnikami Legii – Łukasz Fabiański, który został na początku drugiej połowy zmieniony przez Wojciecha Szczęsnego. W sezonie 2010/2011 legioniści wywalczyli 3. miejsce w Ekstraklasie oraz zdobyli Puchar Polski po zwycięstwie nad Lechem Poznań w Bydgoszczy (1:1, k. 5:4).

### Lata 2011–2021

#### Sezon 2011/2012
Przed startem sezonu 2011/2012 Legia została wzmocniona przez trzech nowych zawodników: Danijela Ljuboję, Michała Żewłakowa i Dušana Kuciaka. Wywalczenie Pucharu Polski uprawniało zespół do startu w rozgrywkach Ligi Europy. W III rundzie kwalifikacyjnej drużyna pokonała turecki Gaziantepspor Kulübü (1:0 na wyjeździe i 0:0 u siebie), zapewniając sobie awans do rundy play-off. W kolejnym etapie warszawianie wylosowali Spartak Moskwa. Dzięki remisowi na własnym stadionie 2:2 i zwycięstwu w Moskwie 3:2 stołeczny klub awansował do fazy grupowej. Wojskowi, będąc w czwartym koszyku, w wyniku losowania trafili do Grupy C, razem z PSV Eindhoven, Rapidem Bukareszt i Hapoelem Tel Awiw. Legia wyszła z grupy na drugim miejscu (z dorobkiem 9 punktów), wygrywając z Hapoelem Tel Awiw i dwukrotnie z Rapidem Bukareszt. W 1/16 finału przeciwnikiem legionistów był Sporting CP. Pierwszy mecz w Warszawie zakończył się remisem 2:2, a w rewanżu Portugalczycy wygrali 1:0 i przeszli do dalszego etapu. W kraju Legia wywalczyła piętnasty Puchar Polski (pokonując w finale 3:0 Ruch Chorzów), a także zajęła trzecie miejsce w Ekstraklasie.

#### Sezon 2012/2013

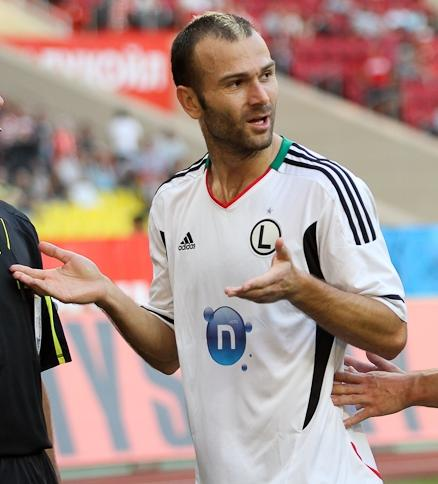
Danijel Ljuboja, najlepszy strzelec Legii w meczach ligowych w latach 2012–2013

Rozgrywki 2012/2013, ponownie z Janem Urbanem jako trenerem, zainaugurował przegrany w rzutach karnych 2:4 finał o Superpuchar Polski ze Śląskiem Wrocław. Zmagania w Lidze Europy legioniści rozpoczęli od II rundy kwalifikacyjnej, eliminując w niej łotewski Liepājas Metalurgs, po remisie 2:2 w Lipawie i zwycięstwie 5:1 w Warszawie. W kolejnej rundzie drużyna pokonała austriacki SV Ried (1:2 na wyjeździe, 3:1 u siebie). O awans do fazy grupowej Legia rywalizowała z Rosenborgiem Trondheim. W pierwszym meczu na stadionie przy Łazienkowskiej był remis 1:1, a w rewanżu 2:1 wygrali Norwegowie, przez co polski zespół odpadł z dalszej gry. Finalnie warszawianie po raz dziewiąty w historii zdobyli tytuł mistrza Polski i szesnasty raz sięgnęli po Puchar Polski, wygrywając w dwumeczu ze Śląskiem Wrocław.

#### Sezon 2013/2014
Podczas zimowej przerwy 2013/2014 zdecydowano, że Henning Berg zastąpi Jana Urbana na stanowisku szkoleniowca pierwszej drużyny; Norweg objął posadę 1 stycznia 2014. Ponadto 9 stycznia Grupa ITI poinformowała o sprzedaży 100 proc. udziałów w spółce Legia Warszawa S.A., którą nabyli Dariusz Mioduski, dotychczasowy członek rady nadzorczej Legii (80%, następnie 60%) oraz Bogusław Leśnodorski, który pełnił funkcję prezesa Legii (20%) – we wrześniu 2014 roku do właścicielskiego duetu dołączył biznesmen Maciej Wandzel (20%). Zespół zakończył sezon drugim z rzędu tytułem mistrzowskim, a z Pucharem Polski pożegnał się w 1/8, przegrywając 1:3 z Górnikiem Zabrze.

#### Sezon 2014/2015
Udział w kwalifikacjach do Ligi Mistrzów 2014/2015 piłkarze z Warszawy rozpoczęli od II rundy. Wygrali dwumecz z irlandzkim St. Patrick’s Athletic 6:1. W III rundzie wylosowali Celtic F.C. – u siebie zwyciężyli 4:1, a na wyjeździe 2:0. Jednak UEFA ukarała Legię za występ w drugim spotkaniu Bartosza Bereszyńskiego, który powinien pauzować za czerwoną kartkę z jednego z poprzednich spotkań w europejskich pucharach. Federacja piłkarska przyznała w drugim meczu walkower 3:0 Celticowi i to szkocki klub awansował do IV rundy kwalifikacji. Polski zespół natomiast pokonał kazachskie FK Aktöbe w IV rundzie kwalifikacji do Ligi Europy i awansował do fazy grupowej. Legioniści, w trzecim koszyku, trafili do grupy L z ukraińskim Metalistem Charków, tureckim Trabzonsporem i belgijskim Lokeren. Legia zakończyła fazę grupową na 1. miejscu z dorobkiem 15 punktów i została pierwszym polskim klubem, który wygrał grupę w europejskich pucharach. W 1/16 finału Wojskowi trafili na AFC Ajax. Pierwszy mecz w Amsterdamie zakończył się zwycięstwem gospodarzy 1:0, w drugim Legia przegrała na swoim stadionie 0:3 i odpadła z rozgrywek. 2 maja, na Stadionie Narodowym w Warszawie, Legia wygrała 2:1 z Lechem, zdobywając 17. w swojej historii Puchar Polski. Rywal z finału krajowego pucharu okazał się lepszy na finiszu rozgrywek o mistrzostwo Polski – warszawianie musieli zadowolić się drugą lokatą.

#### Sezon 2015/2016
Legia rozpoczęła sezon od kwalifikacji Ligi Europy. Pierwszym rywalem było rumuńskie FC Botoșani (1:0 i 3:0 dla warszawian w dwumeczu), kolejnym – w III rundzie – FK Kukësi z Albanii. Wyjazdowy mecz zakończył się przyznaniem walkowera na korzyść Legii z powodu niesubordynacji albańskich kibiców, rewanż w Warszawie to zwycięstwo stołecznych 1:0. Decydującym przeciwnikiem w walce o fazę grupową okazała się ukraińska Zoria Ługańsk – legioniści zwyciężyli w dwumeczu (1:0, 3:2) i uzyskali awans. Wojskowi znaleźli się w grupie D z włoskim SSC Napoli, duńskim Midtjylland oraz belgijskim Club Brugge. W sześciu rozegranych spotkaniach polski zespół zdobył cztery oczka i uplasował się na ostatniej pozycji, odpadając z turnieju. 2 maja, na Stadionie Narodowym w Warszawie, Legia obroniła Puchar Polski – wygrała w finale z Lechem Poznań 1:0 po bramce Aleksandara Prijovicia. Trzynaście dni później, w ostatniej kolejce spotkań Ekstraklasy, legioniści pokonali przy Łazienkowskiej Pogoń Szczecin 3:0 i zapewnili sobie jedenasty tytuł mistrzowski. Najlepszy strzelec Legii, węgierski napastnik Nemanja Nikolić, z dorobkiem 28 trafień został królem strzelców rozgrywek.

#### Sezon 2016/2017
Legia zainaugurowała rozgrywki w kwalifikacjach Ligi Mistrzów UEFA 2016/17 pod wodzą nowego trenera, Besnika Hasiego. Pierwszym rywalem warszawian był bośniacki klub Zrinjski Mostar. Legioniści wygrali w dwumeczu (1:1 i 2:0). Kolejnym przeciwnikiem, w trzeciej rundzie eliminacji, był mistrz Słowacji AS Trenčín, z którym Legia również uporała się w dwumeczu – po 1:0 na wyjeździe i 0:0 przy Łazienkowskiej. Ostatnim rywalem, w czwartej rundzie kwalifikacyjnej, okazał się irlandzki Dundalk F.C. Wyjazdowe spotkanie zakończyło się wygraną legionistów 2:0 po bramkach Nemanji Nikolicia i Aleksandara Prijovicia. W rewanżu w Warszawie padł wynik 1:1. Dzięki takiemu rozstrzygnięciu Legia awansowała do fazy grupowej Ligi Mistrzów jako pierwszy polski klub od 20 lat (ostatnim polskim przedstawicielem w tych rozgrywkach był Widzew Łódź w sezonie 1996/1997). Legioniści znaleźli się w grupie F – z Realem Madryt, Borussią Dortmund oraz Sportingiem Lizbona. Podopieczni Jacka Magiery (następcy Hasiego) zajęli w tym zestawieniu trzecie miejsce i z dorobkiem czterech punktów awansowali do 1/16 finału Ligi Europy, gdzie trafili na AFC Ajax. W pierwszym meczu w Warszawie padł bezbramkowy remis, a w rewanżu lepsi okazali się Holendrzy, którzy wygrali 1:0.
22 marca 2017 roku Dariusz Mioduski odkupił od Bogusława Leśnodorskiego i Macieja Wandzla udziały w spółce Legia Holding (łącznie 40%), dzięki czemu został jedynym właścicielem Legii Warszawa S.A. Od tego dnia pełni również funkcję prezesa zarządu.
4 czerwca 2017 roku, po bezbramkowym remisie z Lechią Gdańsk przy ulicy Łazienkowskiej, legioniści obronili tytuł mistrza kraju, zdobywając trofeum po raz dwunasty w swojej historii.

#### Sezon 2017/2018
Udział w eliminacjach do Ligi Mistrzów 2017/2018 piłkarze Jacka Magiery rozpoczęli od II rundy. Wygrali w niej dwumecz z fińskim IFK Mariehamn (3:0 na wyjeździe, 6:0 w Warszawie). W III rundzie przeciwnikiem Legii był mistrz Kazachstanu, FK Astana. Wyjazdowe spotkanie zakończyło się zwycięstwem Kazachów 3:1. W rewanżu przy Łazienkowskiej lepsza była Legia (1:0), ale to rywale awansowali do kolejnego etapu. Legionistom pozostała walka o fazę grupową Ligi Europy. W decydującej, IV rundzie kwalifikacyjnej, Wojskowi mierzyli się z mołdawskim Sheriffem Tyraspol. Pierwszy mecz w Warszawie zakończył się remisem 1:1, a w rewanżu padł wynik bezbramkowy. Tym samym Legia po raz pierwszy od pięciu lat nie awansowała do fazy grupowej europejskich rozgrywek.
13 września 2017 roku z posadą trenera pierwszego zespołu pożegnał się Jacek Magiera. Tego samego dnia na konferencji prasowej został zaprezentowany nowy szkoleniowiec warszawskiego klubu, Chorwat Romeo Jozak. Przed przerwą zimową Legia była liderem Ekstraklasy, z dwupunktową przewagą nad Lechem Poznań, Górnikiem Zabrze i Jagiellonią Białystok. 14 kwietnia 2018 roku oficjalna strona klubu poinformowała, że Romeo Jozak został zwolniony, a jego miejsce zajął dotychczasowy asystent, Dean Klafurić.
2 maja, na Stadionie Narodowym w Warszawie, Legia zdobyła dziewiętnasty Puchar Polski, pokonując w finale Arkę Gdynia 2:1. 20 maja, w ostatniej kolejce Ekstraklasy sezonu 2017/2018, legioniści sięgnęli po trzecie z rzędu i trzynaste w historii mistrzostwo Polski. Decydujący mecz przeciwko Lechowi w Poznaniu zakończył się przyznaniem walkowera dla Legii w związku z nieodpowiednim zachowaniem kibiców gospodarzy.

#### Sezon 2018/2019
Legioniści zainaugurowali sezon w I rundzie kwalifikacji do Ligi Mistrzów 2018/2019. Wojskowi pokonali w niej irlandzki Cork City (1:0 na wyjeździe, 3:0 w Warszawie). W II rundzie rywalem mistrzów Polski był Spartak Trnawa. Piłkarze z Łazienkowskiej musieli uznać wyższość słowackiego przeciwnika i odpadli w dwumeczu – po 0:2 w Warszawie i 1:0 w Trnawie. Następnie, w III rundzie kwalifikacyjnej do ówczesnej edycji Ligi Europy, Legia mierzyła się z luksemburskim F91 Dudelange. W pierwszym spotkaniu rozegranym na własnym stadionie legioniści przegrali 1:2, w rewanżu zaś padł remis 2:2. Przez takie rozstrzygnięcia warszawianie po raz drugi z rzędu nie znaleźli się w fazie grupowej europejskich rozgrywek.
1 sierpnia 2018 roku Dean Klafurić przestał pełnić funkcję trenera pierwszej drużyny, a jego obowiązki tymczasowo przejął Aleksandar Vuković. Niemal dwa tygodnie później, 13 sierpnia, na stanowisku został zatrudniony Portugalczyk Ricardo Sá Pinto, którego debiutem w nowej roli było rewanżowe starcie z F91 Dudelange. Sá Pinto pracował przy Łazienkowskiej niespełna osiem miesięcy, po czym jego miejsce – na początku kwietnia 2019 roku – zajął Vuković, ponownie będąc trenerem tymczasowym. 10 maja 2019 Aleksandar Vuković podpisał z klubem roczny kontrakt (z opcją przedłużenia), zostając tym samym szkoleniowcem na stałe.
W rywalizacji o Puchar Polski piłkarze Legii odpadli w 1/4 finału, przegrywając z Rakowem Częstochowa 1:2 po dogrywce. Na zakończenie sezonu Ekstraklasy legioniści zostali wicemistrzami kraju, tracąc cztery punkty do triumfatora ligi, Piasta Gliwice. Po raz pierwszy od 2010 roku Wojskowi nie zdobyli trofeum w żadnych rozgrywkach.

#### Sezon 2019/2020
Piłkarze Legii rozpoczęli udział w ówczesnej edycji Ligi Europy od pokonania w I rundzie kwalifikacji gibraltarskiej Europy FC (0:0, 3:0). Następnie wyeliminowali KuPS Kuopio (1:0, 0:0), a także grecki Atromitos (0:0, 2:0). W decydującym o awansie do fazy grupowej dwumeczu legioniści przegrali ze szkockim Rangers F.C. – pierwsze spotkanie w Warszawie zakończyło się bezbramkowym remisem, natomiast w rewanżu gospodarze triumfowali 1:0.
W walce o krajowy puchar pogromcą Wojskowych okazała się Cracovia – w półfinale turnieju podopieczni Michała Probierza wygrali na własnym stadionie 3:0. 11 lipca 2020 roku, dwie kolejki przed końcem sezonu Ekstraklasy, legioniści zapewnili sobie czternaste mistrzostwo Polski (po pokonaniu Cracovii 2:0 przy Łazienkowskiej), wyrównując tym samym ligowy rekord wszech czasów, należący wówczas również do Ruchu Chorzów i Górnika Zabrze.

#### Sezon 2020/2021
Wojskowi zainaugurowali rozgrywki europejskie w ramach pierwszej rundy kwalifikacyjnej do Ligi Mistrzów UEFA. W niej pokonali północnoirlandzki Linfield F.C. 1:0. W drugiej rundzie legioniści przegrali na własnym stadionie z Omonią Nikozja 0:2 po dogrywce i odpadli z dalszej rywalizacji. Następnie, w trzeciej rundzie eliminacji do Ligi Europy UEFA, warszawianie okazali się lepsi od kosowskiej Drity Gnjilane, wygrywając przy Łazienkowskiej 2:0. Decydujący o awansie do fazy grupowej turnieju mecz pomiędzy Legią a Qarabağem Ağdam w Warszawie zakończył się porażką gospodarzy 0:3.
21 września 2020 roku Aleksandar Vuković został zwolniony z funkcji trenera pierwszego zespołu. Tego samego dnia stanowisko objął Czesław Michniewicz.
We wspomnianym sezonie legioniści odpadli z turnieju o Puchar Polski w ćwierćfinale, przegrywając na własnym stadionie z Piastem Gliwice 1:2. 28 kwietnia 2021, trzy kolejki przed końcem sezonu Ekstraklasy, piłkarze z Łazienkowskiej sięgnęli po piętnaste mistrzostwo Polski, dzięki bezbramkowemu remisowi Jagiellonii Białystok z Rakowem Częstochowa na początku 28. serii gier. Tym samym klub ze stolicy objął samodzielne prowadzenie w klasyfikacji wszech czasów, jeśli chodzi o liczbę krajowych tytułów.

### Lata 2021–

#### Sezon 2021/2022
Podopieczni Michniewicza rozpoczęli sezon od I rundy eliminacji Ligi Mistrzów UEFA — tam okazali się lepsi od norweskiego FK Bodø/Glimt (3:2 na wyjeździe, 2:0 w Warszawie). W II rundzie pokonali estońską Florę Tallinn, ponownie wygrywając oba spotkania (2:1 przy Łazienkowskiej, 1:0 w Tallinnie). W III rundzie legioniści musieli uznać wyższość Dinama Zagrzeb – pierwszy mecz w Chorwacji zakończył się remisem 1:1, w rewanżu goście triumfowali 1:0. Następnie, w fazie play-off kwalifikacji do Ligi Europy UEFA, piłkarze Legii wyeliminowali Slavię Praga (2:2 w Pradze, 2:1 w Warszawie), dzięki czemu po raz pierwszy od sezonu 2016/2017 awansowali do fazy grupowej europejskich rozgrywek. Wojskowi znaleźli się w grupie C – z Napoli, Leicester City oraz Spartakiem Moskwa. Z dorobkiem sześciu punktów zajęli w tym zestawieniu ostatnie miejsce i odpadli z dalszej rywalizacji.
25 października 2021 Czesław Michniewicz przestał pełnić funkcję trenera pierwszej drużyny, a jego obowiązki tymczasowo przejął Marek Gołębiewski. Niecałe dwa miesiące później, 13 grudnia, szkoleniowcem ponownie został Aleksandar Vuković.
Legioniści odpadli wówczas z rywalizacji o Puchar Polski w półfinale, przegrywając wyjazdowy mecz z Rakowem Częstochowa 0:1, a w lidze uplasowali się ostatecznie na 10. miejscu.

#### Sezon 2022/2023
23 maja 2022 trenerem pierwszej drużyny został Kosta Runjaić.
2 maja 2023 legioniści zdobyli dwudziesty Puchar Polski, wygrywając w finale (po serii rzutów karnych) z przyszłym mistrzem Polski, Rakowem Częstochowa, na Stadionie Narodowym. Sezon ligowy zakończyli na drugim miejscu.

#### Sezon 2023/2024
Legioniści po raz pierwszy w historii wystąpili w rozgrywkach Ligi Konferencji (Europy) UEFA. W fazie kwalifikacyjnej pokonali kolejno Ordabasy Szymkent (2:2 na wyjeździe, 3:2 u siebie), Austrię Wiedeń (1:2 w Warszawie, 5:3 w Wiedniu) oraz FC Midtjylland (3:3 na wyjeździe, 1:1, k. 6:5 u siebie), awansując do fazy grupowej rozgrywek. Tam trafili do grupy E razem z Aston Villą, AZ Alkmaar i Zrinjskim Mostar, gdzie z dorobkiem czterech zwycięstw i dwóch porażek zajęli drugie miejsce — tym samym po raz pierwszy od sezonu 2016/2017 zakwalifikowali się do fazy pucharowej europejskich rozgrywek. W 1/16 finału musieli uznać wyższość norweskiego Molde FK, przegrywając w dwumeczu (2:3 na wyjeździe, 0:3 u siebie). 
7 grudnia 2023 Wojskowi odpadli z Pucharu Polski, ulegając w 1/8 finału Koronie Kielce.
9 kwietnia 2024 Kosta Runjaić przestał pełnić obowiązki trenera Legii. Jego miejsce zajął Portugalczyk Gonçalo Feio. Legioniści ukończyli sezon ligowy na trzecim stopniu podium, zapewniając sobie brązowe medale w przedostatniej kolejce rozgrywek.

#### Sezon 2024/2025
Legia po raz drugi z rzędu awansowała do Ligi Konferencji, pokonując w kwalifikacjach kolejno: walijskie Caernarforn Town, duńskie Brøndby IF oraz kosowską Dritę Gnjilane. Fazę ligową europejskich rozgrywek stołeczny klub rozpoczął od czterech zwycięstw z rzędu, pokonując Real Betis, TSC Bačkę Topolę, Dynamę Mińsk oraz Omonię Nikozja. Następnie legioniści ulegli FC Lugano oraz Djurgårdens IF, co sprawiło, że ostatecznie zajęli 7. miejsce w tabeli – dzięki temu awansowali jednak do 1/8 finału. W fazie pucharowej Wojskowi po raz pierwszy od sezonu 1990/1991 wygrali dwumecz na wiosnę, zwyciężając norweskie Molde FK. W ćwierćfinale ulegli późniejszemu triumfatorowi rozgrywek, Chelsea.
2 maja 2025 Legia po raz 21. w historii sięgnęła po Puchar Polski, pokonując w finale Pogoń Szczecin 4:3. W lidze zespół uplasował się na piątym miejscu.

#### Sezon 2025/2026
25 maja 2025 ogłoszono, że kontrakt z Gonçalo Feio nie będzie przedłużony. 12 czerwca klub poinformował, że nowym trenerem zespołu został rumuński szkoleniowiec, Edward Iordănescu. W I rundzie eliminacji Ligi Europy Legia pokonała kazachskie FK Aktobe, a w II rundzie wygrała z czeskim Banikiem Ostrawa.

## Sukcesy

### Trofea międzynarodowe
| \| \| Zdobyte trofea w rozgrywkach międzynarodowych (stan na: 17.04.2025) \| |                                                                     |      |                  |
| Rozgrywki                                                                    | Osiągnięcie                                                         | Razy | Sezon(y)         |
| · Liga Mistrzów · (Puchar Europy)                                            | zdobywca                                                            | 0    |                  |
| · Liga Mistrzów · (Puchar Europy)                                            | finalista                                                           | 0    |                  |
| · Liga Mistrzów · (Puchar Europy)                                            | półfinał                                                            | 1    | 1970             |
| · Liga Europy · (Puchar UEFA)                                                | zdobywca                                                            | 0    |                  |
| · Liga Europy · (Puchar UEFA)                                                | finalista                                                           | 0    |                  |
| · Liga Europy · (Puchar UEFA)                                                | 1/16                                                                | 3    | 2012, 2015, 2017 |
| · Liga Konferencji                                                           | zdobywca                                                            | 0    |                  |
| · Liga Konferencji                                                           | finalista                                                           | 0    |                  |
| · Liga Konferencji                                                           | ćwierćfinał                                                         | 1    | 2025             |
| · Puchar Zdobywców                                                           | zdobywca                                                            | 0    |                  |
| · Puchar Zdobywców                                                           | finalista                                                           | 0    |                  |
| · Puchar Zdobywców                                                           | półfinał                                                            | 1    | 1991             |
| · Puchar Miast Targowych                                                     | zdobywca                                                            | 0    |                  |
| · Puchar Miast Targowych                                                     | finalista                                                           | 0    |                  |
| · Puchar Miast Targowych                                                     | 1/8                                                                 | 1    | 1969             |
| FIFA                                                                         | Zdobyte trofea w rozgrywkach międzynarodowych (stan na: 17.04.2025) |      |                  |

### Krajowe
| \| \| Zdobyte trofea w rozgrywkach Polski (stan na: 13.07.2025) \| |                                                           |             | |
| Rozgrywki                                                          | Osiągnięcie                                               | Razy        | Sezon(y) |
| Mistrzostwo                                                        | I miejsce                                                 | 15 (rekord) | 1955, 1956, 1969, 1970, 1994, 1995, 2002, 2006, 2013, 2014, 2016, 2017, 2018, 2020, 2021                                     |
| Mistrzostwo                                                        | II miejsce                                                | 14          | 1960, 1968, 1971, 1985, 1986, 1993*, 1996, 1997, 2004, 2008, 2009, 2015, 2019, 2023                                          |
| Mistrzostwo                                                        | III miejsce                                               | 14          | 1928, 1930, 1931, 1961, 1972, 1980, 1988, 1999, 2001, 2005, 2007, 2011, 2012, 2024                                           |
| Puchar                                                             | zdobywca                                                  | 21 (rekord) | 1955, 1956, 1964, 1966, 1973, 1980, 1981, 1989, 1990, 1994, 1995, 1997, 2008, 2011, 2012, 2013, 2015, 2016, 2018, 2023, 2025 |
| Puchar                                                             | finalista                                                 | 6           | 1952**, 1969, 1972, 1988, 1991, 2004                                                                                         |
| Superpuchar                                                        | zdobywca                                                  | 6 (rekord)  | 1989, 1994, 1997, 2008, 2023, 2025                                                                                           |
| Superpuchar                                                        | finalista                                                 | 11          | 1990, 1995, 2006, 2012, 2014, 2015, 2016, 2017, 2018, 2020, 2021                                                             |
| Puchar Ligi                                                        | zdobywca                                                  | 1           | 2002 |
| Puchar Ligi                                                        | finalista                                                 | 2           | 2000, 2008 |
| Polska                                                             | Zdobyte trofea w rozgrywkach Polski (stan na: 13.07.2025) |             | |

*1993 – mistrzostwo Polski zostało odebrane przez PZPN
**1952 – do finału Pucharu Polski dotarła drużyna rezerw, pierwszy zespół odpadł w piątej rundzie turnieju
- Mistrzostwo Polski juniorów starszych (U-19/U-18)
  - 1. miejsce (7): 1969, 2013, 2015, 2016, 2017, 2024, 2025
  - 2. miejsce (2): 1962, 2020
  - 3. miejsce (2): 1964, 2022
- Mistrzostwo Polski juniorów młodszych (U-17)
  - 1. miejsce (1): 2019
  - 2. miejsce (4): 2009, 2011, 2023, 2024

### Indywidualne
Plebiscyt Piłki Nożnej:
- Drużyna Roku
  - 2011
  - 2014
- Piłkarz Roku[320]
  - 1973 – Kazimierz Deyna
  - 1974 – Kazimierz Deyna
  - 1985 – Dariusz Dziekanowski
  - 1991 – Piotr Czachowski
  - 1992 – Wojciech Kowalczyk
  - 1995 – Leszek Pisz
  - 1999 – Jacek Zieliński
- Ligowiec Roku
  - 2014 – Miroslav Radović
  - 2015 – Nemanja Nikolić
  - 2016 – Michał Pazdan
  - 2017 – Arkadiusz Malarz
  - 2018 – Artur Jędrzejczyk
- Trener Roku
  - 1992 – Janusz Wójcik
  - 1994 – Paweł Janas
  - 1995 – Paweł Janas
  - 1999 – Franciszek Smuda
  - 2011 – Maciej Skorża
  - 2013 – Jan Urban

- Odkrycie Roku
  - 1982 – Andrzej Buncol
  - 1991 – Wojciech Kowalczyk
  - 1993 – Radosław Michalski
  - 2004 – Artur Boruc
  - 2013 – Dominik Furman
  - 2019 – Michał Karbownik
- Obcokrajowiec Roku
  - 2007 – Roger Guerreiro
  - 2009 – Ján Mucha
  - 2011 – Miroslav Radović
  - 2012 – Danijel Ljuboja
  - 2013 – Dušan Kuciak
  - 2014 – Henning Berg
  - 2020 – Tomáš Pekhart
  - 2023 – Josué
- Jedenastka Obcokrajowców Roku

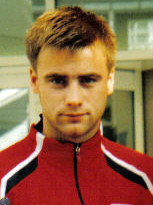
Artur Boruc – Odkrycie Roku 2004 w polskiej Ekstraklasie

  - 2006 – Edson, Dickson Choto, Roger, Miroslav Radović
- Powrót Roku
  - 2007 – Jan Urban
- Człowiek Roku
  - 2013 – Bogusław Leśnodorski
- Piłkarz/Osobowość Roku w social mediach
  - 2016 – Aleksandar Vuković
- Wydarzenie Roku
  - 2016 – Legia Warszawa w Lidze Mistrzów

Plebiscyt katowickiego dziennika Sport:
- Złote Buty
  - 1974 – Robert Gadocha
  - 1977 – Kazimierz Deyna
  - 1983 – Andrzej Buncol
  - 1988 – Dariusz Dziekanowski
  - 1994 – Leszek Pisz
  - 1995 – Leszek Pisz
  - 1996 – Leszek Pisz
  - 2006 – Łukasz Fabiański
  - 2010 – Ján Mucha
- Piłkarz Roku
  - 1969 – Kazimierz Deyna
  - 1972 – Kazimierz Deyna
  - 1973 – Kazimierz Deyna[321]
  - 1982 – Andrzej Buncol
  - 1985 – Dariusz Dziekanowski
  - 1993 – Wojciech Kowalczyk

## Poszczególne sezony
| Legenda – rozgrywki ligowe | Legenda – rozgrywki ligowe |
| Kolor                      | Oznaczenie                 |
| -------------------------- | -------------------------- |
|                            | I poziom ligowy            |
|                            | II poziom ligowy           |
|                            | rozgrywki nieligowe        |
|                            |                            |
|                            | Mistrzostwo                |
|                            | Wicemistrzostwo            |
|                            | III miejsce                |
|                            |                            |
|                            | Awans                      |
|                            | Spadek                     |

| Legenda – rozgrywki pucharowe | Legenda – rozgrywki pucharowe |
| ----------------------------- | ----------------------------- |
| Z                             | Zwycięzca                     |
| F                             | Finalista                     |
| 1/2                           | 1/2 finału                    |
| 1/4                           | 1/4 finału                    |
| 1/8                           | 1/8 finału                    |
| 1/16                          | 1/16 finału                   |
| 1/32                          | 1/32 finału                   |
| G                             | Faza grupowa                  |
| 4R                            | 4 runda kwalifikacyjna        |
| 3R                            | 3 runda kwalifikacyjna        |
| 2R                            | 2 runda kwalifikacyjna        |
| 1R                            | 1 runda kwalifikacyjna        |
| W                             | Runda wstępna                 |

| Sezon                                                                                             | Rozgrywki ligowe                 | Rozgrywki ligowe                 | Puchary krajowe | Puchary krajowe | Puchary krajowe    | Puchary europejskie | Puchary europejskie | Puchary europejskie | Puchary europejskie       | Puchary europejskie |
| Sezon                                                                                             | Poziom                           | Pozycja                          | Puchar Polski   | Puchar Ligi     | Superpuchar Polski | Liga Mistrzów       | Liga Europy         | Liga Konferencji    | Puchar Zdobywców Pucharów | Puchar Intertoto    |
| ------------------------------------------------------------------------------------------------- | -------------------------------- | -------------------------------- | --------------- | --------------- | ------------------ | ------------------- | ------------------- | ------------------- | ------------------------- | ------------------- |
| 1920                                                                                              | Mistrzostw Polski nie dokończono | Mistrzostw Polski nie dokończono |                 |                 |                    |                     |                     |                     |                           |                     |
| 1921                                                                                              | Klasa A                          | 3                                |                 |                 |                    |                     |                     |                     |                           |                     |
| 1922                                                                                              | Klasa A                          | 4                                |                 |                 |                    |                     |                     |                     |                           |                     |
| 1923                                                                                              | Klasa A                          | 3                                |                 |                 |                    |                     |                     |                     |                           |                     |
| 1924/1925                                                                                         | Klasa A                          | 3                                |                 |                 |                    |                     |                     |                     |                           |                     |
| 1926                                                                                              | Klasa A                          | 3                                | –               |                 |                    |                     |                     |                     |                           |                     |
| 1927                                                                                              | Liga                             | 5                                |                 |                 |                    |                     |                     |                     |                           |                     |
| 1928                                                                                              | Liga                             | 3                                |                 |                 |                    |                     |                     |                     |                           |                     |
| 1929                                                                                              | Liga                             | 4                                |                 |                 |                    |                     |                     |                     |                           |                     |
| 1930                                                                                              | Liga                             | 3                                |                 |                 |                    |                     |                     |                     |                           |                     |
| 1931                                                                                              | Liga                             | 3                                |                 |                 |                    |                     |                     |                     |                           |                     |
| 1932                                                                                              | Liga                             | 5                                |                 |                 |                    |                     |                     |                     |                           |                     |
| 1933                                                                                              | Liga                             | 6                                |                 |                 |                    |                     |                     |                     |                           |                     |
| 1934                                                                                              | Liga                             | 5                                |                 |                 |                    |                     |                     |                     |                           |                     |
| 1935                                                                                              | Liga                             | 9                                |                 |                 |                    |                     |                     |                     |                           |                     |
| 1936                                                                                              | Liga                             | 10                               |                 |                 |                    |                     |                     |                     |                           |                     |
| 1936/1937                                                                                         | Klasa A                          | 5                                |                 |                 |                    |                     |                     |                     |                           |                     |
| 1937/1938                                                                                         | Liga okręgowa                    | liga: 1 eliminacje: 3            |                 |                 |                    |                     |                     |                     |                           |                     |
| Rozgrywki przerwano w 1939 r. z powodu wybuchu II wojny światowej i nie rozgrywano ich do 1945 r. |                                  |                                  |                 |                 |                    |                     |                     |                     |                           |                     |
| 1946                                                                                              | Liga okręgowa                    | 2                                |                 |                 |                    |                     |                     |                     |                           |                     |
| 1947                                                                                              | Liga okręgowa                    | liga: 1 eliminacje: 1 finał: 2   |                 |                 |                    |                     |                     |                     |                           |                     |
| 1948                                                                                              | I liga                           | 4                                |                 |                 |                    |                     |                     |                     |                           |                     |
| 1949                                                                                              | I liga                           | 9                                |                 |                 |                    |                     |                     |                     |                           |                     |
| 1950                                                                                              | I liga                           | 10                               |                 |                 |                    |                     |                     |                     |                           |                     |
| 1951                                                                                              | I liga                           | 3                                | 1/8             |                 |                    |                     |                     |                     |                           |                     |
| 1952                                                                                              | I liga                           | 6                                | F               | G               |                    |                     |                     |                     |                           |                     |
| 1953                                                                                              | I liga                           | 5                                |                 |                 |                    |                     |                     |                     |                           |                     |
| 1954                                                                                              | I liga                           | 7                                | 1/2             |                 |                    |                     |                     |                     |                           |                     |
| 1955                                                                                              | I liga                           | 1                                | Z               |                 |                    |                     |                     |                     |                           |                     |
| 1956                                                                                              | I liga                           | 1                                | Z               |                 |                    | –                   |                     |                     |                           |                     |
| 1957                                                                                              | I liga                           | 4                                | 1/8             |                 |                    | W                   |                     |                     |                           |                     |
| 1958                                                                                              | I liga                           | 6                                |                 |                 |                    | –                   |                     |                     |                           |                     |
| 1959                                                                                              | I liga                           | 4                                |                 |                 |                    | –                   |                     |                     |                           |                     |
| 1960                                                                                              | I liga                           | 2                                |                 |                 |                    | –                   |                     |                     |                           |                     |
| 1961                                                                                              | I liga                           | 3                                |                 |                 |                    | W                   |                     |                     | –                         |                     |
| 1962                                                                                              | I liga                           | 5                                | 1/8             |                 |                    | –                   |                     |                     | –                         | –                   |
| 1962/1963                                                                                         | I liga                           | 7                                | 1/8             |                 |                    | –                   |                     |                     | –                         | –                   |
| 1963/1964                                                                                         | I liga                           | 4                                | Z               |                 |                    | –                   |                     |                     | –                         | –                   |
| 1964/1965                                                                                         | I liga                           | 4                                | 1/2             |                 |                    | –                   |                     |                     | 1/4                       | –                   |
| 1965/1966                                                                                         | I liga                           | 6                                | Z               |                 |                    | –                   |                     |                     | –                         | –                   |
| 1966/1967                                                                                         | I liga                           | 4                                | 1/8             |                 |                    | –                   |                     |                     | 1/16                      | –                   |
| 1967/1968                                                                                         | I liga                           | 2                                | 1/8             |                 |                    | –                   |                     |                     | –                         | G                   |
| 1968/1969                                                                                         | I liga                           | 1                                | F               |                 |                    | –                   |                     |                     | –                         | –                   |
| 1969/1970                                                                                         | I liga                           | 1                                | 1/2             |                 |                    | 1/2                 |                     |                     | –                         | –                   |
| 1970/1971                                                                                         | I liga                           | 2                                | 1/4             |                 |                    | 1/4                 |                     |                     | –                         | –                   |
| 1971/1972                                                                                         | I liga                           | 3                                | F               |                 |                    | –                   | 2R                  |                     | –                         | –                   |
| 1972/1973                                                                                         | I liga                           | 8                                | Z               |                 |                    | –                   | –                   |                     | 1/8                       | –                   |
| 1973/1974                                                                                         | I liga                           | 4                                | 1/4             |                 |                    | –                   | –                   |                     | 1/16                      | G                   |
| 1974/1975                                                                                         | I liga                           | 6                                | 1/16            |                 |                    | –                   | 1/32                |                     | –                         | –                   |
| 1975/1976                                                                                         | I liga                           | 8                                | 1/8             |                 |                    | –                   | –                   |                     | –                         | –                   |
| 1976/1977                                                                                         | I liga                           | 8                                | 1/2             | G               |                    | –                   | –                   |                     | –                         | G                   |
| 1977/1978                                                                                         | I liga                           | 5                                | 1/2             | ?               |                    | –                   | –                   |                     | –                         | –                   |
| 1978/1979                                                                                         | I liga                           | 6                                | 1/8             |                 |                    | –                   | –                   |                     | –                         | –                   |
| 1979/1980                                                                                         | I liga                           | 3                                | Z               |                 |                    | –                   | –                   |                     | –                         | –                   |
| 1980/1981                                                                                         | I liga                           | 5                                | Z               |                 |                    | –                   | –                   |                     | 1/16                      | –                   |
| 1981/1982                                                                                         | I liga                           | 4                                | 1/8             |                 |                    | –                   | –                   |                     | 1/4                       | –                   |
| 1982/1983                                                                                         | I liga                           | 8                                | 1/4             |                 | –                  | –                   | –                   |                     | –                         | –                   |
| 1983/1984                                                                                         | I liga                           | 5                                | 1/8             |                 |                    | –                   | –                   |                     | –                         | –                   |
| 1984/1985                                                                                         | I liga                           | 2                                | 1/4             |                 |                    | –                   | –                   |                     | –                         | –                   |
| 1985/1986                                                                                         | I liga                           | 2                                | 1/4             |                 |                    | –                   | 1/8                 |                     | –                         | G                   |
| 1986/1987                                                                                         | I liga                           | 5                                | 1/8             |                 | –                  | –                   | 1/16                |                     | –                         | –                   |
| 1987/1988                                                                                         | I liga                           | 3                                | F               |                 | –                  | –                   | –                   |                     | –                         | –                   |
| 1988/1989                                                                                         | I liga                           | 4                                | Z               |                 | Z                  | –                   | 1/32                |                     | –                         | –                   |
| 1989/1990                                                                                         | I liga                           | 7                                | Z               |                 | F                  | –                   | –                   |                     | 1/16                      | –                   |
| 1990/1991                                                                                         | I liga                           | 9                                | F               |                 | –                  | –                   | –                   |                     | 1/2                       | –                   |
| 1991/1992                                                                                         | I liga                           | 10                               | 1/8             |                 | –                  | –                   | –                   |                     | –                         | –                   |
| 1992/1993                                                                                         | I liga                           | 2                                | 1/2             |                 |                    | –                   | –                   |                     | –                         | –                   |
| 1993/1994                                                                                         | I liga                           | 1                                | Z               |                 | Z                  | –                   | –                   |                     | –                         | –                   |
| 1994/1995                                                                                         | I liga                           | 1                                | Z               |                 | F                  | W                   | –                   |                     | –                         | –                   |
| 1995/1996                                                                                         | I liga                           | 2                                | 1/16            |                 | –                  | 1/4                 | –                   |                     | –                         | –                   |
| 1996/1997                                                                                         | I liga                           | 2                                | Z               |                 | Z                  | –                   | 1/16                |                     | –                         | –                   |
| 1997/1998                                                                                         | I liga                           | 5                                | 1/8             |                 | –                  | –                   | –                   |                     | 1/16                      | –                   |
| 1998/1999                                                                                         | I liga                           | 3                                | 1/8             |                 | –                  | –                   | –                   |                     | –                         | –                   |
| 1999/2000                                                                                         | I liga                           | 4                                | 1/4             | F               | –                  | –                   | 2R                  |                     |                           | –                   |
| 2000/2001                                                                                         | I liga                           | 3                                | 1/4             | 1/4             | –                  | –                   | –                   |                     |                           | –                   |
| 2001/2002                                                                                         | I liga                           | 1                                | 1/4             | Z               |                    | –                   | 2R                  |                     |                           | –                   |
| 2002/2003                                                                                         | I liga                           | 4                                | 1/8             |                 |                    | 3R                  | 2R                  |                     |                           | –                   |
| 2003/2004                                                                                         | I liga                           | 2                                | F               |                 | –                  | –                   | –                   |                     |                           | –                   |
| 2004/2005                                                                                         | I liga                           | 3                                | 1/2             |                 |                    | –                   | 3R                  |                     |                           | –                   |
| 2005/2006                                                                                         | I liga                           | 1                                | 1/4             |                 | F                  | –                   | 2R                  |                     |                           | –                   |
| 2006/2007                                                                                         | I liga                           | 3                                | 1/16            | 1/4             | –                  | 3R                  | 3R                  |                     |                           | 2R                  |
| 2007/2008                                                                                         | I liga                           | 2                                | Z               | F               | Z                  | –                   | –                   |                     |                           | –                   |
| 2008/2009                                                                                         | Ekstraklasa                      | 2                                | 1/2             | 1/4             | –                  | –                   | 2R                  |                     |                           |                     |
| 2009/2010                                                                                         | Ekstraklasa                      | 4                                | 1/4             |                 | –                  | –                   | 3R                  |                     |                           |                     |
| 2010/2011                                                                                         | Ekstraklasa                      | 3                                | Z               |                 |                    | –                   | –                   |                     |                           |                     |
| 2011/2012                                                                                         | Ekstraklasa                      | 3                                | Z               |                 | F                  | –                   | 1/16                |                     |                           |                     |
| 2012/2013                                                                                         | Ekstraklasa                      | 1                                | Z               |                 |                    | –                   | 4R                  |                     |                           |                     |
| 2013/2014                                                                                         | Ekstraklasa                      | 1                                | 1/8             |                 | F                  | 4R                  | G                   |                     |                           |                     |
| 2014/2015                                                                                         | Ekstraklasa                      | 2                                | Z               |                 | F                  | 3R                  | 1/16                |                     |                           |                     |
| 2015/2016                                                                                         | Ekstraklasa                      | 1                                | Z               |                 | F                  | –                   | G                   |                     |                           |                     |
| 2016/2017                                                                                         | Ekstraklasa                      | 1                                | 1/16            |                 | F                  | G                   | 1/16                |                     |                           |                     |
| 2017/2018                                                                                         | Ekstraklasa                      | 1                                | Z               |                 | F                  | 3R                  | 4R                  |                     |                           |                     |
| 2018/2019                                                                                         | Ekstraklasa                      | 2                                | 1/4             |                 | –                  | 2R                  | 3R                  |                     |                           |                     |
| 2019/2020                                                                                         | Ekstraklasa                      | 1                                | 1/2             |                 | F                  | –                   | 4R                  |                     |                           |                     |
| 2020/2021                                                                                         | Ekstraklasa                      | 1                                | 1/4             |                 | F                  | 2R                  | 4R                  |                     |                           |                     |
| 2021/2022                                                                                         | Ekstraklasa                      | 10                               | 1/2             |                 | –                  | 3R                  | G                   | –                   |                           |                     |
| 2022/2023                                                                                         | Ekstraklasa                      | 2                                | Z               |                 | Z                  | –                   | –                   | –                   |                           |                     |
| 2023/2024                                                                                         | Ekstraklasa                      | 3                                | 1/8             |                 | –                  | –                   | –                   | 1/16                |                           |                     |
| 2024/2025                                                                                         | Ekstraklasa                      | 5                                | Z               |                 | Z                  | –                   | –                   | 1/4                 |                           |                     |

- W latach 1921–1926 oraz 1946–1947 mistrzostwa Polski rozgrywano systemem ligowo-pucharowym.
- W 1951 roku tytuł mistrzowski został przyznany zdobywcy Pucharu Polski (Ruch Chorzów).
- W sezonie 1992/1993 po krajowy czempionat sięgnęła Legia. Jednakże, w związku z podejrzeniami o niesportową postawę w trakcie rozgrywek, unieważniono wynik meczu Wisła Kraków – Legia Warszawa (0:6, sędzia: Marian Dusza) w ostatniej kolejce spotkań. Tym samym ligowe zmagania ostatecznie wygrał Lech Poznań, natomiast Legia (jako nowy wicemistrz) karnie nie została dopuszczona do gry w europejskich pucharach.

## Legia w rozgrywkach

### Liga polska

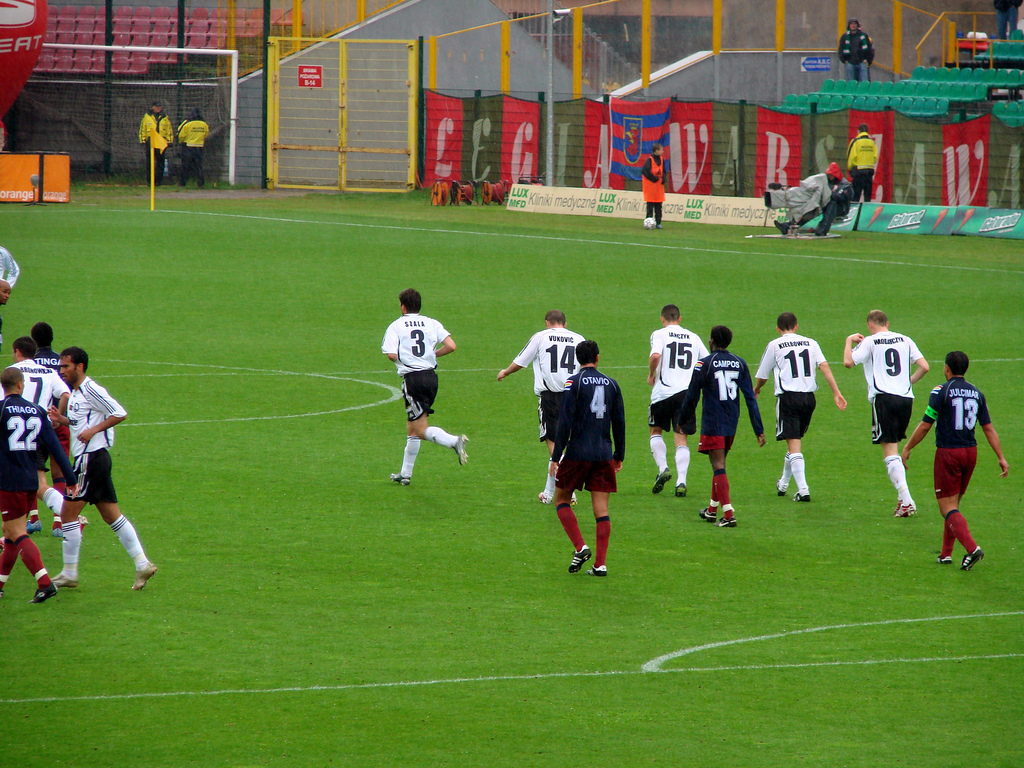
Mecz Legia Warszawa – Pogoń Szczecin

Działacze Legii byli głównymi inicjatorami utworzenia nowoczesnych ogólnokrajowych rozgrywek ligowych w Polsce. Na fali zmian sanacyjnych, zapoczątkowanych wiosną 1926 roku przez przewrót majowy, do władzy w rodzimym sporcie doszli ludzie wywodzący się ze środowisk wojskowych, toteż obowiązujący system rozgrywkowy poddano historycznej reformie. Jesienią 1926, w porozumieniu z czołówką polskich klubów, przedstawiciele Legii rozpoczęli wzmożone działania mające na celu założenie ligi. Udało się to już na przełomie 1926 i 1927 roku, więc jedną z drużyn pierwszoligowych premierowego sezonu 1927 stanowili warszawianie. Pierwszym prezesem utworzonych rozgrywek został prezes Legii – gen. bryg. Roman Górecki. Z najwyższego poziomu ligowego legioniści spadli tylko raz, w sezonie 1936. Łącznie klub rozegrał 88 sezonów na najwyższym szczeblu (1927–1936 i od 1948 do dziś). Warszawski zespół po spadku z ekstraklasy grał w niższych ligach przez dwa sezony (1937 – warszawska klasa A i 1938 – liga okręgowa; po uzyskaniu pierwszego miejsca w tej klasie Legia przegrała awans do Ligi Polskiej w barażach). W 1939 roku z powodu rozwiązania sekcji piłkarskiej nie przystąpiono do żadnych rozgrywek.
Wojskowi wrócili do najwyższej klasy rozgrywkowej w pierwszym powojennym sezonie w 1948. Od tego momentu występują w niej nieprzerwanie. Legia od lat 90. XX wieku zajmuje 1. miejsce w tabeli wszech czasów Ekstraklasy.
W swej dotychczasowej historii Legia wygrała ligę piętnaście razy, czternastokrotnie była druga i czternastokrotnie trzecia. Warszawski klub zajmuje pierwszą pozycję pod względem liczby mistrzostw Polski ogółem.
| Bilans Legii w ekstraklasie |            |        |         |
| Mecze (sezony)              | Zwycięstwa | Remisy | Porażki |
| 2468 (88)                   | 1217       | 611    | 640     |

Tabela uwzględnia sezony 1927–1936 oraz 1948–2024/2025 (łącznie 88).

### Puchar Polski
Legia zdobyła dwadzieścia jeden Pucharów Polski, najwięcej ze wszystkich klubów. W tabeli wszech czasów jest na pierwszym miejscu, przed Górnikiem Zabrze, który sięgnął po trofeum sześciokrotnie. Legioniści przegrali w finale sześć razy, w tym jeden raz porażkę poniosły rezerwy klubu (wspomagane przez graczy pierwszej ekipy, która odpadła wcześniej).
| Finały Pucharu Polski z udziałem Legii | Finały Pucharu Polski z udziałem Legii | Finały Pucharu Polski z udziałem Legii |
| Data                                   | Przeciwnik                             | Wynik                                  |
| -------------------------------------- | -------------------------------------- | -------------------------------------- |
| 21.12.1952                             | Polonia Warszawa                       | 0:1                                    |
| 29.09.1955                             | Lechia Gdańsk                          | 5:0                                    |
| 24.06.1956                             | Górnik Zabrze                          | 3:0                                    |
| 1.05.1964                              | Polonia Bytom                          | 2:1                                    |
| 15.08.1966                             | Górnik Zabrze                          | 2:1                                    |
| 12.05.1969                             | Górnik Zabrze                          | 0:2                                    |
| 4.06.1972                              | Górnik Zabrze                          | 2:5                                    |
| 17.06.1973                             | Polonia Bytom                          | 0:0, k. 4:2                            |
| 9.05.1980                              | Lech Poznań                            | 5:0                                    |
| 24.06.1981                             | Pogoń Szczecin                         | 1:0                                    |
| 23.06.1988                             | Lech Poznań                            | 1:1, k. 2:3                            |
| 24.06.1989                             | Jagiellonia Białystok                  | 5:2                                    |
| 17.06.1990                             | GKS Katowice                           | 2:0                                    |
| 23.06.1991                             | GKS Katowice                           | 0:1                                    |
| 18.06.1994                             | ŁKS Łódź                               | 2:0                                    |
| 18.06.1995                             | GKS Katowice                           | 2:0                                    |
| 29.06.1997                             | GKS Katowice                           | 2:0                                    |
| 18.05.2004 1.06.2004                   | Lech Poznań                            | 0:2, 1:0                               |
| 13.05.2008                             | Wisła Kraków                           | 0:0, k. 4:3                            |
| 3.05.2011                              | Lech Poznań                            | 1:1, k. 5:4                            |
| 24.04.2012                             | Ruch Chorzów                           | 3:0                                    |
| 2.05.2013 8.05.2013                    | Śląsk Wrocław                          | 2:0, 0:1                               |
| 2.05.2015                              | Lech Poznań                            | 2:1                                    |
| 2.05.2016                              | Lech Poznań                            | 1:0                                    |
| 2.05.2018                              | Arka Gdynia                            | 2:1                                    |
| 2.05.2023                              | Raków Częstochowa                      | 0:0, k. 6:5                            |
| 2.05.2025                              | Pogoń Szczecin                         | 4:3                                    |

### Puchar Ligi
Legia sięgnęła po Puchar Ligi raz, w edycji 2001/02. W pierwszym finałowym meczu pokonała Wisłę Kraków 3:0 w Warszawie, a w rewanżu przegrała 1:2 w Krakowie. Z lepszym bilansem bramek Wojskowi zdobyli trofeum. Legioniści przegrali w finale dwukrotnie – w edycji 1999/00 z Polonią Warszawa (1:2) oraz z Dyskobolią Grodzisk Wielkopolski w sezonie 2007/08 (1:4).
| Finały Pucharu Ligi z udziałem Legii | Finały Pucharu Ligi z udziałem Legii | Finały Pucharu Ligi z udziałem Legii |
| Data                                 | Przeciwnik                           | Wynik                                |
| ------------------------------------ | ------------------------------------ | ------------------------------------ |
| 25.04.2000                           | Polonia Warszawa                     | 1:2                                  |
| 22.05.2002 26.05.2002                | Wisła Kraków                         | 3:0, 1:2                             |
| 17.05.2008                           | Dyskobolia Grodzisk Wielkopolski     | 1:4                                  |

### Superpuchar Polski
Legia Warszawa sześciokrotnie zdobyła Superpuchar Polski, a jedenastokrotnie poniosła porażkę w meczu o to trofeum.
W pierwszym starciu w 1989 roku Wojskowi pokonali Ruch Chorzów 3:0 w Zamościu. Rok później przegrali w Bydgoszczy z Lechem Poznań 1:3. W spotkaniu rozgrywanym w Płocku w 1994 roku zespół z Warszawy wygrał z ŁKS-em Łódź 6:4. W 1995 roku w Rzeszowie triumfował GKS Katowice, wygrywając 1:0. Dwa lata później w stolicy legioniści zwyciężyli łódzki Widzew 2:1. W 2006 roku, w swoim szóstym tego typu starciu, Wojskowi przegrali na własnym stadionie z Wisłą Płock 1:2. W 2008 Legia zdobyła puchar po raz czwarty, pokonując w Ostrowcu Świętokrzyskim Wisłę Kraków 2:1. W 2012 roku w Warszawie drużyna przegrała ze Śląskiem Wrocław (1:1 w regulaminowym czasie gry, 2:4 w rzutach karnych). Po dwóch sezonach warszawianie znów stanęli przed szansą sięgnięcia po trofeum. W spotkaniu rozegranym na stadionie Legii przegrali jednak z Zawiszą Bydgoszcz 2:3. Rok później Wojskowi ulegli Lechowi Poznań 1:3 na boisku rywala. Kolejna edycja to ponownie porażka Legii z Lechem – tym razem w stosunku 1:4 przy Łazienkowskiej. W 2017 roku legioniści musieli uznać wyższość Arki Gdynia, przegrywając w Warszawie po rzutach karnych 3:4 (w regulaminowym czasie gry było 1:1). Rok później gdynianie znów okazali się lepsi – Legia przegrała przy Łazienkowskiej 2:3. W 2020 roku Wojskowi ulegli w Warszawie Cracovii po serii rzutów karnych 4:5 (w podstawowym czasie gry padł bezbramkowy remis). W kolejnej odsłonie pogromcami warszawian okazali się piłkarze Rakowa Częstochowa, zwycięzcy poprzedniej edycji Pucharu Polski (1:1, 3:4 w rzutach karnych).
15 lipca 2023, po piętnastoletniej przerwie, legioniści sięgnęli po trofeum, wygrywając z Rakowem Częstochowa w serii rzutów karnych (0:0, k. 6:5). Dwa lata później również zwyciężyli — byli lepsi od poznańskiego Lecha na wyjeździe (2:1).
Ponadto klub uprawniony był do rywalizacji jeszcze w pięciu takich meczach, jednak edycji z lat 1980, 1993, 2002, 2011 i 2013 nie rozegrano.
| Mecze o Superpuchar Polski z udziałem Legii | Mecze o Superpuchar Polski z udziałem Legii | Mecze o Superpuchar Polski z udziałem Legii |
| Data                                        | Przeciwnik                                  | Wynik                                       |
| ------------------------------------------- | ------------------------------------------- | ------------------------------------------- |
| 8.07.1989                                   | Ruch Chorzów                                | 3:0                                         |
| 9.09.1990                                   | Lech Poznań                                 | 1:3                                         |
| 24.07.1994                                  | ŁKS Łódź                                    | 6:4                                         |
| 2.09.1995                                   | GKS Katowice                                | 0:1                                         |
| 3.08.1997                                   | Widzew Łódź                                 | 2:1                                         |
| 22.07.2006                                  | Wisła Płock                                 | 1:2                                         |
| 20.07.2008                                  | Wisła Kraków                                | 2:1                                         |
| 12.08.2012                                  | Śląsk Wrocław                               | 1:1 (k. 2:4)                                |
| 9.07.2014                                   | Zawisza Bydgoszcz                           | 2:3                                         |
| 10.07.2015                                  | Lech Poznań                                 | 1:3                                         |
| 7.07.2016                                   | Lech Poznań                                 | 1:4                                         |
| 7.07.2017                                   | Arka Gdynia                                 | 1:1 (k. 3:4)                                |
| 14.07.2018                                  | Arka Gdynia                                 | 2:3                                         |
| 9.10.2020                                   | Cracovia                                    | 0:0 (k. 4:5)                                |
| 17.07.2021                                  | Raków Częstochowa                           | 1:1 (k. 3:4)                                |
| 15.07.2023                                  | Raków Częstochowa                           | 0:0 (k. 6:5)                                |
| 13.07.2025                                  | Lech Poznań                                 | 2:1                                         |

### Europejskie puchary
Dotychczas Legia rozegrała 301 meczów w europejskich pucharach (włącznie z eliminacjami). Największymi sukcesami były: osiągnięcie półfinału Pucharu Europy Mistrzów Krajowych 1969/70, ćwierćfinału w 1970/71, a także ćwierćfinału Ligi Mistrzów UEFA 1995/96. W Pucharze Zdobywców Pucharów klub osiągnął półfinał w sezonie 1990/91, a także dwukrotnie ćwierćfinał w sezonach 1964/65 i 1981/82. W Lidze Konferencji UEFA Legia doszła do ćwierćfinału w sezonie 2024/25. Legioniści wygrali również grupę Pucharu Intertoto w 1967 roku.
Najskuteczniejszym zawodnikiem w Europie w barwach Legii jest Miroslav Radović (18 trafień). Najwięcej meczów podczas europejskich zmagań rozegrał Michał Kucharczyk (67).
Stan na 17 kwietnia 2025
| Bilans Legii w europejskich pucharach |            |        |         |
| Mecze                                 | Zwycięstwa | Remisy | Porażki |
| 301                                   | 135        | 71     | 95      |

## Rywalizacja lokalna

### Derby Warszawy
Derby stolicy – obok krakowskich, łódzkich i górnośląskich – należą do najważniejszych w Polsce. Najsłynniejszymi derbami Warszawy stały się na przestrzeni lat pojedynki Legii z Polonią (lata międzywojenne i od lat 90.) oraz Legii przeciwko Gwardii (od lat 50. do lat 80.)
Do pierwszego meczu pomiędzy Legią i Polonią doszło tuż po przenosinach Wojskowych do stolicy – 29 kwietnia 1917 na Agrykoli. Towarzyska potyczka zakończyła się remisem 1:1. 10 kwietnia 1927 na stadionie Legii rozegrano natomiast premierowe ligowe derby, które również nie przyniosły rozstrzygnięcia (2:2).
Łącznie, w bilansie wszystkich rozgrywanych meczów (liga oraz puchary) obie drużyny mają po 29 zwycięstw, a 20 meczów zakończyło się remisem.
Stan na 30 marca 2013
| Wszystkie mecze |                  |        |                    |
| Mecze           | Zwycięstwa Legii | Remisy | Zwycięstwa Polonii |
| 78              | 29               | 20     | 29                 |

### Inni lokalni rywale
Oprócz Polonii, Legia rozgrywała mecze również z innymi warszawskimi zespołami – z Okęciem, Marymontem i Lotnikiem Warszawa Wojskowi grali po jednym razie. Wszystkie mecze odbyły się w ramach Pucharu Polski i zakończyły zwycięstwami legionistów.
Z innych warszawskich klubów Legia najczęściej grała z Gwardią. Bilans wszystkich spotkań wypada na korzyść Wojskowych, ale Harpagony (przydomek zawodników Gwardii) prowadzą w statystykach meczów u siebie. Ostatni mecz pomiędzy drużynami odbył się 7 maja 1983 w lidze i zakończył wygraną legionistów 2:1.
Z Warszawianką wszystkie dwadzieścia meczów Legia grała w lidze, przed II wojną światową. Wygrała dziesięć, dwa zremisowała i osiem przegrała.
| Wszystkie mecze |                  |        |                         |
| Mecze           | Zwycięstwa Legii | Remisy | Zwycięstwa Gwardii      |
| 50              | 19               | 16     | 15                      |
| Mecze           | Zwycięstwa Legii | Remisy | Zwycięstwa Warszawianki |
| 20              | 10               | 2      | 8                       |

## Historyczne nazwy klubu
| Lp. | Okres obowiązywania | Okres obowiązywania | Nazwa                                                              |
| --- | ------------------- | ------------------- | ------------------------------------------------------------------ |
| 1.  | marzec 1916         | listopad 1918       | Drużyna Sportowa Legia (drużyna Legionowa)                         |
| 2.  | 14 marca 1920       | 31 lipca 1922       | Wojskowy Klub Sportowy (WKS) Warszawa                              |
| 3.  | 31 lipca 1922       | kwiecień 1945       | Wojskowy Klub Sportowy (WKS) Legia Warszawa                        |
| 4.  | kwiecień 1945       | czerwiec 1945       | I Wojskowy Klub Sportowy (WKS) Warszawa                            |
| 5.  | czerwiec 1945       | 1 maja 1950         | I Wojskowy Klub Sportowy (WKS) Legia Warszawa                      |
| 6.  | 1 maja 1950         | 26 stycznia 1957    | Centralny Wojskowy Klub Sportowy (CWKS) Warszawa                   |
| 7.  | 26 stycznia 1957    | 7 sierpnia 1973     | Wojskowy Klub Sportowy (WKS) Legia Warszawa                        |
| 8.  | 7 sierpnia 1973     | 25 kwietnia 1989    | Centralny Wojskowy Klub Sportowy (CWKS) Legia Warszawa             |
| 9.  | 25 kwietnia 1989    | 4 lutego 1997       | Autonomiczna Sekcja Piłki Nożnej (ASPN) CWKS Legia Warszawa        |
| 10. | 4 lutego 1997       | 12 lutego 1997      | Autonomiczna Sekcja Piłki Nożnej (ASPN) CWKS Legia-Daewoo Warszawa |
| 11. | 12 lutego 1997      | 1 lipca 2001        | Sportowa Spółka Akcyjna (SSA) ASPN CWKS Legia-Daewoo Warszawa      |
| 12. | 1 lipca 2001        | 13 czerwca 2003     | Sportowa Spółka Akcyjna (SSA) ASPN CWKS Legia Warszawa             |
| 13. | 13 czerwca 2003     | 11 lipca 2012       | Klub Piłkarski Legia Warszawa Sportowa Spółka Akcyjna              |
| 14. | 11 lipca 2012       | –                   | Legia Warszawa Spółka Akcyjna                                      |

## Barwy i herb

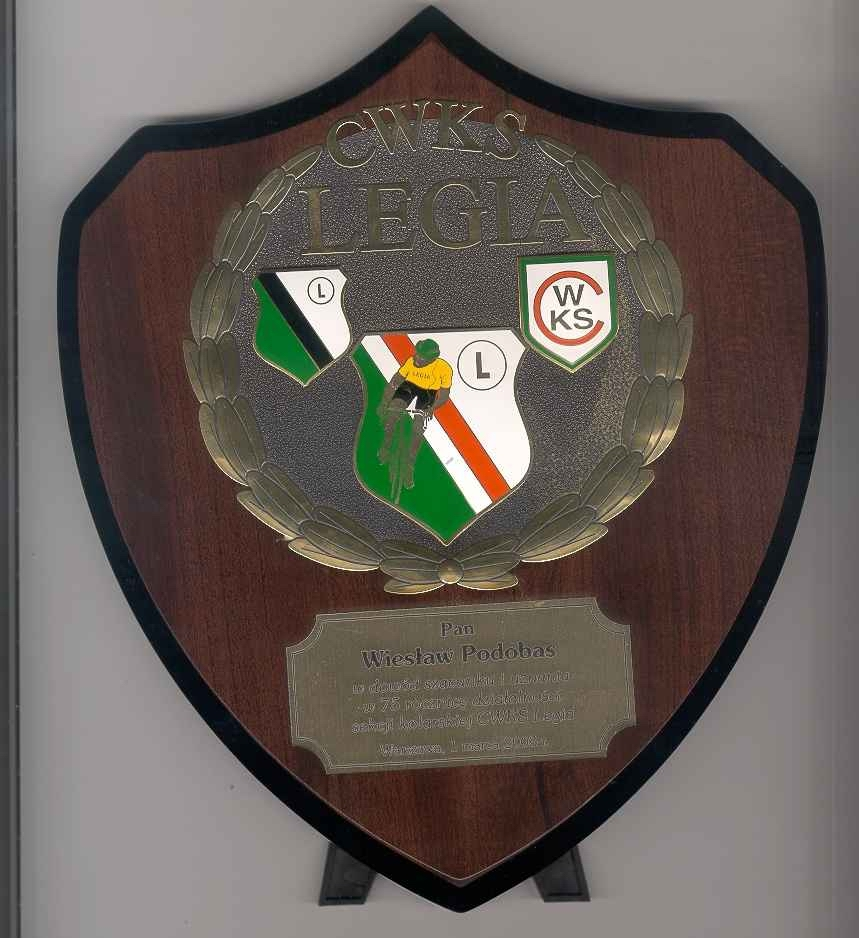
Herby Legii (1927, 1957 i 1950)

Legia ma barwy czerwono-biało-zielono-czarne. Każda z nich ma swoje znaczenie; chociaż w różnych okresach często brakowało jednego lub dwóch kolorów, za to nie było nigdy innych niż te cztery. Biel i czerwień to odwołanie do Polski i patriotyzmu założycieli klubu. Zieleń i biel przejęte zostały po fuzji od najstarszego klubu warszawskiego – Korony, a czerń jest odwołaniem do Czarnych Lwów, którzy uznawani byli za pierwszy polski klub sportowy – Legia miała być pierwszym klubem wojskowym. Od początku XXI wieku legioniści zazwyczaj noszą białe lub zielone koszulki, a dodatkowy komplet strojów jest czerwony. Nigdy nie było strojów czarnych, ale pierwsze trykoty Wojskowych miały czarny pas na białym tle.
Herby Legii na przestrzeni lat
Na koszulkach piłkarzy Legii, w przeciwieństwie do innych drużyn, nie zawsze widniał herb. Najdłużej legioniści grają z samą „elką” na piersi. Z tym symbolem, który znajdował się prawie w każdym herbie Legii w ciągu ponad 100 lat jej istnienia, piłkarze rozgrywali swoje mecze w latach 1960–1996, 2002–2007 i 2009–obecnie.

Herb Legii w latach 1927–1950

- 1916–1917: Pierwszy herb to biała litera L (znak Legionów Polskich) na czarnej, uproszczonej polskiej tarczy herbowej. Został zaczerpnięty z wzoru orzełka legionowego. Symbol umieszczony na koszulkach nawiązywał do pierwszej litery nazwy klubu, a także podkreślał rodowód z Legionów.
- 1917: Po przeniesieniu działalności do Warszawy w herbie po raz pierwszy pojawiła się „elka” w kółeczku – miało to miejsce w lipcu 1917 roku podczas walnego zgromadzenia członków klubu. Wnętrze było białe, z czarnym pasem biegnącym ukośnie od lewego górnego rogu. Miał on nawiązywać do strojów, w których zespół występował w latach 1916–1917. Herb funkcjonował jedynie przez kilka spotkań, ponieważ sytuacja polityczna uniemożliwiła dalszą działalność Legii.
- 1922–1926: Trzeci herb Legii powstał po fuzji z Koroną Warszawa. Pozostawiono legijną nazwę, ale przyjęto barwy Korony – biało-zielone. Opracowano wówczas nowy wzór emblematu klubowego, który znany warszawski grawer, Józef Michrowski, umieścił na pierwszych oficjalnych odznakach klubowych. Piłkarze Legii identyfikowali się z emblematem do przełomu 1925 i 1926 roku. Znak przedstawiał okrągłą zieloną tarczę z białą obwódką. W środku tarczy widniał stylizowany napis „Legja”, a na białych brzegach „W.K.S.” oraz „Warszawa”.
- 1926: W jubileuszowym 1926 roku barwy Legii ponownie uzupełniono kolorem czarnym, a na koszulkach piłkarzy symbolicznie pojawił się herb z 1917 roku.
- 1927–1950, 1957: Czarno-biało-zielone barwy obowiązywały od początku 1926 roku, ale emblemat taki po raz pierwszy pojawił się na koszulkach dopiero rok później. Pozostał symbolem największych przedwojennych sukcesów Legii. Powrócił kolor czarny w postaci pasa rozdzielającego zieleń i biel – znak zawierał również „elkę” w kółeczku, a także charakterystyczny kształt tarczy. Herbu używano niezmiennie aż do wiosny 1950 roku.
- 1950–1957: Po reformie sportu w PRL-u zmieniano nazwy klubów odwołujących się do patriotyzmu (w przypadku Legii do Legionów Polskich). Utworzono Centralny Wojskowy Klub Sportowy Warszawa i po raz pierwszy odstąpiono od tradycyjnego kształtu tarczy herbowej, zamieniając ją na uproszczony wzór ze złoto-zielonym obramowaniem. W środku znalazła się duża, czerwona litera C z mniejszymi W oraz K i S wewnątrz.
- 1957–2005: Kolejny herb Legii, wprowadzony po „odwilży”, nawiązuje do pierwszych klubowych emblematów. Utrzymany został historyczny kształt, a tarczę na dwie części dzieli tym razem biały i czerwony pas. Pozostałe elementy zostały niezmienne w stosunku do przedostatniego znaku. Wprowadzone zostały barwy biało-czerwono-zielono-czarne, a po pewnym czasie zamieniono miejscami dwa pierwsze kolory.
- 2005: Oparta na korporacyjnych wzorcach polityka właściciela klubu oraz nieuregulowana kwestia praw do herbu skutkowały zmianą logo. Nowy emblemat utrzymał się jedynie przez kilka miesięcy, przy dezaprobacie kibiców, którzy określili znak „kapslem”. Herb wzorowany na modelu z 1957 roku otoczono obwódką z uwypukleniem w górnej części – w obwódkę wpisano „Klub piłkarski Legia Warszawa”, w uwypuklenie zaś rok założenia.
- 2005–2010: Po nieudanych negocjacjach KP z CWKS-em dotyczących używania herbu, władze Legii postanowiły wprowadzić emblemat wzorowany na pierwszym historycznym. Różnił się on od pierwotnego kształtem tarczy, która była trójkątna.
- 2010–?: Powrócono do herbu z 1957 roku, akceptowanego przez większość kibiców.

## Stadion

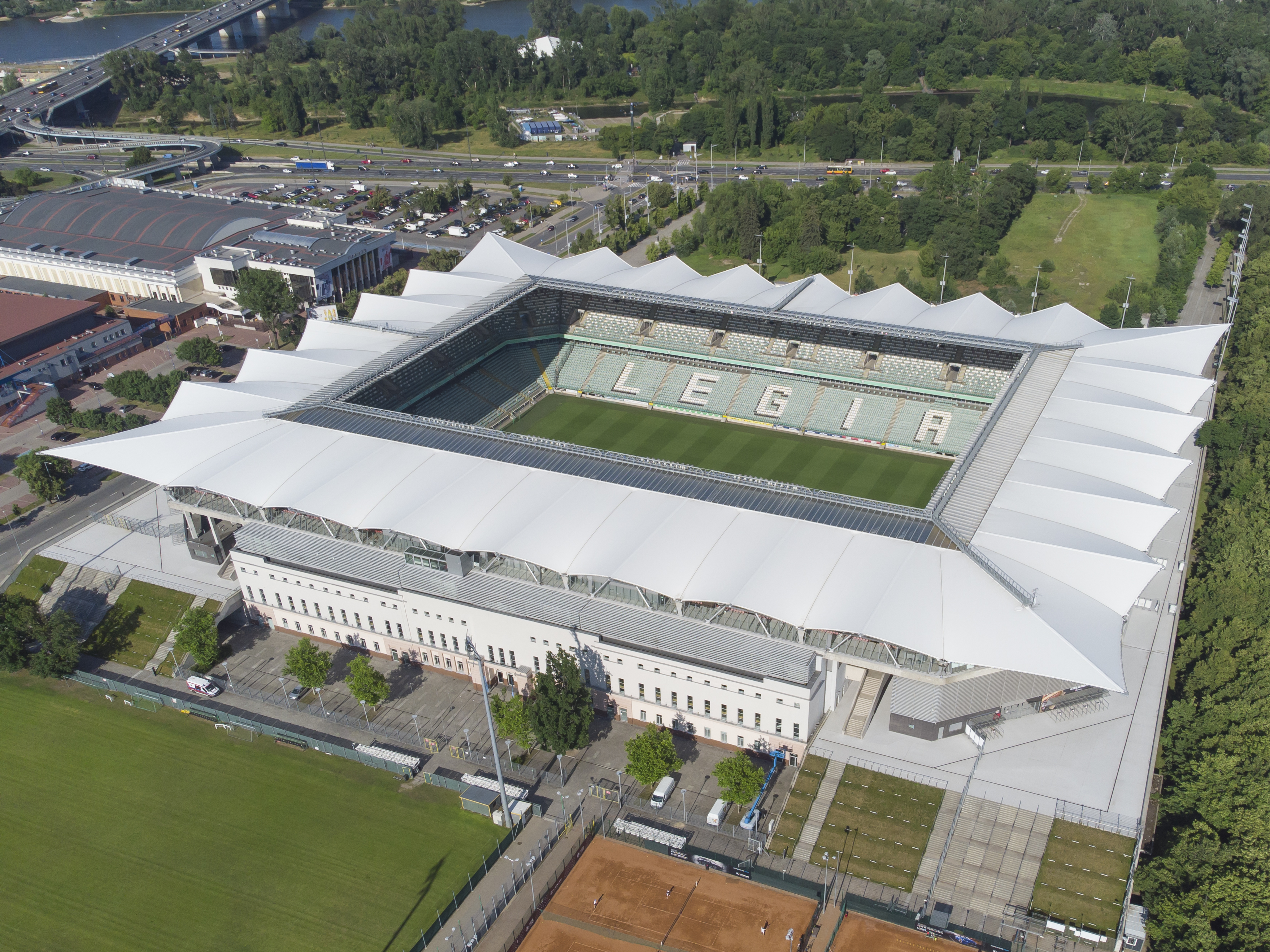
Widok z powietrza od strony południowo-zachodniej

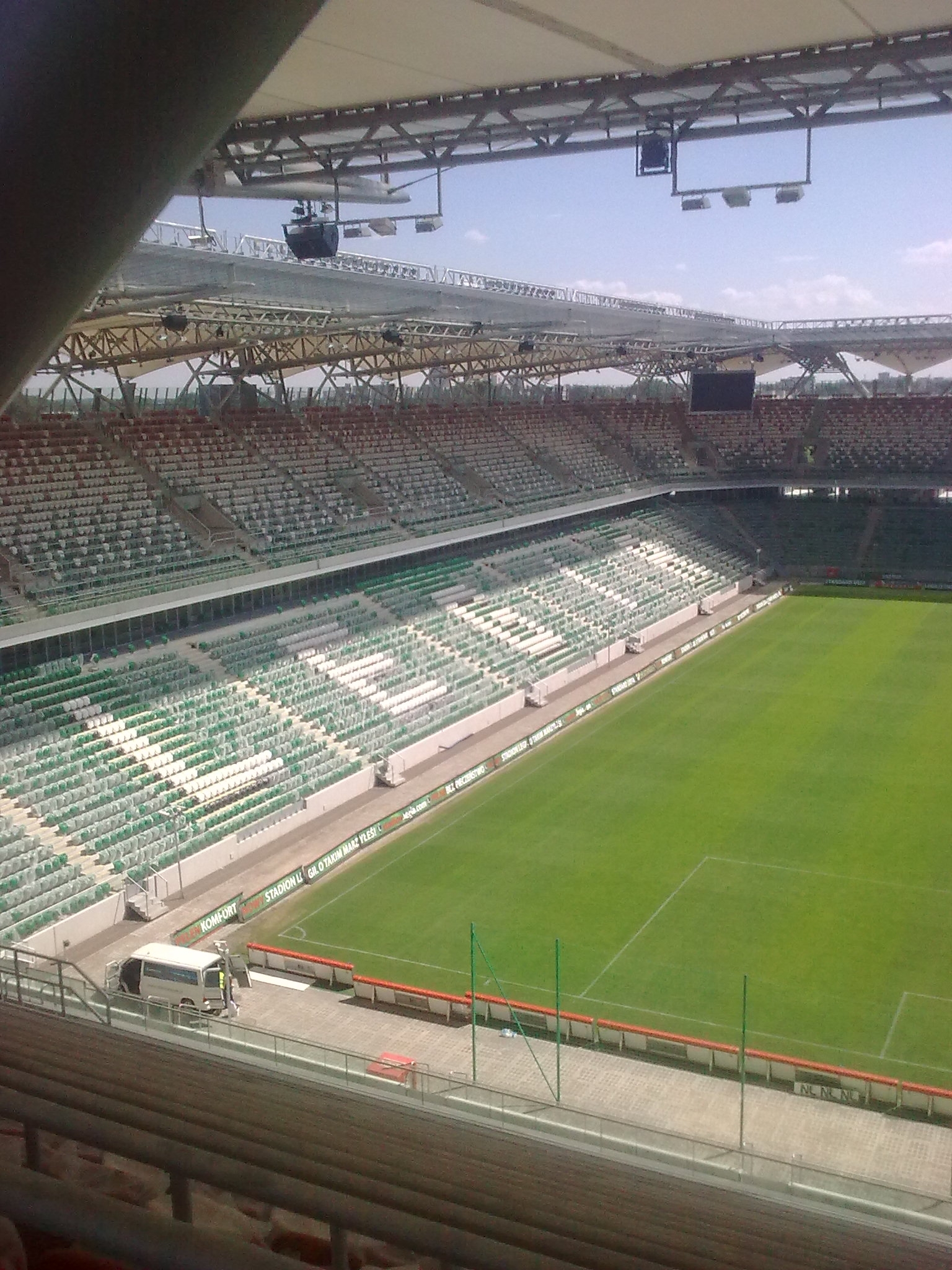
Trybuna wschodnia

Po I wojnie światowej Legia nie miała stałego miejsca, w którym mogłaby rozgrywać mecze. Swój własny stadion, jako pierwsza drużyna w Warszawie, otrzymała w 1922. Było to boisko Dowództwa Okręgu Korpusu, którego używano do zakończenia budowy nowego obiektu. W pierwszym meczu legioniści przegrali z Wisłą Kraków 0:3.
Od lat 30. XX wieku drużyna rozgrywa swoje mecze na Stadionie Wojska Polskiego im. Marszałka Józefa Piłsudskiego. Inauguracyjny mecz na tym obiekcie odbył się 9 sierpnia 1930 z nieistniejącym już hiszpańskim klubem piłkarskim CF Europa Barcelona (1:1, bramkę dla Legii po rzucie karnym w 22. minucie zdobył Henryk Martyna).
Pierwsze mecze ligowe rozegrano tutaj 24 sierpnia 1930 (Warszawianka grała z ŁKS-em Łódź, a zaraz potem Legia Warszawa z Czarnymi Lwów).
26 października 1930, w pierwszym międzynarodowym spotkaniu rozgrywanym przy ulicy Łazienkowskiej, reprezentacja Polski pokonała Łotwę 6:0.
Rekord frekwencji padł 19 września 1956 podczas meczu Pucharu Europy Mistrzów Krajowych ze Slovanem Bratysława oraz 8 czerwca 1958 podczas ligowej konfrontacji z ŁKS-em Łódź – na trybunach zasiadło wtedy po 40 000 widzów.
Do chwili przebudowy stadion był w stanie pomieścić 13 628 kibiców (w tym sektor gości – 1378 miejsc). Pojemność nowego obiektu to 31 006 miejsc. Projekt nie przewiduje dalszej rozbudowy, ponieważ stadion znajduje się w ciągu osi stanisławowskiej.
Żyleta

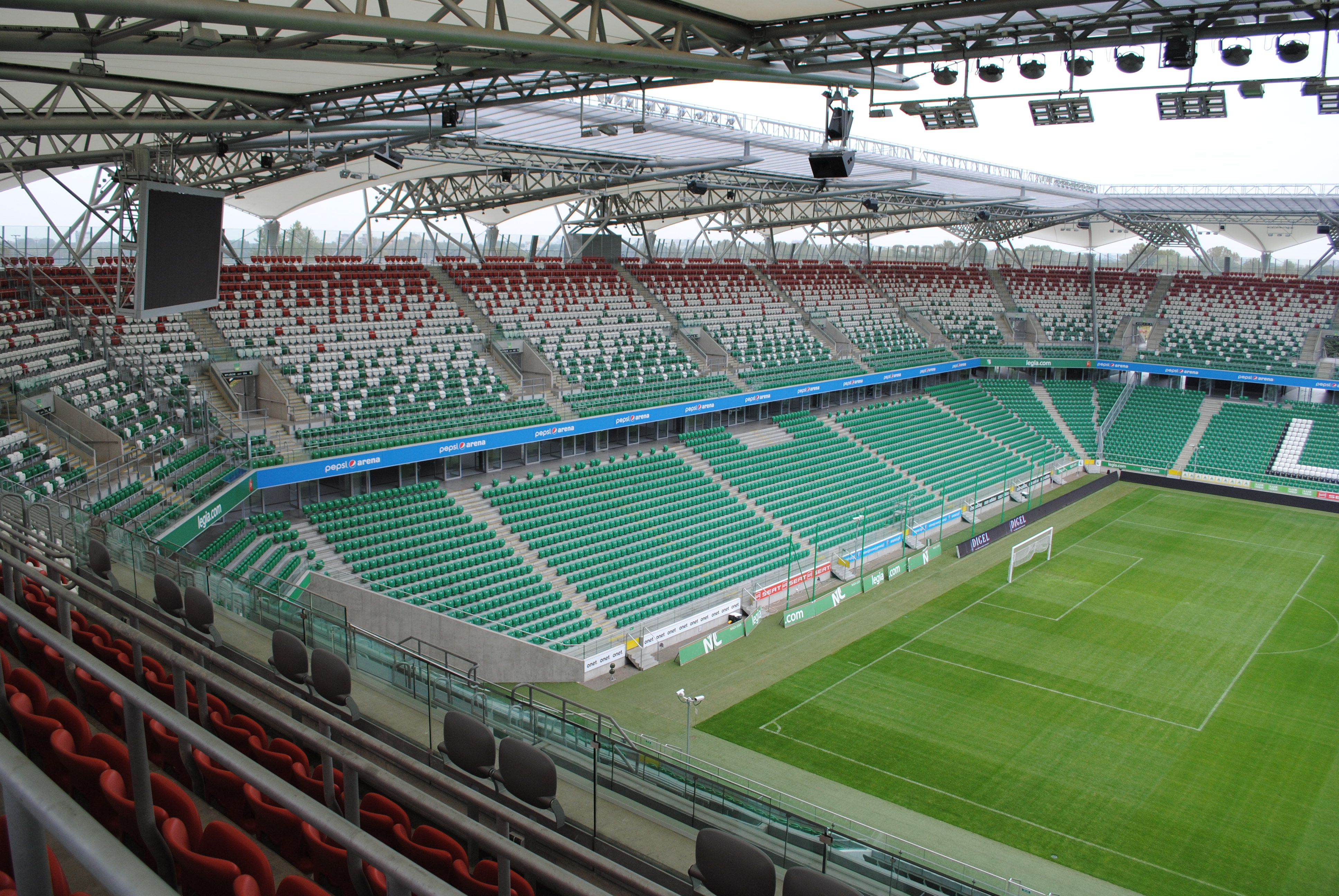
„Żyleta”

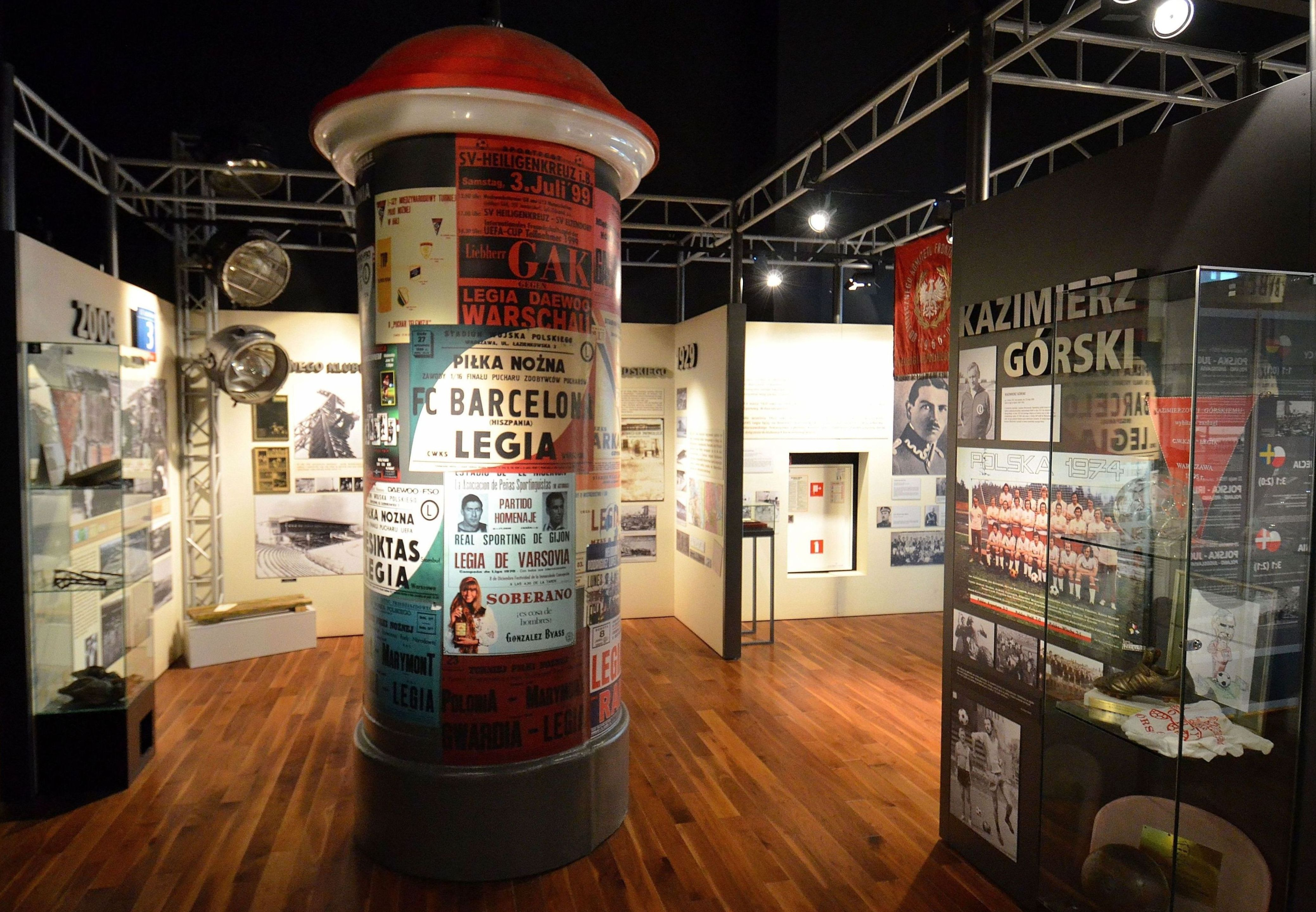
Fragment ekspozycji w Muzeum Legii Warszawa im. Wiktora Bołby

Żyleta to potoczna nazwa trybuny, na której zasiadają najzagorzalsi kibice klubu. Podczas użytkowania poprzedniego stadionu, popularnym i bardziej oficjalnym określeniem było również „trybuna otwarta” (nigdy nie została zadaszona).
Historia nazwy związana jest z tablicą reklamową żyletek marki Polsilver, zamontowanej nad środkowym sektorem dawnej trybuny w latach 70. Początkowo określenie odnosiło się wyłącznie do tego sektora, z czasem było już używane w kontekście całej trybuny – zostało pozytywnie przyjęte przez sympatyków warszawskiego klubu.
Na starym obiekcie Żyleta usytuowana była od strony ulicy Czerniakowskiej (obecna trybuna wschodnia), a na nowym stadionie miejsce dla najgłośniej dopingujących fanów znajduje się za bramką od ulicy Łazienkowskiej (trybuna północna).
Muzeum
21 kwietnia 2006, w ramach obchodów 90. rocznicy utworzenia klubu, w budynku stadionu otwarto Muzeum Legii Warszawa.
W październiku 2010, po oddaniu do użytku nowego obiektu piłkarskiego, muzeum zostało przeniesione do pomieszczenia znajdującego się na parterze części biurowo-usługowej, pod trybuną północną.
Kierownikiem i głównym inicjatorem działalności muzealnej był Wiktor Bołba.

## Piłkarze

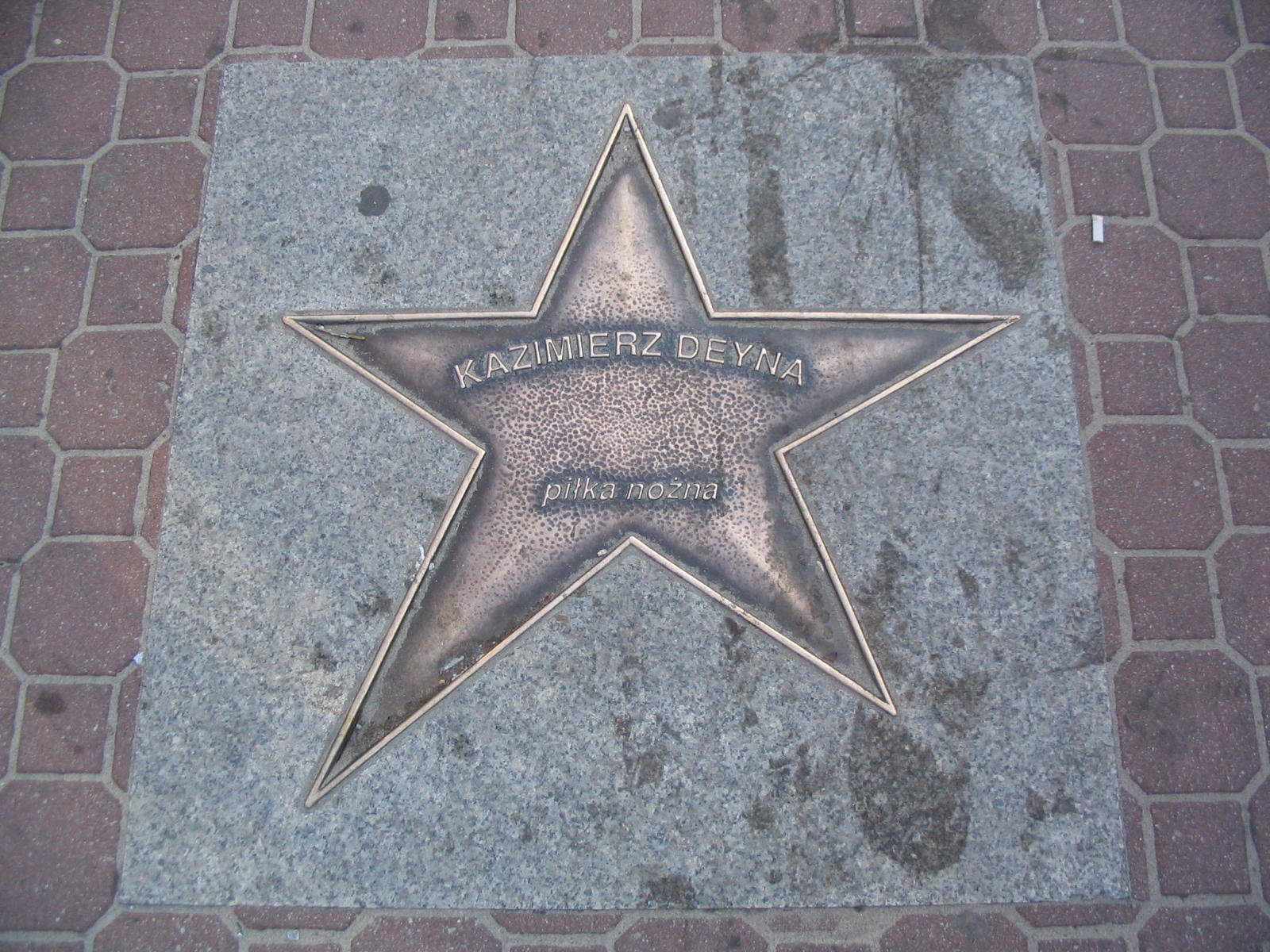
Gwiazda Kazimierza Deyny w Alei Gwiazd Sportu we Władysławowie

### Obecny skład
Stan na 18 lipca 2025
| Nr | Poz. | Piłkarz            |
| -- | ---- | ------------------ |
| 1  | BR   | Kacper Tobiasz     |
| 3  | OB   | Steve Kapuadi      |
| 4  | OB   | Marco Burch        |
| 5  | PO   | Claude Gonçalves   |
| 7  | PO   | Paweł Wszołek      |
| 8  | OB   | Rafał Augustyniak  |
| 9  | NA   | Migouel Alfarela   |
| 11 | PO   | Kacper Chodyna     |
| 12 | OB   | Radovan Pankov     |
| 13 | OB   | Arkadiusz Reca     |
| 17 | NA   | Illa Szkuryn       |
| 18 | NA   | Jean-Pierre Nsame  |
| 19 | OB   | Rúben Vinagre      |
| 20 | NA   | Jakub Żewłakow     |
| 21 | PO   | Wahan Biczachczian |

| Nr | Poz. | Piłkarz                 |
| -- | ---- | ----------------------- |
| 22 | PO   | Juergen Elitim          |
| 23 | PO   | Patryk Kun              |
| 24 | OB   | Jan Ziółkowski          |
| 25 | PO   | Ryōya Morishita         |
| 27 | BR   | Gabriel Kobylak         |
| 28 | NA   | Marc Gual               |
| 29 | NA   | Mileta Rajović          |
| 30 | OB   | Petar Stojanović        |
| 31 | BR   | Marcel Mendes-Dudziński |
| 50 | BR   | Wojciech Banasik        |
| 51 | PO   | Pascal Mozie            |
| 53 | PO   | Wojciech Urbański       |
| 55 | OB   | Artur Jędrzejczyk       |
| 67 | PO   | Bartosz Kapustka        |
| 71 | PO   | Mateusz Szczepaniak     |

### Piłkarze na wypożyczeniu
| Nr | Poz. | Piłkarz                                         |
| -- | ---- | ----------------------------------------------- |
|    | OB   | Sergio Barcia (w Las Palmas do 30 czerwca 2026) |
|    | PO   | Igor Strzałek (w Niecieczy do 30 czerwca 2026)  |

### Numery zastrzeżone
| Nr | Poz. | Piłkarz         |
| -- | ---- | --------------- |
| 10 | PO   | Kazimierz Deyna |

## Sztab szkoleniowy
Stan na 25 maja 2025
| Funkcja                                         | Imię i nazwisko             |
| ----------------------------------------------- | --------------------------- |
| Trener                                          | Edward Iordănescu           |
| Asystent trenera                                | Iñaki Astiz                 |
| Asystent trenera                                | Daniel Wojtasz              |
| Asystent trenera                                | Grzegorz Mokry              |
| Trener analityk                                 | Maciej Krzymień             |
| Trener bramkarzy                                | Krzysztof Dowhań            |
| Trener bramkarzy                                | Arkadiusz Malarz            |
| Szef działu przygotowania motoryczno-medycznego | Bartosz Bibrowicz           |
| Szef sztabu medycznego                          | Mateusz Dłutowski           |
| Trener przygotowania fizycznego                 | Dawid Goliński              |
| Trener przygotowania fizycznego                 | Jose Antonio Asian Clemente |
| Lekarz                                          | dr Maciej Kostewicz         |
| Szef fizjoterapeutów                            | Bartosz Kot                 |
| Fizjoterapeuta                                  | Maciej Treutz-Kuszyński     |
| Fizjoterapeuta                                  | Szymon Kałuża               |
| Fizjoterapeuta                                  | Kacper Balcerak             |
| Szef kuchni                                     | Michał Matuszewski          |
| Dietetyk                                        | Urszula Somow               |
| Kierownik Legia LAB                             | Piotr Żmijewski             |
| Dyrektor zespołu                                | Konrad Paśniewski           |
| Rzecznik prasowy                                | Bartosz Zasławski           |
| Kitman                                          | Sebastian Wołowicz          |
| Kitman                                          | Krzysztof Rzymowski         |

## Dotychczasowi trenerzy
W warszawskim zespole funkcję trenera sprawowało 56 osób. Najwięcej razy robił to Lucjan Brychczy – pięciokrotnie. Najdłużej podczas jednej kadencji trenował Legię Wacław Kuchar (były gracz Pogoni Lwów) – ponad cztery lata. W pierwszych latach działalności klubu rolę trenera spełniał jeden z zawodników, wyznaczany przez kierownictwo sekcji piłki nożnej.

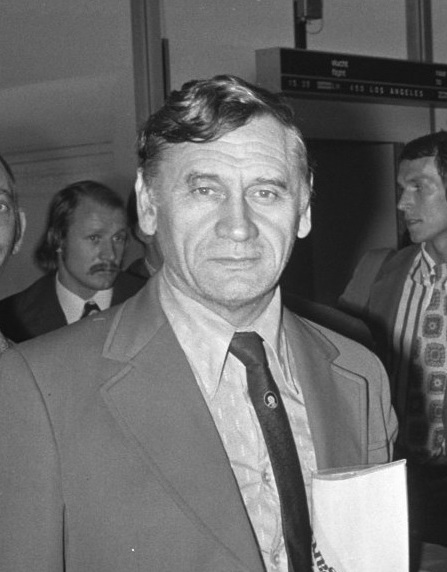
Kazimierz Górski prowadził Legię w latach 1959, 1960–1962 i 1981–1982

| Lp. | Imię i nazwisko     | Okres pracy | Okres pracy |
| --- | ------------------- | ----------- | ----------- |
| 1.  | Josef Ferenczi      | 10.12.1922  | 05.1923     |
| 2.  | Stanisław Mielech   | 05.1923     | 12.1924     |
| 3.  | Karl Fischer        | 29.05.1927  | 8.10.1927   |
| 4.  | Elemér Kovács       | 7.03.1928   | 15.11.1929  |
| 5.  | Józef Kałuża        | 03.1930     | 07.1930     |
| 6.  | Stanisław Mielech   | 06.1933     | 30.09.1933  |
| 7.  | Gustav Wieser       | 1.10.1933   | 1.11.1934   |
| 8.  | Karol Hanke         | ∼15.03.1936 | 12.1936     |
| 9.  | Wacław Przeździecki | 1938        | 1938        |
| 10. | Bogusław Grządziel  | 03.1945     | 12.04.1947  |
| 11. | František Dembický  | 12.04.1947  | 31.12.1947  |
| 12. | Edward Drabiński    | ∼01.1948    | 07.1948     |
| °.  | Marcel Demuynck     | ∼02.1948    | ∼05.1948    |
| 13. | Wacław Kuchar       | 25.08.1948  | 31.12.1948  |
| °.  | Marcel Demuynck     | ∼01.1949    | ∼03.1949    |
| 14. | Marian Schaller     | ∼1.03.1949  | 30.06.1949  |
| 15. | Wacław Kuchar       | 1.07.1949   | 31.12.1953  |
| 16. | János Steiner       | 02.1954     | 31.12.1955  |
| 17. | Ryszard Koncewicz   | 1.01.1956   | 31.12.1958  |
| 18. | Kazimierz Górski    | 15.01.1959  | 13.04.1959  |
| 19. | Stjepan Bobek       | 14.04.1959  | 12.1959     |
| 20. | Kazimierz Górski    | 1.01.1960   | 3.12.1962   |
| 21. | Longin Janeczek     | 3.12.1962   | 31.12.1963  |
| 22. | Virgil Popescu      | 2.01.1964   | 30.06.1965  |
| 23. | Longin Janeczek     | 1.07.1965   | 30.06.1966  |
| 24. | Jaroslav Vejvoda    | 1.07.1966   | 30.06.1969  |
| 25. | Edmund Zientara     | 1.07.1969   | 4.07.1971   |
| 26. | Tadeusz Chruściński | 4.07.1971   | 5.05.1972   |
| 27. | Lucjan Brychczy     | 5.05.1972   | 30.06.1973  |
| 28. | Jaroslav Vejvoda    | 1.07.1973   | 30.06.1975  |
| 29. | Andrzej Strejlau    | 1.07.1975   | 30.06.1979  |
| 30. | Lucjan Brychczy     | 1.07.1979   | 15.10.1980  |
| 31. | Ignacy Ordon        | 15.10.1980  | 30.06.1981  |
| 32. | Kazimierz Górski    | 1.07.1981   | 1.12.1982   |
| 33. | Jerzy Kopa          | 1.12.1982   | 30.06.1985  |
| 34. | Jerzy Engel         | 1.07.1985   | 27.08.1987  |
| 35. | Lucjan Brychczy     | 27.08.1987  | 30.11.1987  |
| 36. | Andrzej Strejlau    | 1.12.1987   | 30.06.1989  |
| 37. | Rudolf Kapera       | 1.07.1989   | 15.04.1990  |
| 38. | Lucjan Brychczy     | 15.04.1990  | 30.06.1990  |

| Lp. | Imię i nazwisko                                  | Okres pracy | Okres pracy |
| --- | ------------------------------------------------ | ----------- | ----------- |
| 39. | Władysław Stachurski                             | 1.07.1990   | 20.08.1991  |
| 40. | Krzysztof Etmanowicz                             | 20.08.1991  | 25.08.1992  |
| 41. | Janusz Wójcik                                    | 25.08.1992  | 7.01.1994   |
| 42. | Paweł Janas                                      | 8.01.1994   | 30.06.1996  |
| 43. | Władysław Stachurski                             | 1.07.1996   | 30.06.1997  |
| 44. | Mirosław Jabłoński                               | 1.07.1997   | 18.04.1998  |
| 45. | Jerzy Kopa Stefan Białas                         | 2.05.1998   | 30.06.1998  |
| 46. | Jerzy Kopa                                       | 1.07.1998   | 2.01.1999   |
| 47. | Stefan Białas                                    | 3.01.1999   | 30.06.1999  |
| 48. | Dariusz Kubicki                                  | 1.07.1999   | 24.09.1999  |
| 49. | Franciszek Smuda                                 | 24.09.1999  | 8.03.2001   |
| 50. | Krzysztof Gawara                                 | 8.03.2001   | 17.03.2001  |
| 51. | Dragomir Okuka                                   | 17.03.2001  | 17.06.2003  |
| 52. | Dariusz Kubicki                                  | 17.06.2003  | 30.09.2004  |
| 53. | Krzysztof Gawara Jacek Zieliński Lucjan Brychczy | 30.09.2004  | 31.12.2004  |
| 54. | Jacek Zieliński                                  | 1.01.2005   | 2.09.2005   |
| 55. | Dariusz Wdowczyk                                 | 2.09.2005   | 13.04.2007  |
| 56. | Jacek Zieliński                                  | 13.04.2007  | 4.06.2007   |
| 57. | Jan Urban                                        | 4.06.2007   | 14.03.2010  |
| 58. | Stefan Białas                                    | 14.03.2010  | 31.05.2010  |
| 59. | Maciej Skorża                                    | 1.06.2010   | 1.06.2012   |
| 60. | Jan Urban                                        | 1.06.2012   | 19.12.2013  |
| 61. | Henning Berg                                     | 19.12.2013  | 4.10.2015   |
| 62. | Stanisław Czerczesow                             | 6.10.2015   | 1.06.2016   |
| 63. | Besnik Hasi                                      | 3.06.2016   | 19.09.2016  |
| 64. | Aleksandar Vuković                               | 19.09.2016  | 24.09.2016  |
| 65. | Jacek Magiera                                    | 24.09.2016  | 13.09.2017  |
| 66. | Romeo Jozak                                      | 13.09.2017  | 14.04.2018  |
| 67. | Dean Klafurić                                    | 14.04.2018  | 1.08.2018   |
| 68. | Aleksandar Vuković                               | 1.08.2018   | 13.08.2018  |
| 69. | Ricardo Sá Pinto                                 | 13.08.2018  | 2.04.2019   |
| 70. | Aleksandar Vuković                               | 2.04.2019   | 21.09.2020  |
| 71. | Czesław Michniewicz                              | 21.09.2020  | 25.10.2021  |
| 72. | Marek Gołębiewski                                | 25.10.2021  | 12.12.2021  |
| 73. | Aleksandar Vuković                               | 13.12.2021  | 23.05.2022  |
| 74. | Kosta Runjaić                                    | 23.05.2022  | 9.04.2024   |
| 75. | Gonçalo Feio                                     | 10.04.2024  | 25.05.2025  |
| 76. | Edward Iordănescu                                | 12.06.2025  | obecnie     |

° – nieoficjalnie

## Dotychczasowi prezesi
Funkcję prezesa warszawskiej Legii pełniło 38 osób, w tym 4 z nich dwukrotnie (Norbert Okołowicz, Janusz Lach, Leszek Miklas oraz Piotr Zygo). Większość była żołnierzami w stopniu generała, pułkownika lub podpułkownika. Dwukrotnie byli to lekarze – dr Bolesław Korolewicz w randze kapitana oraz dr Bronisław Nakoniecznikow-Klukowski, będący jednocześnie pułkownikiem. Od czasu utworzenia ASPN Legia funkcję tę sprawują osoby cywilne.
W lutym 2013 r. Bogusław Leśnodorski nadał tytuł honorowego prezesa Legii Lucjanowi Brychczemu, związanemu z klubem nieprzerwanie od roku 1954.

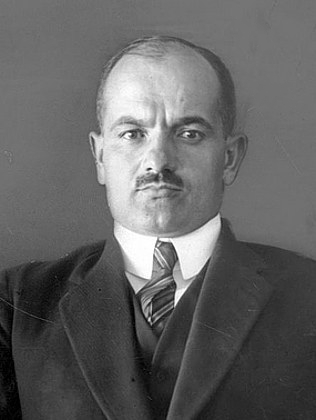
gen. Roman Górecki – szósty w historii prezes Legii, który sprawował tę funkcję w latach 1926–1929

| Lp. | Imię i nazwisko                           | Okres pracy | Okres pracy |
| --- | ----------------------------------------- | ----------- | ----------- |
| 1.  | chorąży Władysław Groele                  | 04.1916     | 04.1917     |
| 2.  | doktor Bolesław Korolewicz                | 04.1917     | 28.07.1917  |
| 3.  | porucznik Norbert Okołowicz               | 29.07.1917  | 02.1918     |
| 4.  | pułkownik Aleksander Litwinowicz          | 14.03.1920  | 8.02.1925   |
| 5.  | pułkownik Norbert Okołowicz               | 8.02.1925   | 5.12.1926   |
| 6.  | generał Roman Górecki                     | 5.12.1926   | 17.05.1929  |
| 7.  | generał Stanisław Rouppert                | 17.05.1929  | 7.02.1932   |
| 8.  | doktor Bronisław Nakoniecznikow-Klukowski | 7.02.1932   | 26.03.1933  |
| 9.  | pułkownik Edward Dojan-Surówka            | 26.03.1933  | 28.01.1934  |
| 10. | pułkownik Tadeusz Grabowski               | 28.01.1934  | 6.06.1936   |
| 11. | pułkownik Alojzy Gluth-Nowowiejski        | 6.06.1936   | 28.10.1936  |
| °.  | podpułkownik Władysław Ziętkiewicz        | 17.01.1937  | 28.02.1937  |
| 12. | pułkownik Eugeniusz Wyrwiński             | 28.02.1937  | 3.04.1938   |
| 13. | podpułkownik Władysław Kaliszek           | 3.04.1938   | 9.07.1939   |
| 14. | pułkownik Janusz Albrecht                 | 9.07.1939   | 09.1939     |
| 15. | pułkownik Karol Rudolf                    | ∼11.1945    | 16.02.1946  |
| 16. | pułkownik Ignacy Robb-Narbutt             | 16.02.1946  | 4.10.1947   |
| 17. | generał Jerzy Bordziłowski                | 4.10.1947   | 11.1949     |
| 18. | generał Eugeniusz Luśniak                 | 11.1949     | 07.1950     |
| 19. | podpułkownik Henryk Czarnik               | 08.1950     | 9.11.1951   |
| 20. | podpułkownik Janusz Iwaszkiewicz          | 9.11.1951   | 15.01.1954  |

| Lp. | Imię i nazwisko                   | Okres pracy | Okres pracy |
| --- | --------------------------------- | ----------- | ----------- |
| 21. | major Mieczysław Muszyński        | 15.01.1954  | 21.09.1954  |
| 22. | podpułkownik Kazimierz Malczewski | 21.09.1954  | 2.07.1957   |
| 23. | generał Zygmunt Duszyński         | 2.07.1957   | 19.11.1965  |
| 24. | generał Zygmunt Huszcza           | 19.11.1965  | 2.05.1972   |
| 25. | generał Zbigniew Zieleniewski     | 2.05.1972   | 10.04.1981  |
| 26. | generał Józef Kamiński            | 10.04.1981  | 15.06.1985  |
| 27. | generał Wojciech Barański         | 15.06.1985  | 25.04.1989  |
| 28. | generał Włodzimierz Oliwa         | 25.04.1989  | 5.06.1989   |
| 29. | generał Stanisław Fryń            | 6.06.1989   | 23.10.1993  |
| 30. | generał Zygmunt Skuza             | 23.10.1993  | 2.03.1997   |
| 31. | Janusz Lach                       | 2.03.1997   | 4.07.1997   |
| 32. | Miron Maicki                      | 4.07.1997   | 1.08.1997   |
| 33. | Marek Pietruszka                  | 1.08.1997   | 12.07.2000  |
| 34. | Janusz Lach                       | 12.07.2000  | 22.12.2000  |
| 35. | Leszek Miklas                     | 22.12.2000  | 8.07.2002   |
| 36. | Edward Trylnik                    | 8.07.2002   | 4.05.2004   |
| 37. | Piotr Zygo                        | 4.05.2004   | 24.04.2007  |
| 38. | Leszek Miklas                     | 24.04.2007  | 16.04.2010  |
| 39. | Paweł Kosmala                     | 16.04.2010  | 8.05.2012   |
| 40. | Piotr Zygo                        | 8.05.2012   | 7.12.2012   |
| 41. | Bogusław Leśnodorski              | 7.12.2012   | 22.03.2017  |
| 42. | Dariusz Mioduski                  | 23.03.2017  | obecnie     |

° – nieoficjalnie

## Kibice
Największa liczba kibiców Legii znajduje się w Warszawie oraz pobliskich miejscowościach. Fani z różnych stron kraju są zrzeszeni w fan-clubach: East Front '03 (województwo lubelskie), Squadron (województwo śląskie), Soldiers '04 (województwo dolnośląskie).

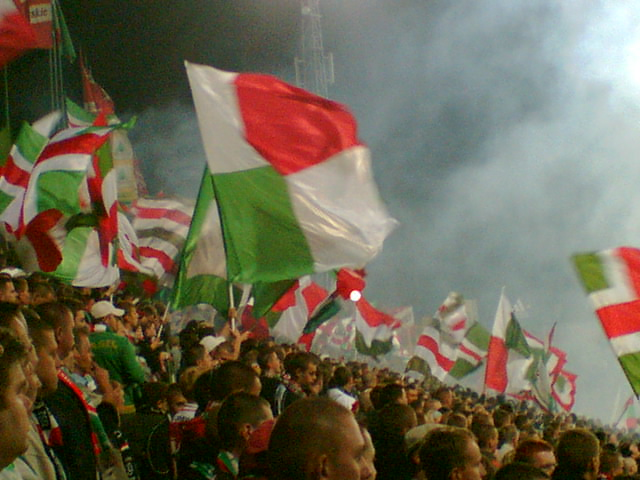
Kibice Legii podczas wygranych 1:0 derbów z Polonią Warszawa w 2005 roku

Na Łazienkowskiej działają również zorganizowane grupy, takie jak Nieznani Sprawcy. Powstała po rozwiązaniu Cyberf@nów, poprzedniej organizacji zajmującej się oprawami meczowymi. Gniazdowi intonują też przyśpiewki patriotyczne oraz antykomunistyczne na meczach odbywających się w czasie rocznic strajków i świąt państwowych.
| Zgody: - Zagłębie Sosnowiec (od połowy lat 70.) - ADO Den Haag (od 1983) - Olimpia Elbląg (od początku XXI wieku) - Radomiak Radom (od 26 listopada 2017) |

Lokalnym rywalem Legii jest Polonia Warszawa. Od lat 70., czyli od początków ruchu kibicowskiego w Polsce, zmieniali się główni przeciwnicy legionistów. Wśród klubów, które fani Legii darzą największą niechęcią, są m.in. Górnik Zabrze, Widzew Łódź, Wisła Kraków i Lech Poznań.
Kibicami Legii są lub byli między innymi: Jan Krzysztof Bielecki, Maryla Rodowicz, Olaf Lubaszenko, Muniek Staszczyk, Kazik Staszewski, Marcin Meller, Marek Sierocki, Artur Boruc, Zofia Noceti-Klepacka, Piotr Wiszniowski, Eldo, Tede, Bonus RPK, Wilku, Bilon, Pono, Sokół, Dixon37, Numer Raz, Pjus oraz Pezet.
W 2023 roku Legia Warszawa zajęła pierwsze miejsce w rankingu mediów społecznościowych w polskich klubach sportowych.

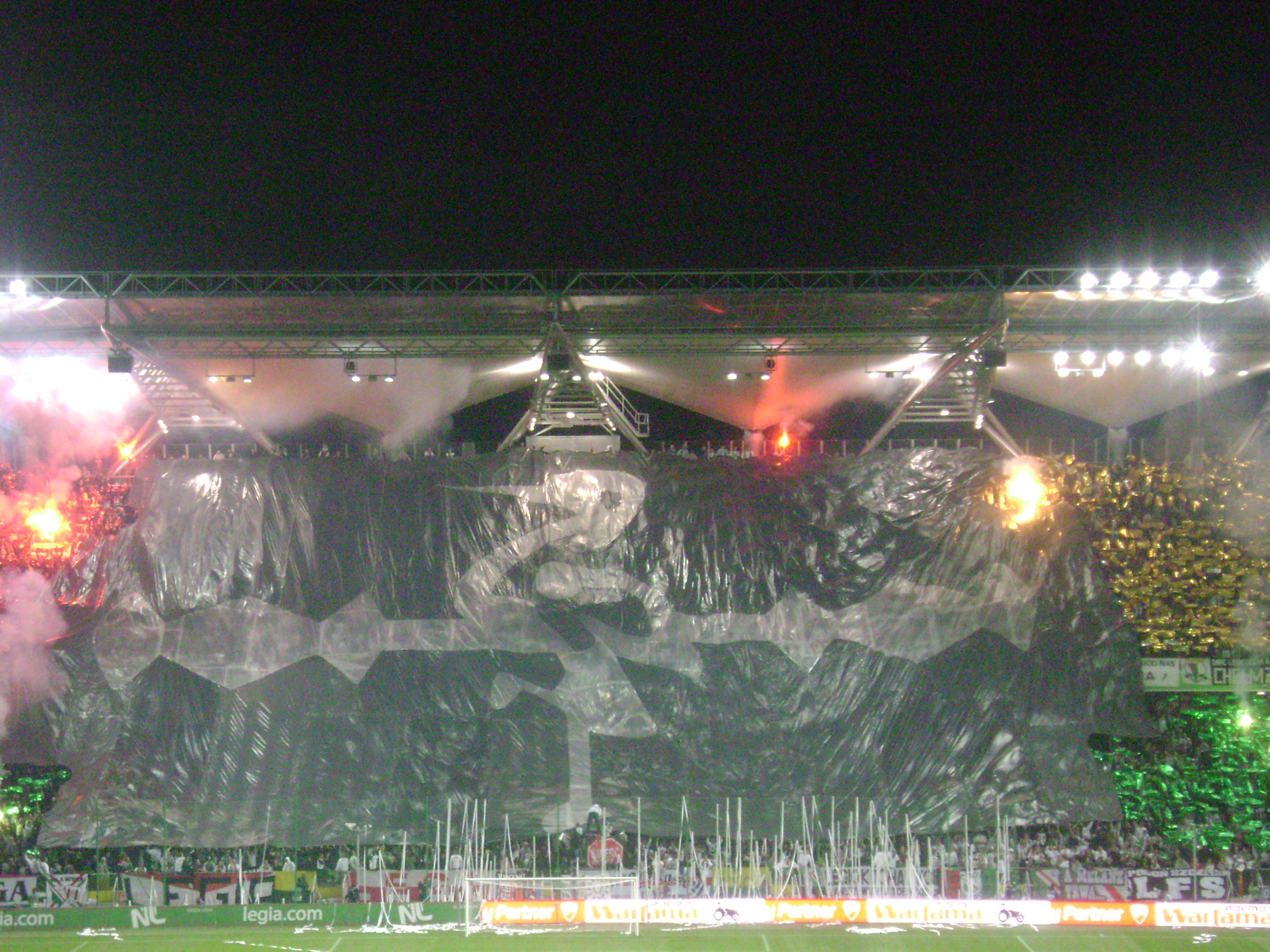
10 października 2010, charytatywny mecz dla Wojtka; Legia – Den Haag

### Stowarzyszenie kibiców
Oficjalnym stowarzyszeniem kibiców Legii jest Stowarzyszenie Kibiców Legii Warszawa „Sekcja Sympatyków” (w skrócie SKLW), założone w 2002. Prezesem jest Rafał Pawłowski. Stowarzyszenie organizuje wiele akcji, np. Pełny Stadion, a także m.in. składa wizyty w domach dziecka i odwiedza groby zmarłych graczy Wojskowych.
Znaną grupą kibicowską jest Old Fashion Man Club (OFMC), która aktywnie włącza się w obchody rocznic ważnych wydarzeń w historii Polski i Warszawy, zwłaszcza w rocznicę powstania warszawskiego. Wydawane są wówczas koszulki (za symboliczną sumę 44 zł), ze sprzedaży których produkuje się legijne znicze oraz wieńce, składane później na grobach powstańców.
Jedną z większych inicjatyw kibiców Legii oraz fanów ADO Den Haag, w porozumieniu z zarządami obu klubów, było zorganizowanie Meczu dla Wojtka – charytatywnego spotkania, które odbyło się 10 października 2010. Dochód z meczu został przekazany na leczenie jednego z kibiców warszawskiej drużyny. Równocześnie kluby i kibice zorganizowali aukcje, z których całość dochodów również przeznaczono dla chorego na sarkoidozę Wojtka „Legii”.

### Hymn
Hymnem warszawskiego klubu jest piosenka Czesława Niemena „Sen o Warszawie”. Od 12 marca 2004 roku (meczu pomiędzy Legią Warszawa i Odrą Wodzisław) fani śpiewają ją przed każdym meczem.
Poza utworem Niemena kibice wykonują pieśń „Mistrzem Polski jest Legia”, która jest śpiewana przy wyjściu piłkarzy na boisko.

## Sponsorzy klubu
| Lata      | Sponsor            |
| --------- | ------------------ |
| 1991      | Müller Milch       |
| 1992–1995 | FSO                |
| 1995–1996 | Canal+             |
| 1996–2001 | Daewoo             |
| 2001–2002 | Pol-Mot Holding SA |
| 2002–2003 | Kredyt Bank        |
| od 2003   | Królewskie         |
| 2008–2011 | n                  |
| 2011–2014 | ActiveJet          |
| od 2014   | Fortuna            |
| 2018–2020 | 4move (FoodCare)   |
| od 2020   | Plus500            |

| Lata      | Sponsor |
| --------- | ------- |
| 1978–1990 | Adidas  |
| 1990–1991 | Umbro   |
| 1991      | Lotto   |
| 1992–1996 | Adidas  |
| 1996–2000 | Nike    |
| od 2000   | Adidas  |

## Statystyki

### Rekordy klubowe
- Liczba sezonów w najwyższej klasie rozgrywkowej: 89 (1927–1936 i od 1948–nadal)[369]
- Pierwsze zwycięstwo w Ekstraklasie: 8 maja 1927, Klub Turystów Łódź – Legia Warszawa 1:6 (0:5)[370][371]
- Najwyższe zwycięstwo w Ekstraklasie: 19 sierpnia 1956, Legia Warszawa – Wisła Kraków 12:0 (5:0)[372]
- Najwyższa porażka w Ekstraklasie: 3 września 1927, Pogoń Lwów – Legia Warszawa 11:2 (6:1)[373]
- Najdłuższa seria zwycięstw w Ekstraklasie: 9 (1931/1932)[374][375]
- Najdłuższa seria porażek w Ekstraklasie: 7 (1936, 2021/2022)[374][376]
- Najczęstszy rywal w Ekstraklasie[377]: Wisła Kraków – 161 meczów (1927–1936, 1948–1985, 1988–1994 i 1996–2022)[378]
i Ruch Chorzów – 152 mecze (1927–1936, 1948–1987, 1989–1995, 1996–2003, 2007–2017 i 2023–2024)[379]
- Najstarszy strzelec bramki: Artur Jędrzejczyk – 37 lat, 9 miesięcy, 6 dni[380]
- Najmłodszy strzelec bramki: Ariel Borysiuk – 16 lat, 8 miesięcy, 21 dni[381]

### Rekordy indywidualne
Stan na 25 maja 2025
| Najwięcej występów w Legii | Najwięcej występów w Legii | Najwięcej występów w Legii |
| Lp.                        | Zawodnik                   | Mecze                      |
| -------------------------- | -------------------------- | -------------------------- |
| 1.                         | Lucjan Brychczy            | 452                        |
| 2.                         | Jacek Zieliński            | 404                        |
| 3.                         | Artur Jędrzejczyk          | 402                        |
| 4.                         | Miroslav Radović           | 391                        |
| 5.                         | Kazimierz Deyna            | 388                        |
| 6.                         | Jakub Rzeźniczak           | 376                        |
| 7.                         | Michał Kucharczyk          | 350                        |
| 8.                         | Marek Jóźwiak              | 348                        |
| 9.                         | Horst Mahseli              | 347                        |
| 10.                        | Tomasz Kiełbowicz          | 339                        |

| Najwięcej goli w Legii | Najwięcej goli w Legii | Najwięcej goli w Legii |
| Lp.                    | Zawodnik               | Bramki                 |
| ---------------------- | ---------------------- | ---------------------- |
| 1.                     | Lucjan Brychczy        | 226                    |
| 2.                     | Kazimierz Deyna        | 141                    |
| 3.                     | Józef Nawrot           | 106/112°               |
| 4.                     | Miroslav Radović       | 93                     |
| 5.                     | Robert Gadocha         | 88                     |
| 6.                     | Marek Saganowski       | 87                     |
| 7.                     | Janusz Żmijewski       | 81                     |
| 8.                     | Cezary Kucharski       | 79                     |
| 9.                     | Marcin Mięciel         | 75                     |
| 9.                     | Marian Łańko           | 75                     |

| Królowie strzelców ligi polskiej | Królowie strzelców ligi polskiej | Królowie strzelców ligi polskiej |
| Sezon                            | Zawodnik                         | Bramki                           |
| -------------------------------- | -------------------------------- | -------------------------------- |
| 1930°                            | Józef Nawrot°                    | 27°                              |
| 1954                             | Ernest Pohl                      | 13                               |
| 1956                             | Henryk Kempny                    | 21                               |
| 1957                             | Lucjan Brychczy                  | 19                               |
| 1963/1964                        | Lucjan Brychczy                  | 18                               |
| 1964/1965                        | Lucjan Brychczy                  | 20                               |
| 1980/1981                        | Krzysztof Adamczyk               | 18                               |
| 1987/1988                        | Dariusz Dziekanowski             | 20                               |
| 1997/1998                        | Sylwester Czereszewski           | 14                               |
| 2002/2003                        | Stanko Svitlica                  | 24                               |
| 2008/2009                        | Takesure Chinyama                | 19                               |
| 2015/2016                        | Nemanja Nikolić                  | 28                               |
| 2020/2021                        | Tomáš Pekhart                    | 22                               |

° – według Księgi Stulecia Legii Warszawa (Wydawnictwo Naukowe PWN)

## Numizmatyka
W 2016 roku wydano monetę okolicznościową związaną z klubem – o nominale 5 zł. Wyemitowano ją w nakładzie do 20 000 sztuk. Moneta ta wchodzi w skład serii Polskie Kluby Piłkarskie.